# Donald Trump

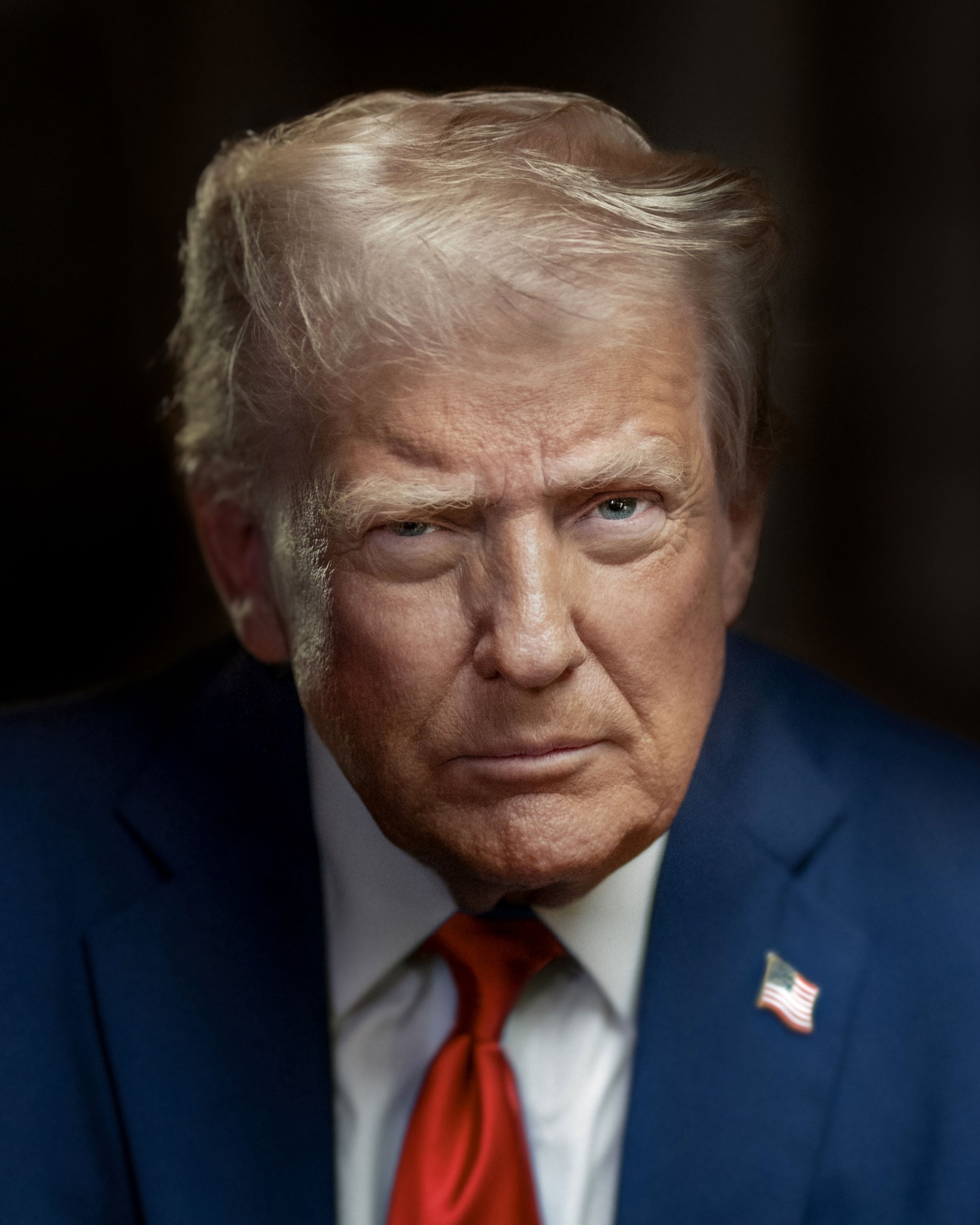
Donald Trump (offizielles Porträtfoto, 2025)

Donald John Trump [ˈdɑn.əld dʒɑn tɹɐmp] (* 14. Juni 1946 in New York City) ist ein US-amerikanischer Politiker der Republikanischen Partei. Er war von 2017 bis 2021 der 45. und ist seit dem 20. Januar 2025 der 47. Präsident der Vereinigten Staaten. Außerdem ist er Unternehmer und ehemaliger Showmaster. Er gilt als einer der umstrittensten Politiker der US-Geschichte und ist der erste Präsident, gegen den zwei Amtsenthebungsverfahren angestrengt wurden und der sich nach seiner ersten Präsidentschaft mit mehreren Strafprozessen konfrontiert sieht – unter anderem wegen Verschwörung gegen die USA. Er ist der erste strafrechtlich verurteilte US-Präsident.
Trump leitete von 1971 bis 2017 den Mischkonzern The Trump Organization. Trotz eines geerbten Vermögens und mehrerer Insolvenzen in der Immobilienbranche wurde er zum Sinnbild eines erfolgreichen Geschäftsmannes. Ab 2004 wurde er als Gastgeber von The Apprentice populär, einer bis 2015 ausgestrahlten Reality-TV-Sendung. Im Laufe der Jahre unterstützte Trump verschiedene politische Parteien, ist aber seit 1987 mit kurzer Unterbrechung als Mitglied der Republikaner registriert. Als deren Kandidat gewann er die Präsidentschaftswahl 2016 gegen die Demokratin Hillary Clinton. Der Wahlkampf war von Unregelmäßigkeiten gekennzeichnet; seine Kampagne erhielt illegale Unterstützung durch Russland, was später zu einer Sonderermittlung und zu Haftstrafen für Mitglieder seines Wahlkampfteams führte. Er erregte im Wahlkampf mit seinem einfachen Sprachstil, provokanten Äußerungen und radikalen Vorschlägen Aufmerksamkeit. Wahlentscheidend war, dass es Trump trotz zahlreicher Sexismusvorwürfe gegen ihn und offensichtlicher Unwahrheiten gelang, sich als Anwalt der einfachen Leute und der evangelikalen Christen darzustellen. Sein als Trumpismus charakterisierter Politikstil ist eine Mischung aus Populismus, Konservatismus, Libertarismus, Protektionismus (Neomerkantilismus), Wirtschaftsliberalismus, Nationalismus und Isolationismus. Die erste Präsidentschaft Trumps war von zahlreichen Kontroversen geprägt.
Zu den vielen Skandalen in Trumps Amtszeit gehört sein Versuch, Waffenhilfe für die Ukraine von Ermittlungen gegen Hunter Biden, den Sohn Joe Bidens, seines Konkurrenten bei der Präsidentschaftswahl 2020, abhängig zu machen. Daher eröffnete das Repräsentantenhaus im Dezember 2019 das erste Impeachment wegen des Vorwurfs des Machtmissbrauchs und der Behinderung des Kongresses. Ein zweites Verfahren wurde im Januar 2021 wegen Anstiftung zum Aufruhr eingeleitet, wenige Tage nach dem Angriff auf das Kapitol durch einen von Trump aufgehetzten Mob. Beide Verfahren endeten mit formalen Freisprüchen durch den republikanisch dominierten Senat. Ein Untersuchungsausschuss des Kongresses kam im Dezember 2022 hingegen zu dem Schluss, die Erstürmung des Kapitols sei von Trump initiiert worden, um sich verfassungswidrig an der Macht zu halten. Ein von der Nachfolgeregierung eingesetzter Sonderermittler kam zum selben Ergebnis und eröffnete im August 2023 ein Strafverfahren gegen Trump. Im selben Monat klagte ihn der Bundesstaat Georgia u. a. wegen versuchter Wahlbeeinflussung an. Schon im März 2023 war er wegen mutmaßlich gefälschter Geschäftsunterlagen und im Juni wegen der Entwendung von Geheimdokumenten angeklagt worden.
Trotz der vielen Skandale und juristischen Anklagen wurde Trump für die Präsidentschaftswahl 2024 erneut zum Kandidaten der Republikaner ernannt. Bei einer Wahlkampfveranstaltung im Juli 2024 im US-Bundesstaat Pennsylvania verübte ein Mann mit einer Schusswaffe ein Attentat auf Trump. Dieser überlebte den Anschlag mit einer leichten Verletzung an seinem rechten Ohr. Im November 2024 konnte er die Wahl zum US-Präsidenten gegen Kamala Harris, Spitzenkandidatin der Demokratischen Partei, für sich entscheiden. Donald Trump ist damit nach Grover Cleveland der zweite Präsident, dem nach einer Abwahl später eine Wiederwahl gelang.

## Persönliches

### Herkunft
Donald Trump wurde 1946 im New Yorker Stadtteil Queens geboren. Er ist das vierte von fünf Kindern des amerikanischen Immobilienunternehmers Fred C. Trump (1905–1999) und der schottischen Fischerstochter Mary Anne MacLeod (1912–2000), die während der Weltwirtschaftskrise im Februar 1930 in die Vereinigten Staaten ausgewandert war.
Die Eltern seines Vaters, geboren als Friedrich Trump und Elisabeth Christ, waren aus Kallstadt in der Pfalz eingewandert. Trumps Onkel John G. Trump war Elektrotechniker und von 1936 bis 1973 Professor am Massachusetts Institute of Technology; er war ein Pionier bei der Erzeugung elektrischer Höchstspannungen. Neun Onkel und Tanten stammten wie Donald Trumps Mutter aus ärmlichen Verhältnissen von der Hebriden-Insel Lewis and Harris. Nach einem dieser schottischen Onkel wurde er Donald genannt.
Donald Trump machte mehrfach falsche Angaben zur Herkunft seiner Vorfahren: In seinem Buch The Art of the Deal (1987) gab er an, sein Großvater stamme aus Karlstad in Schweden, womit er eine wahrheitswidrige Erzählung seines Vaters aus der Zeit des Zweiten Weltkriegs weitertrug. Donald Trump sagte jedoch später, dass er stolz auf seine deutsche Abstammung sei und behauptete, dass er 1999 Großmarschall bei der German-American Steuben Parade war. Mindestens viermal während seiner Präsidentschaft behauptete Trump fälschlicherweise, sein Vater sei in Deutschland geboren worden. Fred Trump hatte seine deutsche Abstammung bis zu den 1980er-Jahren verschwiegen und seinen Kindern seine Muttersprache nicht beigebracht.

### Kindheit und Ausbildung
Als Donald Trump 1946 geboren wurde, befand sich die Wohnungsbaubranche, in der sein Vater Fred Trump als Unternehmer tätig war, in einer schweren Krise. Zwar herrschte nach der Heimkehr von über sechs Millionen Soldaten aus dem Zweiten Weltkrieg eine immense Nachfrage nach Wohnraum, aber wegen des großen Bedarfs an Baumaterialien waren diese für preiswerte Wohnprojekte, auf die sich Fred Trump während des Krieges spezialisiert hatte, kaum zu bezahlbaren Preisen zu bekommen.
Nachdem Präsident Harry S. Truman zur Ankurbelung des Wohnungsbaus die staatliche Förderung durch die Federal Housing Administration erheblich verbessert hatte, startete Fred Trump, der schon zuvor stark von derartigen Fördermaßnahmen profitiert hatte, 1947 ein Großprojekt mit 1344 Mietwohnungen namens Shore Haven in Brooklyn, das durch die Lokalpresse als „Trump City“ bekannt wurde. In Queens baute er, ein bislang eher bescheidener und sehr auf Sparsamkeit bedachter Mann, einen repräsentativen Wohnsitz mit 23 Zimmern und neun Badezimmern. Dazu kamen zwei Cadillacs, für die er einen Chauffeur einstellte.
Donald Trump wuchs in dem Bewusstsein auf, etwas Besonderes und anderen überlegen zu sein. Sein Vater bestärkte ihn darin, indem er sagte, er sei ein „König“ und müsse bei allem, was er tue, ein „Killer“ werden. Schon im Vorschulalter fiel Donald durch seine Aggressivität gegenüber anderen Kindern auf. Wie seine Geschwister besuchte er zunächst die Kew-Forest School in Queens. In der Schule wie im Elternhaus galten strenge Regeln, aber Donald ließ sich nicht bändigen und musste deshalb oft nachsitzen. Gute Leistungen zeigte er im Schulsport, insbesondere in den Ballsportarten. Sein Lieblingssport war Baseball, dessen „Mekka“ Mitte der 1950er-Jahre New York mit seinen drei Spitzen-Clubs war. Wegen seines massiven Körpereinsatzes war Trump bei Gegnern gefürchtet.
Um dem geordneten, ruhigen Leben in Queens zu entfliehen, machte er samstags mit einem Freund heimliche Ausflüge nach Manhattan, wo sie sich, angeregt durch das am Broadway sehr erfolgreiche Musical West Side Story, Springmesser zulegten. 1959 entdeckte Fred Trump die Messersammlung seines Sohnes und erfuhr so von den heimlichen Ausflügen. Er beschloss, dass eine radikale Veränderung notwendig sei, und schickte den Sohn an die etwa 100 Kilometer entfernte New York Military Academy in der Kleinstadt Cornwall (New York), ein Privatinternat mit vormilitärischer Ausbildung. Dort herrschte eine strenge Disziplin: Donald Trump musste auf jeglichen Luxus verzichten und hatte keinerlei Privilegien wegen seiner Herkunft.
Er arrangierte sich und fand Gefallen daran, Auszeichnungen für das sauberste Zimmer und die glänzendsten Schuhe zu bekommen. Erstmals entwickelte er einen Ehrgeiz für gute schulische Leistungen. Im Baseball wurde er Mannschaftskapitän und gelangte so erstmals in eine Schlagzeile: Trump Wins Game for NYMA. 1964 verließ er die Akademie mit dem Highschool-Abschluss.

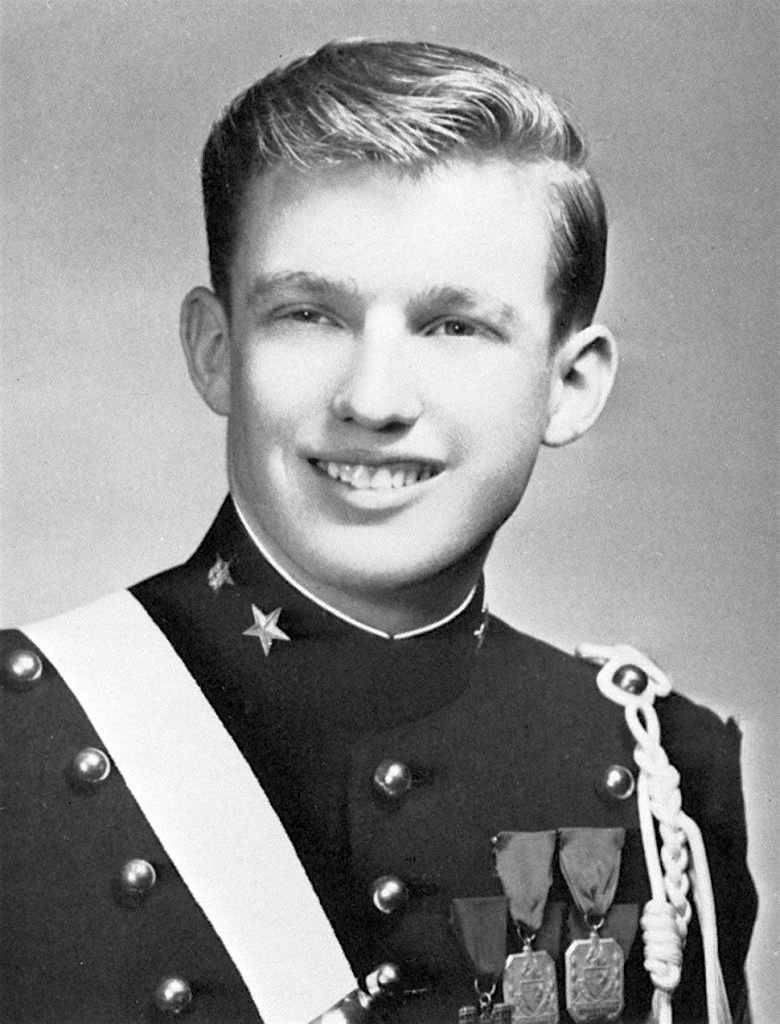
Donald Trump im Jahr 1964 als Schüler des Internats New York Military Academy

Anschließend studierte Trump Wirtschaftswissenschaft, zunächst von 1964 bis 1966 in New York an der Fordham University und ab 1966 an der Wharton School in Philadelphia, der renommierten wirtschaftswissenschaftlichen Fakultät der University of Pennsylvania mit einem Fachbereich für Immobilienwirtschaft. Während seiner Studienzeit war Trump akademisch, persönlich und politisch unauffällig. Laut seinen Biographen Kranish und Fisher verbrachte er fast so viel Zeit bei der Arbeit mit seinem Vater in New York wie in Lehrveranstaltungen an der Wharton School.
Nach dem Studienabschluss 1968 mit dem Bachelorgrad wurde er, nachdem er vier Mal bei attestierter Tauglichkeit als Student zurückgestellt worden war, aus medizinischen Gründen nicht zur Ableistung seiner Wehrpflicht und einem damit möglichen Einsatz im Vietnamkrieg einberufen. Nähere Angaben finden sich in den Akten nicht; nach Trumps eigenen Angaben im Jahre 2016 handelte es sich um Fersensporne.

### Familie

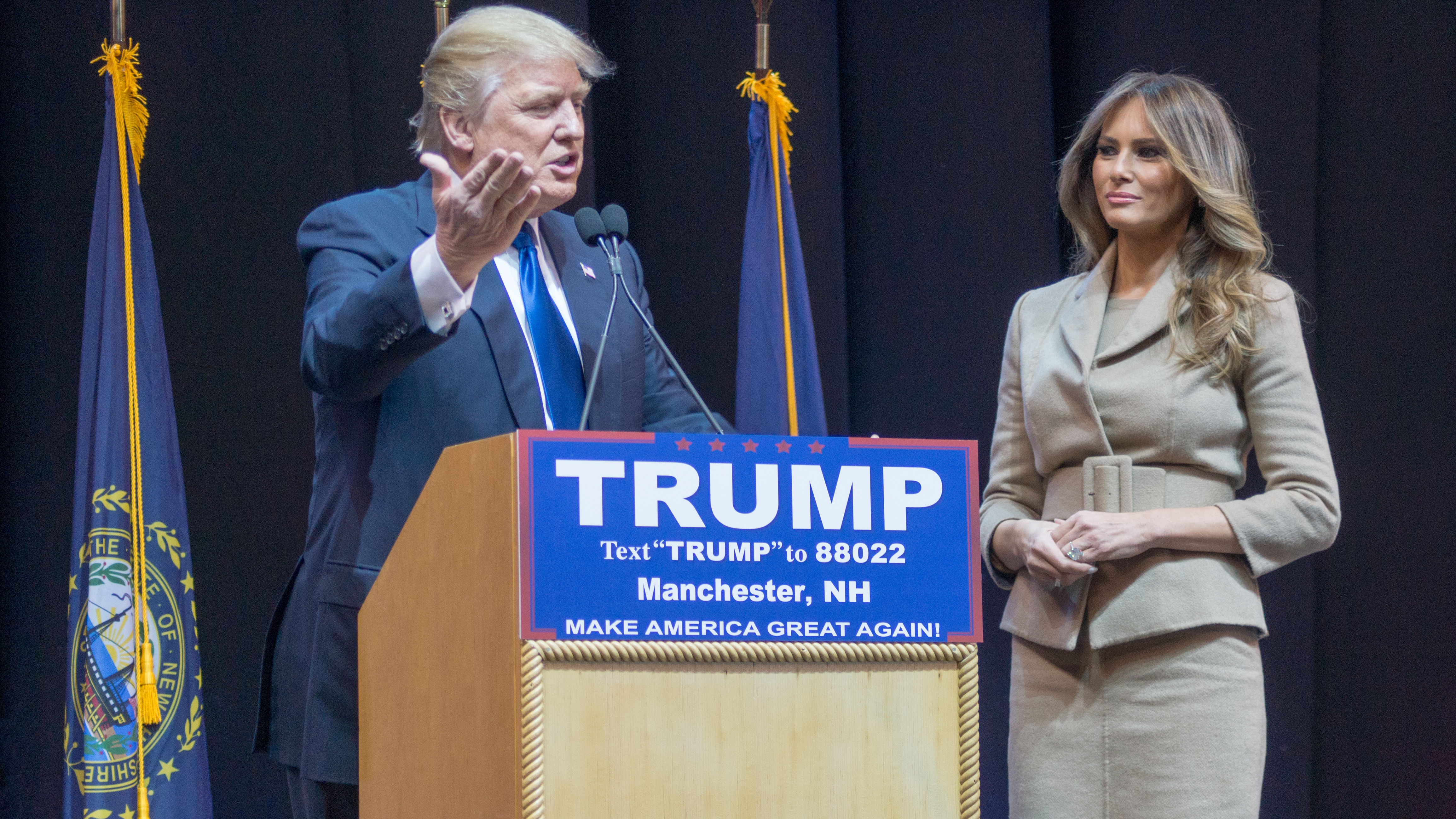
Donald und seine jetzige dritte Ehefrau Melania Trump während des Präsidentschaftswahlkampfes 2016

1977 heiratete Trump das aus der Tschechoslowakei stammende Model Ivana Zelníčková Winklmayr. Aus dieser Ehe gingen die Söhne Donald Jr., genannt Don (* 1977), und Eric (* 1984) sowie die Tochter Ivanka (* 1981) hervor. 1990 reichte Ivana die Scheidung wegen „grausamer und unmenschlicher Behandlung“ (cruel and inhuman treatment) ein, woran die Medien lebhaften Anteil nahmen. Im Jahr 1992 wurde die Scheidung vollzogen. In einer eidesstattlichen Aussage zur Scheidung gab Ivana Trump an, von ihrem Mann 1989 vergewaltigt worden zu sein. In einem Fernsehinterview im Jahre 2018 erklärte sie, sie habe die Anschuldigungen auf Anraten ihrer Anwälte erfunden. Von 1993 bis 1999 war Trump mit der amerikanischen Schauspielerin Marla Maples verheiratet, mit der er die Tochter Tiffany (* 1993) hat. 2005 heiratete er das slowenische Model Melania Knauss; 2006 wurde ihr gemeinsamer Sohn Barron geboren.
Die Söhne Don und Eric haben nach dem Amtsantritt ihres Vaters als Präsident die Leitung des Familienunternehmens The Trump Organization übernommen. Die Tochter Ivanka, die als Model und Unternehmerin erfolgreich war, zählte ebenso wie ihr Ehemann Jared Kushner zu den wichtigsten Beratern des Präsidenten. Trump ist zehnfacher Großvater.
Trumps ältere Schwester Maryanne Trump Barry (1937–2023) war bis Februar 2019 Richterin am Berufungsgericht des 3. Bundesgerichtskreises. Sein älterer Bruder Fred jr. (1938–1981), genannt Freddy, arbeitete einige Jahre im Unternehmen des Vaters mit, zeigte jedoch nicht den Ehrgeiz und die strenge Disziplin, die dieser forderte. Er schlug dann eine Laufbahn als Pilot ein, die er aber wegen seines erheblichen Alkoholkonsums nach einiger Zeit aufgab, und starb im Alter von fast 43 Jahren an Herzversagen.

### Religion
Trump wurde als Kind in der Presbyterianischen Kirche konfirmiert. Im Oktober 2020 erklärte er, sich fortan als nicht konfessionsgebundenen Christen zu sehen.

## Geschäftliches

### Einstieg in die Immobilienbranche
Trumps Vater Fred Trump war mit dem Bau von Wohnhäusern in den New Yorker Stadtteilen Brooklyn und Queens sowie in Norfolk (Virginia) Multimillionär geworden. Donald Trump arbeitete schon neben dem Studium im Unternehmen des Vaters, Trump Management, mit und konnte nach dem Abschluss 1968 dank der Zurückstellung vom Wehrdienst voll einsteigen. Schon 1971, im Alter von etwa 25 Jahren, übernahm er die Geschäftsführung, während sein 65 Jahre alter Vater die Position eines Chairmans einnahm. Damit hatte er die Verantwortung für 14.000 Mietwohnungen, von denen viele an Geringverdiener vermietet waren.
Das Milieu, mit dem es Donald Trump nun zu tun hatte, wenn er etwa ausstehende Mieten einziehen musste, war ihm fremd und unangenehm. Er lebte selbst in luxuriösen und geordneten Verhältnissen in Queens und war an der Wharton School unter angehenden Geschäftsleuten gewesen, von denen nicht wenige aus weitaus reicheren Familien stammten als er selbst. Sein Ziel war es, in Manhattan Fuß zu fassen, also nahm er sich dort 1971 eine Mietwohnung in der Upper East Side. Erstmals einer breiteren Öffentlichkeit bekannt wurde er jedoch nicht wegen unternehmerischer Erfolge, sondern als Angeklagter in einem Prozess wegen Rassendiskriminierung. Am 16. Oktober 1973 erschien sein Name auf den Titelseiten der New York Times und anderer Zeitungen, wo sein Unternehmen Trump Management beschuldigt wurde, Afroamerikaner bei der Auswahl der Mieter systematisch zu diskriminieren.
Eine weitgehende Rassentrennung bei der Belegung von Mietshauskomplexen war lange Zeit üblich und nicht strafbar gewesen. Die Federal Housing Administration, zuständig für die staatliche Förderung des Wohnungsbaus, hatte von gemischten („unharmonischen“) Belegungen abgeraten. Doch 1968 war der Fair Housing Act in Kraft getreten, der eine derartige Diskriminierung bundesweit verbot. In New York schickte man daraufhin Testpersonen schwarzer und weißer Hautfarbe los, die sich um dieselben Wohnungen bewerben sollten. Dabei fiel Trumps Unternehmen besonders negativ auf, bis hin zu Aussagen von Mitarbeitern, sie hätten die strikte Anweisung erhalten, schwarze Interessenten abzuweisen oder auf für sie vorgesehene Wohnanlagen zu beschränken.
Angesichts der Anklage auch gegen sie beide persönlich suchte Trump mit seinem Vater eine Anwaltskanzlei auf, wo man ihnen riet, einen Vergleich anzustreben, bei dem sie straffrei bleiben würden. Stattdessen wendete sich Trump an den renommierten Anwalt Roy Cohn. Cohn, der in der McCarthy-Ära als rechte Hand Joseph McCarthys einen zweifelhaften Ruhm erlangt hatte, inzwischen aber eine der einflussreichsten Personen in New York war, willigte ein. Der Prozess zog sich zwei Jahre hin und endete 1975 dann doch mit einem Vergleich, der mit der Verpflichtung verbunden war, auf eigene Kosten in der lokalen Presse eine Erklärung abzugeben, dass Angehörige aller Rassen als Mieter von Trump-Wohnungen willkommen seien.

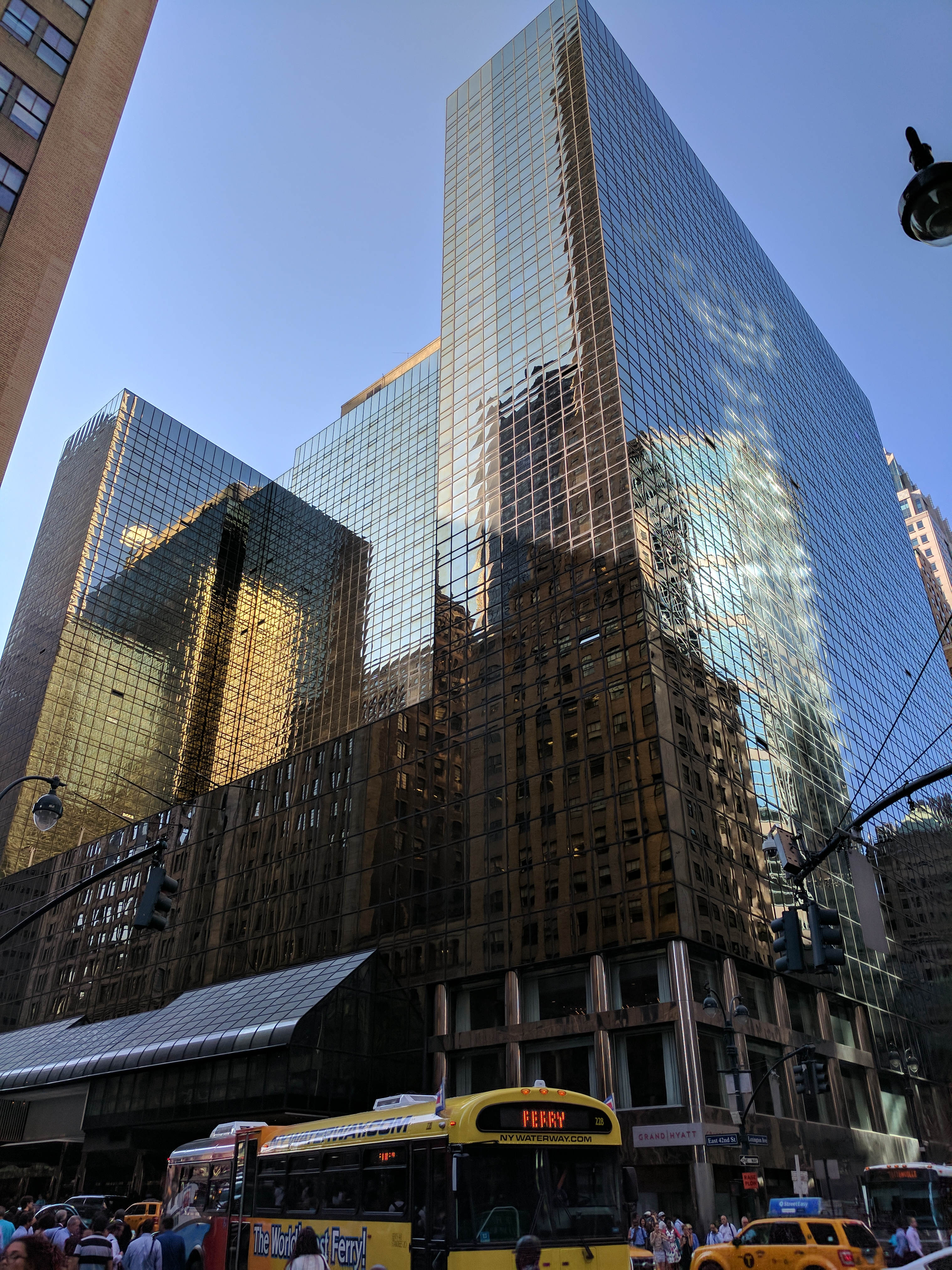
Grand Hyatt New York, Donald Trumps erstes Bauprojekt

Zu dieser Zeit befand sich die Stadt New York in einer schweren Krise. Die städtische Förderung von Wohnungsbauprojekten, aus welcher die Trumps bislang ihre Gewinne generierten, musste 1975 aus Geldmangel eingestellt werden. Aber Donald Trump sah in der Krise für seine eigenen Pläne in Manhattan eine Chance. Im Rahmen der Zerschlagung der bankrotten Eisenbahngesellschaft Penn Central standen große Flächen sowie vier einst renommierte Hotels in Manhattan zum Verkauf. Für eines dieser Hotels, das heruntergekommene 62-stöckige Commodore (heute Grand Hyatt New York), fanden sich keine Interessenten. Als Neuling in diesem Gewerbe ohne eigenes Kapital und ohne die nötigen Kontakte hatte Trump allerdings zunächst schlechte Aussichten. Louise Sunshine, die zuvor das Fundraising für Hugh Carey, den Gouverneur des Bundesstaats New York, betrieben hatte und Fred Trump als einen der größten Spender gewonnen hatte, verschaffte ihm die nötigen Kontakte. Die Hotelkette Hyatt war als möglicher Betreiber des Hotels nach einer Restaurierung und Modernisierung an dem Projekt interessiert, weil sie in New York noch kein Hotel hatte. Gegenüber Penn Central behauptete Trump, er habe bereits eine Vereinbarung mit Hyatt, obwohl das noch nicht der Fall war. Daraufhin räumte ihm die Gesellschaft ein Vorkaufsrecht ein, falls er mit 250.000 US-Dollar in Vorleistung gehe. Dieses Geld hatte Trump nicht; schon das Honorar für den Architekten Der Scutt musste sein Vater bezahlen. Dennoch behauptete Trump gegenüber der Stadt, deren Genehmigung er für das Projekt benötigte, er habe bereits einen Vertrag mit Penn Central, und erhielt auf dieser Grundlage die Genehmigung, obwohl es inzwischen bessere Angebote von anderen Bewerbern gab. Mit einer persönlichen Bürgschaft seines Vaters für die erforderlichen Kredite gelang es ihm schließlich, das Gebäude mit Hyatt als 50:50-Teilhaber zu erwerben und 1980 als modernes First-Class-Hotel fertigzustellen. Zusätzlich sorgte Abraham D. Beame, der scheidende Bürgermeister von New York und ein langjähriger Freund Fred Trumps, dafür, dass 1977 am letzten Tag seiner Amtszeit eine Steuerbefreiung für Donald Trump gewährt wurde – die erste derartige Ausnahmegenehmigung für ein privates Projekt in der Geschichte New Yorks –, wodurch dieser bis 2017 schätzungsweise 400 Millionen US-Dollar einsparen sollte.
Ebenfalls 1977 heiratete Trump in erster Ehe Ivana Zelníčková (vgl. Familie) in der Marble Collegiate Church in Manhattan, die seine Eltern gelegentlich besucht hatten. Deren Pfarrer Norman Vincent Peale, der die Trauung vollzog, war ein bekannter Vertreter des positiven Denkens. Trump bezeichnete ihn später als seinen einzigen wichtigen Ratgeber neben seinem Vater. Seine Frau nahm er schon bald als Vizepräsidentin in die Geschäftsleitung auf; sie war für die Innenraumgestaltung des Grand Hyatt, des Trump Towers und weiterer Gebäude verantwortlich, obwohl ihr Erfahrung in diesem Bereich fehlte.

### Der Trump Tower und der Aufstieg zur Berühmtheit

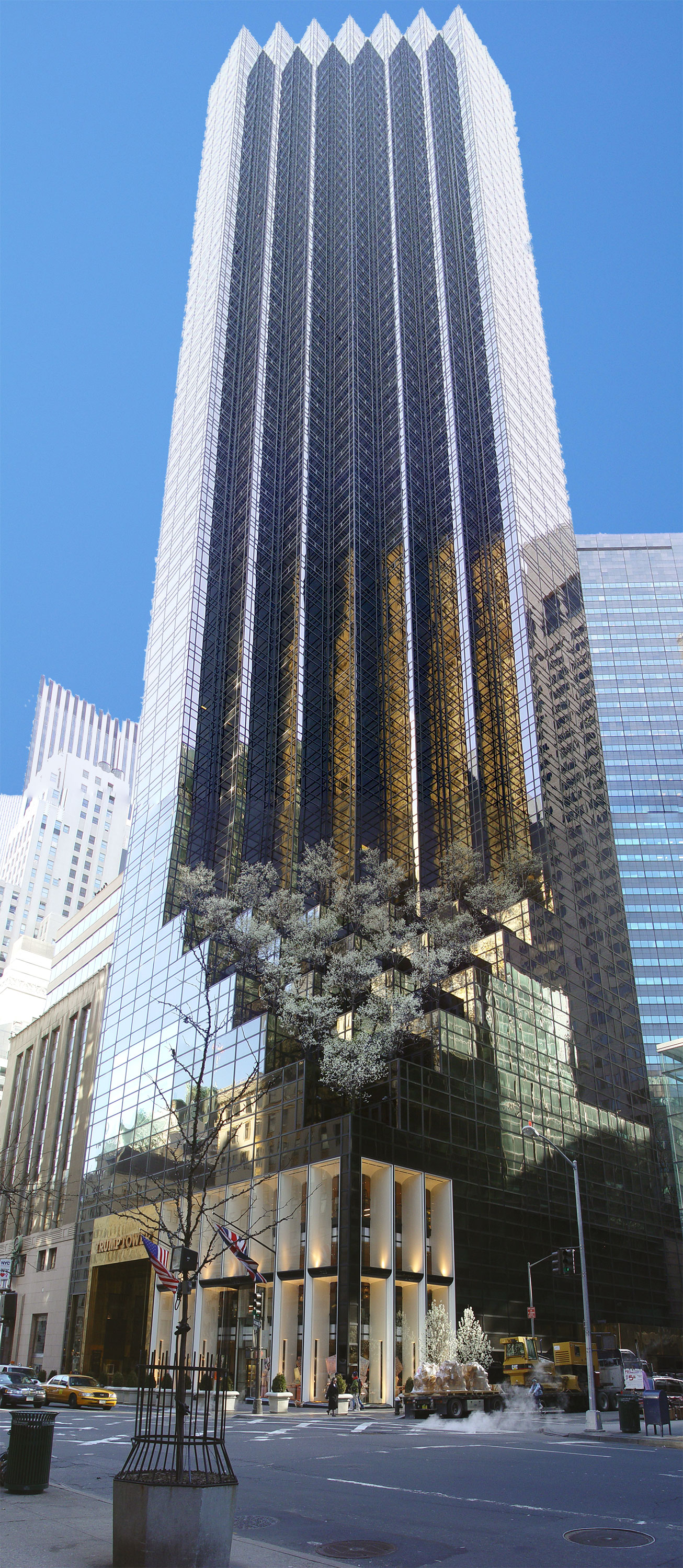
Der Unternehmens- und Wohnsitz Trump Tower in der 5th Avenue in Manhattan

Für das nächste Projekt, den repräsentativen Trump Tower, erwarb Trump ein altes Kaufhaus an der Fifth Avenue, um das Grundstück nutzen zu können. Indem er die Skulpturen an der Art-déco-Fassade zerstören ließ, obwohl er dem Metropolitan Museum versprochen hatte, ihm die Skulpturen gegen eine von der Steuer absetzbare Spendenquittung zur Verfügung zu stellen, zog er sich erneut Kritik in der Presse zu. Für den aufgrund der Bausituation sehr aufwändigen Abriss des Gebäudes setzte er zahlreiche illegale polnische Einwanderer ein, die unter sehr schlechten Bedingungen und für geringen Lohn arbeiten mussten. Um den Bau des neuen Gebäudes zu beschleunigen, ließ Trump sich – wie viele seiner Konkurrenten zu dieser Zeit – auf Unternehmen und Gewerkschaften ein, die von der Mafia kontrolliert wurden und zu denen sein Anwalt Cohn gute Beziehungen hatte. So blieb die Arbeit am Trump Tower von einer Streikwelle 1982 unbeeinträchtigt. Als das Gebäude 1983 bezugsfertig war, waren die Kosten durch den Verkauf der 266 Wohnungen bereits beglichen. Zu den Käufern gehörten Berühmtheiten wie Steven Spielberg und Michael Jackson. Die Geschäfte im fünfgeschossigen Atrium wurden für bis zu eine Million US-Dollar pro Jahr vermietet. Im 26. Stockwerk richtete Trump sein Büro ein und ließ die drei obersten Stockwerke als äußerst luxuriöses Penthouse mit 53 Zimmern für die inzwischen fünfköpfige Familie ausbauen.
Durch dieses mit seinem Namen versehene Gebäude wurde Trump über die Grenzen New Yorks hinaus berühmt. Damit stieg seine Kreditwürdigkeit, so dass er im Jahr 1985 das Anwesen Mar-a-Lago für fünf Millionen US-Dollar – weit unter dem Marktwert – erwerben konnte. Er erschien auf der Titelseite des Männermagazins GQ und dessen Besitzer Si Newhouse schlug ihm vor, in seinem Verlag Random House ein Buch mit Trump als angeblichem Autor herauszubringen. Das von einem Ghostwriter verfasste The Art of the Deal wurde 1987 ein Bestseller. Der Ghostwriter erklärte später, das Buch sei der größte Fehler seines Lebens gewesen und spendet darum seine Tantiemen.
Personen aus seinem damaligen Umfeld schildern, dass Trumps Verhalten sich in diesen Jahren verändert habe. Hatten früher seine Mitarbeiter immer Zugang zu ihm gehabt, so ging er jetzt auf Distanz und umgab sich mit Leuten, die ihm applaudierten und keine Bedenken äußerten. Dazu gehörten auch drei Leibwächter. Außerdem entwickelte er eine Neigung zu Zornesausbrüchen.
Auf der anderen Seite entwickelte er ein großes Interesse an der Berichterstattung über ihn. Es wurde eine tägliche Routine, am Morgen alles zu lesen, was in den letzten 24 Stunden über ihn geschrieben oder gesagt worden war. Anfragen von Journalisten beantwortete er meist selbst und oft umgehend. Und er versuchte, mit positiven Anreizen oder auch mit der Androhung juristischer Konsequenzen auf die Art der Berichterstattung einzuwirken. Dabei ging es ihm um die Förderung seiner Geschäfte, aber vor allem darum, jederzeit möglichst prominent Aufmerksamkeit zu erlangen. Da insbesondere den Boulevardzeitungen bald alles berichtenswert erschien, was mit ihm oder Ivana zu tun hatte, begann er – oft als angeblicher Insider unter falschen Namen wie „John Barron“ – Gerüchte zu streuen. Und er gewann viele Fans vor allem unter einfachen Leuten der Blue-Collar-Klasse, die in ihm einen der ihren sahen, der es zu etwas gebracht hatte, und auch unter Einwanderern, für die er die Verkörperung des amerikanischen Traums war.

### Spielcasinos in Atlantic City und schwierige 1990er-Jahre

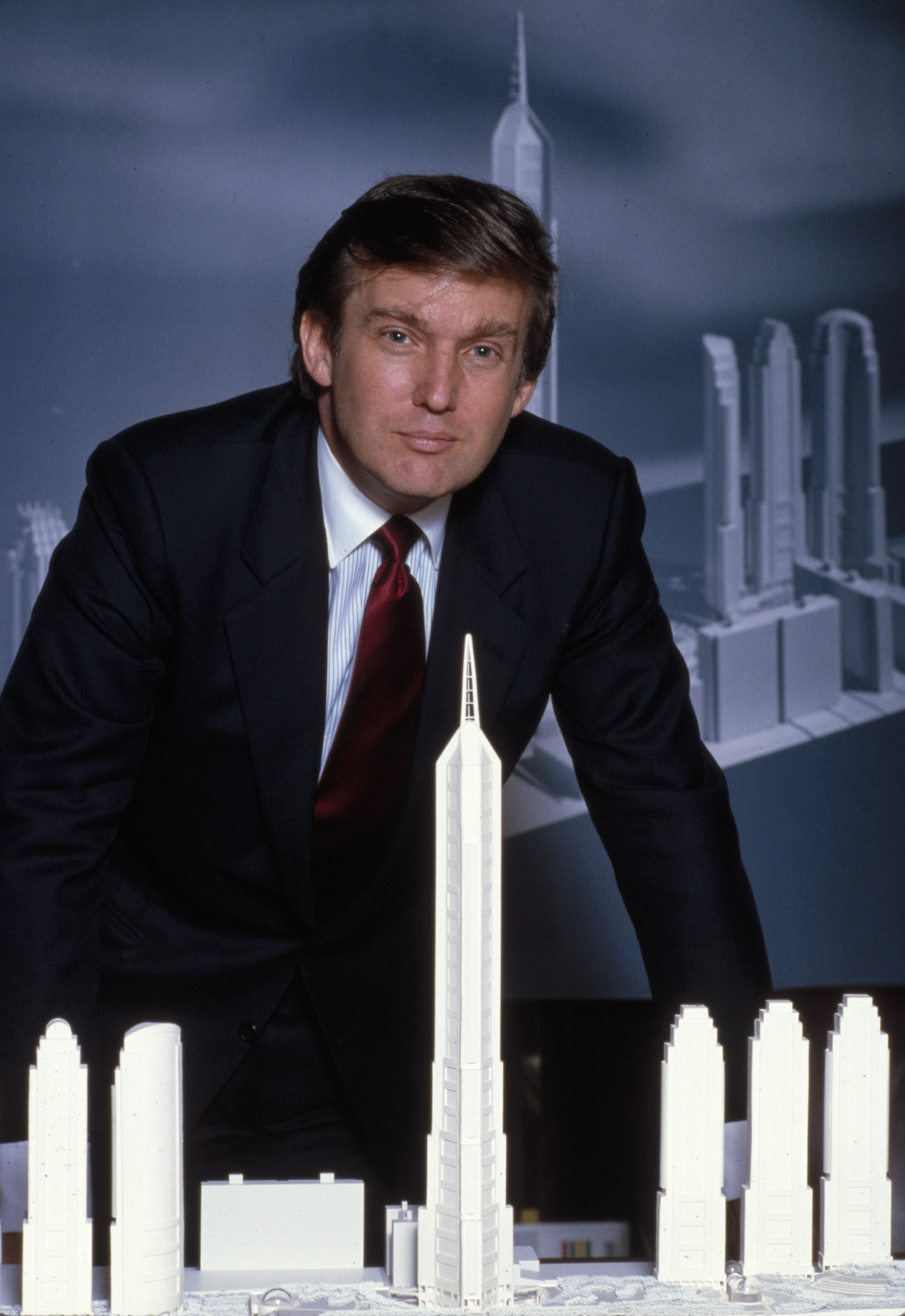
Trump im Jahr 1985 mit einem Modell eines später abgebrochenen Manhattan-Bauprojektes

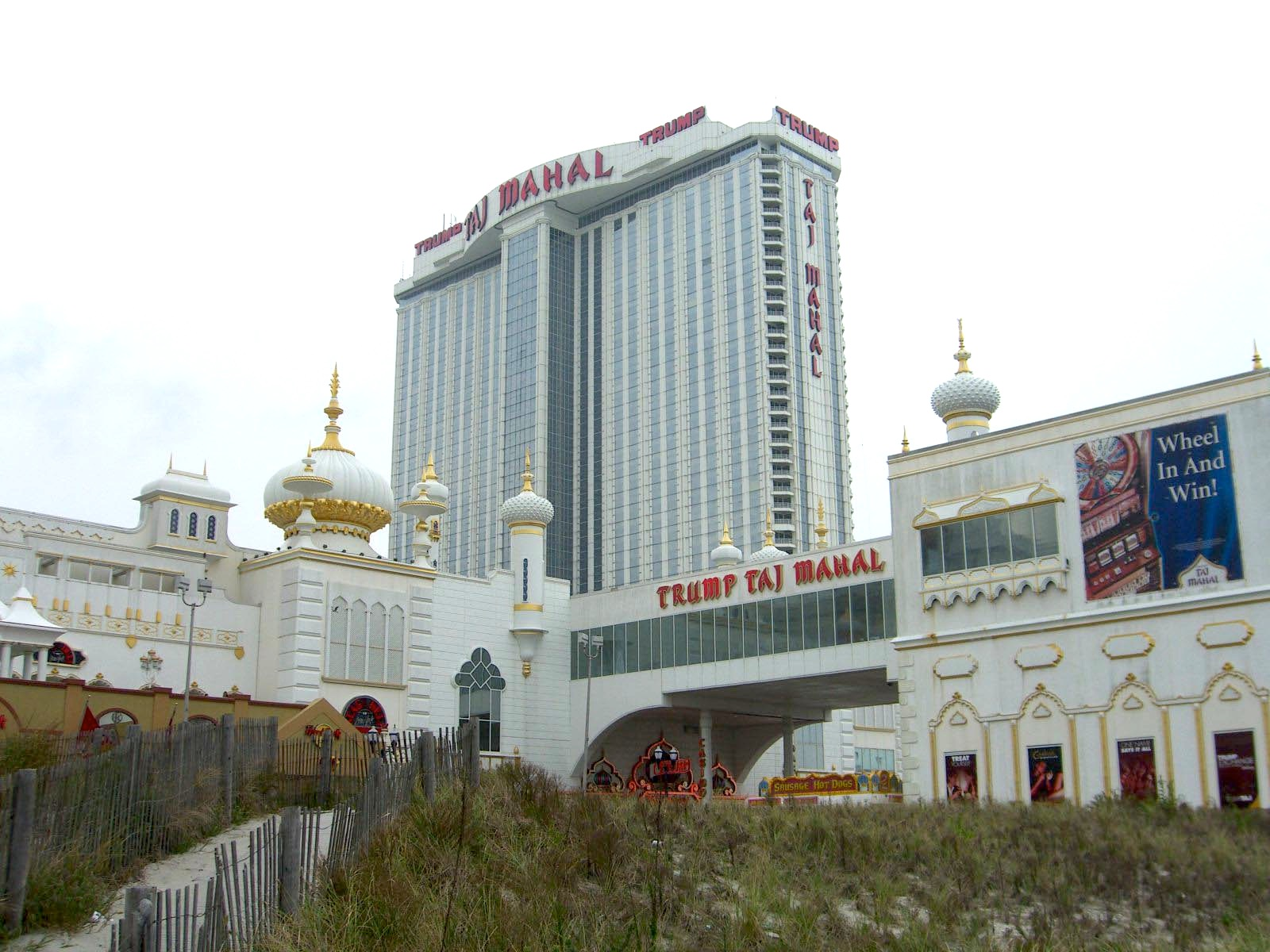
Das Trump Taj Mahal in Atlantic City

Trump wollte bereits im Grand Hyatt ein Spielcasino einrichten, aber seine Versuche, eine Legalisierung des Glücksspiels in New York zu erreichen, waren erfolglos. Doch 1977 war im benachbarten Bundesstaat New Jersey das Glücksspiel legalisiert worden. Trump erwarb eine Lizenz für drei Casinos in Atlantic City und errichtete das bis dahin höchste Gebäude der Stadt, das 39-stöckige Trump Plaza Hotel & Casino, das 1984 fertiggestellt wurde. Im Jahr darauf konnte er von der Hilton Corporation ein weiteres Gebäude erwerben, weil Hilton keine Lizenz für Spielcasinos erhielt. Er nannte es Trump Castle Hotel & Casino und übertrug dessen Leitung zur allseitigen Überraschung seiner Gattin Ivana. Die Gewinne aus dem Casinogeschäft blieben allerdings weit unter Trumps Erwartungen und entwickelten sich rückläufig. 1988 machte das Trump Castle Verluste; daraufhin entzog er seiner Ehefrau die Verantwortung.
Im Falle des Casinos im Trump Plaza beschuldigte Trump die Betreiberfirma, Harrah’s aus Las Vegas, des Missmanagements. Er war davon überzeugt, mit einem dritten, noch größeren Casino-Hotel unter seinem Namen die Glücksspiel-Szene an der Ostküste beherrschen zu können. Deshalb erwarb er 1987 das erst halb fertiggestellte Taj Mahal. Zu seiner Überraschung bekam er – inzwischen hoch verschuldet – aber keine regulären Kredite mehr für dessen Fertigstellung und nahm deshalb Hochzinsanleihen in Anspruch.
Ungeachtet der wachsenden finanziellen Probleme legte sich Trump 1988 noch eine eigene Fluggesellschaft zu, wofür er weitere Kredite aufnahm. Für 365 Millionen US-Dollar erwarb er von Eastern Air Lines deren nicht mehr rentable Fluglinien zwischen New York, Washington und Boston sowie die 21 zugehörigen Boeing 727. Seine Idee war, die alten Maschinen luxuriös aufzurüsten und damit die Linien wieder rentabel zu machen. Er ließ Ledersitze einbauen, Ahorn-Furniere und Chrombeschläge installieren und die Toiletten mit vergoldeten Waschbecken ausstatten, was für jedes Flugzeug etwa eine Million US-Dollar kostete. Als im Juni 1989 unter dem Namen Trump Shuttle der Flugbetrieb aufgenommen wurde, machte die Gesellschaft – zumal wegen der Schuldenbelastung – von Anfang an Verluste.
Am 10. Oktober 1989, wenige Monate vor der geplanten Eröffnung des Taj Mahal, kamen drei seiner wichtigsten Mitarbeiter im Casino-Bereich bei einem Hubschrauberabsturz ums Leben. Trump zeigte sich davon so betroffen, wie seine Mitarbeiter ihn nie erlebt hatten, und er bezeichnete es später als das schlimmste Erlebnis seit dem Tod seines Bruders Freddy. Er rief persönlich die Angehörigen an und nahm an den Beerdigungen teil. Zwei Wochen vor der Eröffnung des Taj Mahal erschien ein Artikel im Wall Street Journal, in dem der Analyst Marvin Roffman mit der Prognose zitiert wurde, das Casino-Hotel werde über einige Monate einen Boom erleben, aber sich auf Dauer nicht halten können, weil die erforderliche Nachfrage in Atlantic City nicht vorhanden sei. Trump reagierte sofort mit einem Fax an Roffmans Firma, in dem er unter Androhung juristischer Schritte verlangte, Roffman sofort zu entlassen oder eine Entschuldigung vorzulegen. Außerdem rief er Roffman persönlich an und drängte ihn, eine Erklärung zu verfassen, dass das Taj Mahal einer der größten Erfolge sein werde. Roffman wurde von der Firmenleitung genötigt, einen Widerruf zu unterzeichnen, und anschließend entlassen.
Die Eröffnung des „Taj“ im April 1990 wurde eine Woche lang grandios inszeniert. Es kamen über 100.000 Besucher und auf dem Höhepunkt trat Trump mit dem Stargast Michael Jackson auf. Dass das Casino am zweiten und dritten Tag von der zuständigen Behörde geschlossen wurde, weil große Mengen Spielmünzen verschwunden waren, konnte Trump mit der Behauptung, man sei wegen des unerwartet starken Ansturms beim Zählen der Münzen nicht hinterhergekommen, in den Medien zum Positiven wenden. Hinter den Kulissen war er jedoch sehr aufgebracht und beschuldigte unter anderem zwei der drei kürzlich umgekommenen leitenden Mitarbeiter, für das entstandene Chaos verantwortlich zu sein. Trump war geschäftlich ebenfalls im Profiboxen tätig. Im Juni 1990 erwarb er die Veranstaltungsrechte für einen Kampf Mike Tysons in Atlantic City, nachdem er bereits 1988 in derselben Stadt den Kampf zwischen Tyson und Michael Spinks veranstaltet hatte. Für die Rechte am Duell Tyson-Spinks bezahlte Trump eigener Angabe nach elf Millionen US-Dollar.
Im Juni 1990 konnte Trump erstmals seine Verbindlichkeiten nicht mehr bedienen. Seine Schulden waren auf 3,2 Milliarden US-Dollar angewachsen und von seinen 22 Aktivposten erzielten nur drei einen Gewinn. Ein Zusammenschluss vieler Gläubiger, mit denen er schon seit dem Frühjahr verhandelte, kam zu dem Ergebnis, dass alle verlieren würden, wenn sie Trump fallen lassen würden, weil insbesondere die Casinos ohne die Verbindung mit seinem Namen kaum zu halten sein würden. Im August 1990 gewährten sie ihm die benötigten weiteren Kredite und erwarben im Gegenzug das Pfandrecht auf große Teile seines Besitzes, darunter die drei Casinos, sein Anwesen Mar-a-Lago, seine Megayacht Trump Princess und sein Privatflugzeug. Außerdem verpflichtete Trump sich, einen Chief Financial Officer einzustellen, der das Finanzwesen der Trump Organization in Ordnung bringen sollte. In dieser Situation erschien sein zweites Buch, Trump: Surviving at the Top, wieder bei Random House.
Auf dem Höhepunkt der finanziellen Schwierigkeiten, als er immer weitere fällige Zahlungen nicht leisten konnte, pflegte Trump Tag für Tag das Image des äußerst erfolgreichen Geschäftsmanns und Milliardärs. Tatsächlich nahm er im Dezember 1990 nochmals die Unterstützung seines mittlerweile 85-jährigen Vaters in Anspruch, der, um der Pfändung seiner Schenkung zu entgehen, Spielmünzen im Wert von 3,5 Millionen US-Dollar für das Trump Castle erwarb, die nie verwendet wurden. Zu diesem Zeitpunkt war das Castle das am stärksten gefährdete seiner Casinos, weil die Kunden zum Taj Mahal abwanderten, und für den Schuldendienst waren bereits drei Zahlungen überfällig. Für die Abfindung seiner ersten Ehefrau Ivana bei der Scheidung zweigte Trump ohne Genehmigung der Banken 10 Millionen US-Dollar aus dem Unternehmen ab und präsentierte bei der Hochzeit mit Marla Maples im Juli 1991 dieser im Fernsehen einen Ehering im Wert von 250.000 US-Dollar. Auf Nachfragen seiner aufgebrachten Geldgeber gab er an, der Ring sei nur geliehen.
1995 gründete Trump, immer noch hoch verschuldet, eine Aktiengesellschaft und ging damit an die Börse. Damit konnten Investoren an der vermeintlich erfolgreichen „Marke Trump“ teilhaben, während er selbst als Chairman die Geschäfte leitete und eine jährliche Vergütung in Millionenhöhe erhielt. Die AG besaß zunächst nur das Trump Plaza in Atlantic City, erwarb aber im folgenden Jahr zu überhöhten Preisen auch die beiden anderen, hoch verschuldeten Casino-Hotels. Damit war sie, ganz entgegen den Erwartungen der Anleger, mit 1,7 Milliarden US-Dollar verschuldet, während Trump erstmals seit 1989 wieder in der Forbes-Liste der reichsten Amerikaner verzeichnet wurde. In der Folge machte die Gesellschaft wegen des Schuldendienstes Jahr für Jahr Verluste. Der Börsenkurs, der 1996 einen Höchstwert von 35 US-Dollar erreicht hatte, sank bis 2005 auf 17 Cent. Dann wurde der Handel ausgesetzt und im Rahmen eines Vergleichs erstattete Trump den Anteilseignern einen Teil ihrer Verluste. Bis 2009 erhielt er jedoch als Manager Vergütungen von insgesamt 44 Millionen US-Dollar. Ohne die hoch verschuldeten Casinos, die niemals wirklich profitabel waren, stieg er offiziell wieder zum Milliardär auf.

### TV-Auftritte: The Apprentice und Wrestling
Nach der Krise in den 1990er-Jahren war die Marke Trump nicht mehr so makellos, wie sie zuvor erschienen war, aber letztlich war es Trumps Image, das ihn gerettet hatte. Nun bot sich eine Gelegenheit, sein Ansehen erheblich zu steigern. Im Jahr 2002 trat der Fernsehproduzent Mark Burnett an ihn heran und unterbreitete ihm seinen Plan der Reality-Show The Apprentice, für die er Trump als den Star verpflichten wollte, um den und dessen Unternehmen sich alles drehen würde. Trump hatte sich nie für Reality-TV interessiert, ließ sich aber schnell davon überzeugen, dass Burnetts Projekt enorme Möglichkeiten bieten würde, die Marke Trump noch bekannter und beliebter zu machen. Burnett versprach ihm, dass er pro Episode nur ein paar Stunden Zeit investieren müsse, und Trump verlangte, dass sein Privatjet in jeder Episode auftauchen müsse und auch das Taj Mahal gezeigt werde. Schon nach dieser ersten Unterredung war der „Deal“ perfekt, ohne dass Trump irgendeinen Rat eingeholt hatte. Und er sicherte sich eine 50-prozentige Beteiligung an dem Projekt.
Eine Fernsehgesellschaft für die Show zu finden, erwies sich für Burnett als schwierig, zumal Trump eine Zusammenarbeit mit der CBS Corporation ablehnte, weil diese zuvor nicht weiter an den von ihm veranstalteten Schönheitswettbewerben Miss USA und Miss Universe interessiert gewesen war. Schließlich wurde Burnett mit NBC, die ihn als erfolgreichen Produzenten der Reality-Serie Survivor schätzte, einig. Trump sollte nach der Vorstellung von NBC jedoch nur für ein Jahr verpflichtet werden, gefolgt von anderen bekannten Unternehmern. Das Konzept der Show war, dass 16 Kandidaten darum kämpften, einen Einjahresvertrag als Mitarbeiter der Trump Organization zu erhalten. Für Trump war nur die recht bescheidene Rolle vorgesehen, zu Beginn jeder Folge die diesmal zu lösende Aufgabe zu erläutern und am Ende zu verkünden, welcher Kandidat aus dem Rennen ausschied.

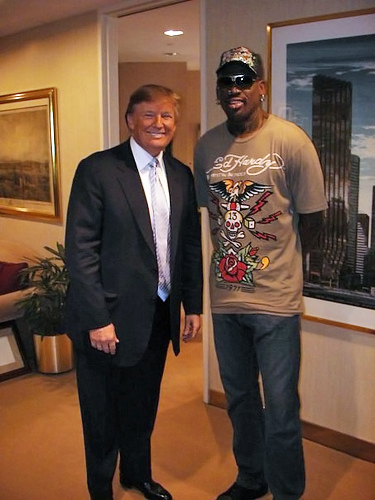
Trump mit dem ehemaligen Basketballspieler Dennis Rodman bei The Celebrity Apprentice, 2009

Schon nach der ersten Folge war klar, dass das Drehbuch geändert werden musste. Trump hatte ein erstaunliches Talent als Showmaster gezeigt und die Verantwortlichen bei NBC wie die 20 Millionen Zuschauer waren begeistert von seinem Auftritt. Trump hielt sich nicht, wie in solchen Shows üblich, an die detaillierten Vorgaben, sondern improvisierte von Anfang an. Sein Spruch „You're fired.“ („Sie sind gefeuert.“) war nicht vorgesehen, sondern kam spontan. Aber er zeigte bald auch andere Seiten, wirkte manchmal nachdenklich und unsicher, beriet sich mit den Mitarbeitern, die neben ihm saßen, und folgte mitunter ihrem Rat. Und er lernte schnell, so einen Spannungsbogen aufzubauen und starke Emotionen bei den Kandidaten hervorzurufen. Die Zuschauerzahlen stiegen im Verlauf der ersten Staffel auf 27 Millionen.
Dank der Popularität von The Apprentice war Trump bald auch sehr gefragt als Gast bei Talkshows, wo er begann, über politische Themen zu sprechen. Im Rückblick gilt der Erfolg seiner Show, deren Star er bis 2015 blieb, als eine Voraussetzung für die Chance, das Präsidentenamt zu erlangen. Nach seinen umstrittenen Äußerungen als Präsidentschaftskandidat (siehe unten) verzichtete NBC im Juni 2015 auf die zukünftige Mitwirkung Trumps bei The Apprentice.
Trump arbeitete mehrfach mit dem Wrestling-Konzern WWE (vormals WWF) zusammen. 1988 und 1989 fungierte er als Hauptsponsor von WrestleMania und trat bei den Events auch vor den Kameras in Erscheinung, bei WrestleMania XX (2004) hatte er einen Gastauftritt. 2007 trat Trump in der WWE-Show Raw auf und begann er eine Fehde mit WWE Eigentümer Vince McMahon, genannt The Battle of the Billionaires. In einem Stellvertreterkampf zwischen Bobby Lashley (Trump) und Umaga (McMahon) bei WrestleMania 23 gewann Lashley, woraufhin Trump McMahon im Ring den Kopf kahl schor (Hair Match). 2013 wurde Trump in die WWE Hall of Fame aufgenommen. Auch als Präsident pflegte Trump Beziehungen zur McMahon-Familie. Linda McMahon wurde von Trump zur Leiterin der Small Business Administration berufen und organisierte die Finanzierung seines Wahlkampfes zur Präsidentschaftswahl 2020, Vince McMahon wurde von Trump in eine Kommission zum Neustart der Wirtschaft während der COVID-19-Pandemie berufen.

### Vermarktung der Marke Trump
Parallel zur Vorbereitung der ersten Staffel von The Apprentice startete Trump ein weiteres Projekt: Er wollte Herrenbekleidung unter seinem Namen auf den Markt bringen. Mit großem persönlichen Einsatz und unter dem Eindruck des Erfolgs der ersten Staffel seiner Show gelang es ihm, den Hersteller Phillips-Van Heusen als Lizenznehmer zu gewinnen, der u. a. unter der Marke Calvin Klein produzierte. Die Vergabe von Lizenzen war mit keinen Kosten und keinerlei Risiken verbunden und sie verschaffte ihm neben der vor allem angestrebten Allgegenwart seines Namens auch Einkünfte in Form der Lizenzgebühren. Dafür richtete er eine eigene Abteilung im Trump Tower ein und bis 2016 wuchs die Zahl der vergebenen Lizenzen auf 25. Dazu gehören etwa das Mineralwasser Trump Ice und die Parfums Trump Success und Donald Trump the Fragrance. Im 2020er-Jahrzehnt vermarktete Trump von Lizenznehmern produzierte Sammelkarten und Sneaker unter seinem Namen.
2002 erschien das lizenzierte Videospiel Donald Trump’s Real Estate Tycoon, das in den 2010er-Jahren in Rückschauen als sehr schlecht eingestuft wurde. Dennoch verkaufte es sich zum Zeitpunkt des Erscheinens gut.
Im Jahre 2005 stellte Trump sein Projekt namens Trump University vor. Dabei handelte es sich um Seminare, die vermitteln sollten, wie man als Investor am Immobilienmarkt reich werden könne. Trump versprach, die besten Fachleute als Dozenten zu engagieren und selbst an der Entwicklung der Lehrinhalte mitzuwirken, was jedoch beides nicht eintraf. Die erste Veranstaltung war jeweils kostenlos und diente laut den Anweisungen für die Vortragenden der intensiven Werbung für kostenpflichtige Seminare, deren Preis von 1.495 bis 34.995 US-Dollar reichte. Interessenten mussten bei der Anmeldung detaillierte Angaben über ihre Vermögensverhältnisse machen, die angeblich dazu dienen sollten, ihnen persönliche Ratschläge geben zu können, aber tatsächlich ausgewertet wurden, um geeignete Adressaten für das teuerste Angebot, Trump Gold Elite, zu identifizieren. Ein weiteres Versprechen war, dass Trump an diesem Projekt nichts verdienen, sondern nur Kenntnisse weitergeben wolle, und die Gewinne für wohltätige Zwecke spenden werde. Auch das trat nicht ein. Bis zur Einstellung des Betriebs 2010 gelang es, fast 600 Personen für Trump Gold Elite zu gewinnen. Viele von ihnen verlangten später eine Rückerstattung, weil sie sich betrogen sahen.
Parallel begann Trump, Namenslizenzen für Bauprojekte zu vergeben, in den USA und in anderen Ländern. Dabei wurde der Eindruck erweckt, es handele sich um Projekte der Trump Organization, während er tatsächlich nur Gebühren für die Verwendung seines Namens kassierte. Außerdem gründete er Trump Mortgage („Trump Hypotheken“) und verbreitete großen Optimismus in Bezug auf den Immobilienmarkt, obwohl sich bereits ein Ende des Booms abzeichnete. Als mit dem Platzen der Immobilienblase in den USA die Finanzkrise ab 2007 einsetzte, gerieten viele der mit Trumps Namen versehenen Projekte in große Schwierigkeiten, während er als bloßer Lizenzgeber die betroffenen Unternehmer teils verklagte, wenn sie um einen Aufschub der ihm geschuldeten Zahlungen baten. Umgekehrt verklagten viele Kleininvestoren, die im Vertrauen auf Trump Wohnungen in einer noch nicht erstellten und lediglich lizenzierten Wohnanlage erworben hatten, ihn wegen Betrugs. Die zahlreichen juristischen Auseinandersetzungen zogen sich über Jahre hin, bis Trump 2016 ein Ende setzte.
Im September 2024 bewarb Trump über seine Plattform Truth-Social den Verkauf von insgesamt 147 Einzelstücken der „The Trump Victory Tourbillon“, einer Armband-Uhr, über die Firma The Best Watches on Earth zum Einzelpreis von 100.000 Dollar. Der Anzeigetext begann mit den Worten: „Hallo zusammen! Hier spricht euer Lieblingspräsident.“ Nach dortigen Angaben besteht die auf dem Zifferblatt mit dem Namenszug Trumps versehene Uhr aus annähernd 200 Gramm Gold und aus mehr als 100 Diamanten. Eine Angabe des Gewichts der Diamanten in Karat fehlte. Diese Angaben ergänzte er mit der Anmerkung „Das sind eine Menge Diamanten. Ich liebe Gold. Ich liebe Diamanten.“ Eine Uhr dieser Qualität soll verkehrsüblich einen Wert von schätzungsweise 40.000 Dollar haben.

### Zweifel an Vermögensverhältnissen

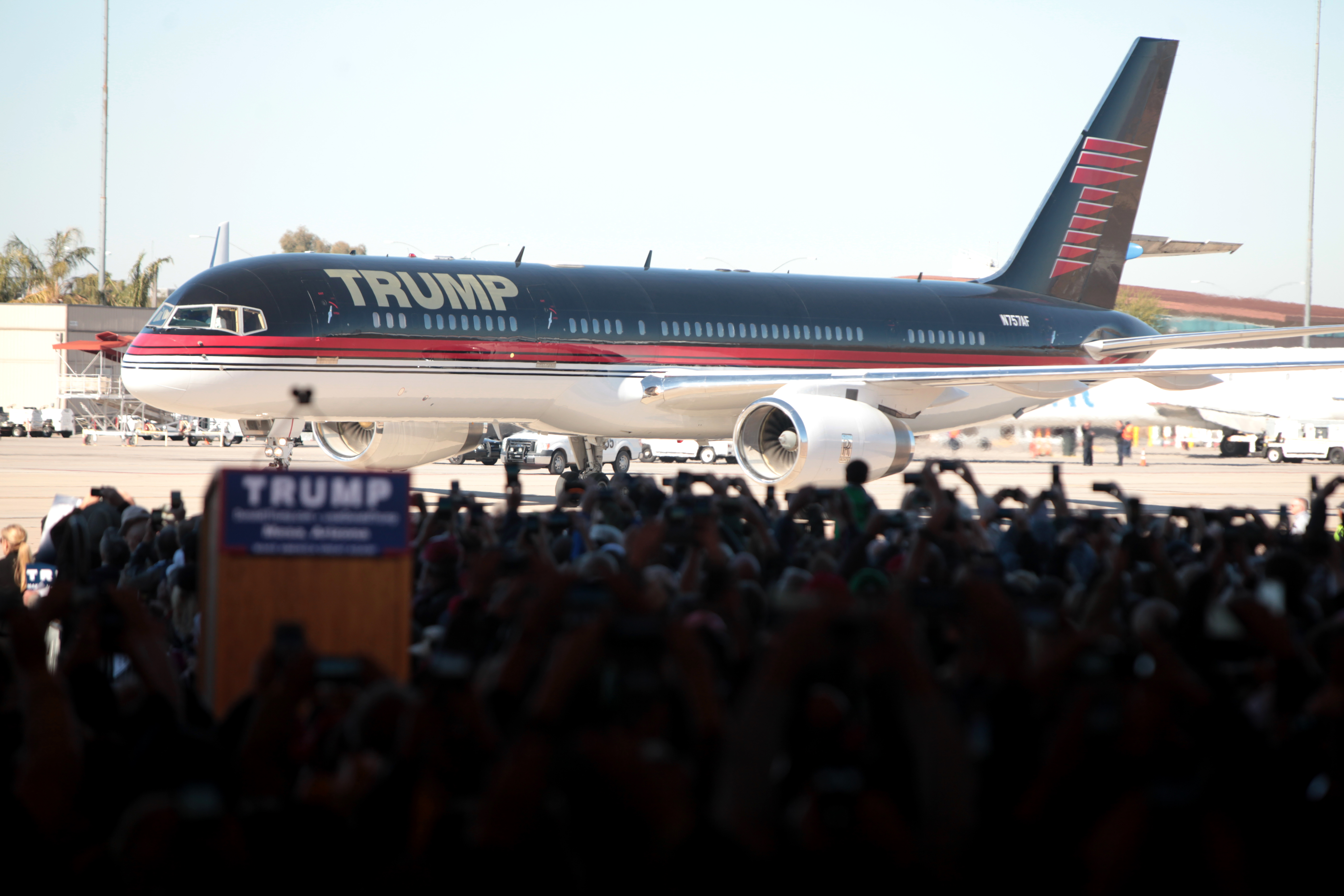
Trumps Privatjet seit 2011: eine umgebaute Boeing 757, Baujahr 1991. Auch unter dem Begriff Trump Force One bekannt.

Seit Trump als Unternehmer eine gewisse Bekanntheit erlangt hatte, stellte er durchweg seinen Reichtum als Beleg für eine außerordentliche Geschäftstüchtigkeit heraus, und darauf gründete er schließlich auch seinen Anspruch, in besonderem Maße für das Präsidentenamt qualifiziert zu sein. Die ganzen Jahre waren seine Angaben über sein Vermögen aber nie nachprüfbar und deshalb ein Gegenstand von Kontroversen. Als 1976 die New York Times einen Artikel über ihn brachte, behauptete er, ein Vermögen von 200 Millionen US-Dollar zu besitzen. Im selben Jahr bezifferte er sein steuerpflichtiges Einkommen auf knapp 25.000 US-Dollar, und in den Jahren 1978 und 1979 gab er ein negatives Einkommen von insgesamt 3,8 Millionen an. In diesem Zeitraum lieh er sich bei der Chase Manhattan Bank 35 Millionen und 7,5 Millionen von seinem Vater.
Im Verlauf der 1980er-Jahre stiegen die Angaben über Trumps Vermögen erheblich. Als die Zeitschrift Forbes 1982 ihre jährliche Liste der 400 reichsten US-Amerikaner startete, gab Trump ein Vermögen von 500 Millionen US-Dollar an; Forbes listete ihn und seinen Vater jedoch nur mit gemeinsam schätzungsweise 200 Millionen. Dieser Wert stieg von Jahr zu Jahr und erreichte 1989 mit 1,7 Milliarden ein Maximum. In diesem Jahr wurde bekannt, dass Trump Schulden in Höhe von mehreren Milliarden hatte, und Forbes stufte ihn auf 500 Millionen herab, wodurch er aus der Liste ausschied. Stattdessen veröffentlichte die Zeitschrift einen Artikel, in dem seine Schulden dargestellt und ihm große Probleme attestiert wurden, fällige Zahlungen zu leisten (Cashflow). Sechs Jahre in Folge erschien er nicht mehr in der Forbes-Liste (vgl. oben: Spielcasinos in Atlantic City und schwierige 1990er-Jahre).
Während seiner gesamten Karriere ging Trump juristisch gegen Personen und Organisationen vor, die sich kritisch zu seiner Selbstinszenierung als sehr erfolgreicher Unternehmer und zu seinem angeblichen Reichtum äußerten. Ein Beispiel, das besondere Aufmerksamkeit erregte, ist sein Konflikt mit dem New-York-Times-Autor Timothy O’Brien. Dieser äußerte sich in seinem 2005 erschienenen Buch TrumpNation. The Art of Being The Donald, das auf ausführlichen Interviews mit Trump und Mitarbeitern seines Unternehmens beruhte, skeptisch zu den kursierenden Angaben zu Trumps Vermögen (von 1,7 bis 9,5 Milliarden US-Dollar). Daher befragte O’Brien drei nicht namentlich genannte Insider, die das Vermögen auf 150 bis 250 Mio. US-Dollar schätzten. Eine Woche vor der Veröffentlichung des Buchs erfuhr Trump von diesen Details und von der Absicht einer Vorab-Veröffentlichung in der NYT. Er veranlasste ein Schreiben seines Anwalts an den Verleger des Buchs, in dem dieses als falsch, bösartig und verleumderisch bezeichnet wurde, und eine Aufforderung an die NYT, den geplanten Artikel vorab zur Beseitigung von Fehlern vorzulegen. Die Zeitung ließ sich nicht beeindrucken und brachte den Artikel mit der Überschrift What’s he really worth? (Was ist er wirklich wert?). Nach der Veröffentlichung des Buchs verklagte Trump O’Brien und dessen Verleger mit einem veranschlagten Streitwert von 5 Milliarden. Der Rechtsstreit zog sich bis 2011 hin und endete mit einer Niederlage Trumps. In diesem Zusammenhang wurde bekannt, dass Trumps Kreditgeber Deutsche Bank ihn ebenfalls nicht als Milliardär einstufte, sondern auf ein Vermögen von 788 Mio. US-Dollar schätzte. Das wies Trump ebenso zurück.
Bei der Ankündigung seiner Präsidentschaftskandidatur (siehe unten) im Juni 2015 gab Trump ein Vermögen von mehr als acht Mrd. US-Dollar an, was er im Juli 2015 auf über zehn Mrd. erhöhte. Der Unterschied sollte auf eine zunächst unzureichende Bewertung einiger Immobilien zurückgehen. Auf der Grundlage öffentlich zugänglicher Daten schätzte Forbes im Juni 2015 das Vermögen Trumps auf 4,1 Mrd. US-Dollar, das Medienunternehmen Bloomberg im Juli 2015 auf 2,9 Mrd. In der Forbes-Liste „The World’s Billionaires“ vom 20. März 2017 fiel Trump mit einem geschätzten Vermögen von 3,5 Mrd. US-Dollar (3,3 Mrd. Euro) von Platz 324 auf Platz 544 zurück. Als Grund wurden Wertverluste seiner Immobilien vor allem in New York genannt. Im Februar 2018 schätzte Forbes das Vermögen Trumps auf 3,1 Milliarden US-Dollar. Davon entfielen 1,5 Milliarden auf Immobilienwerte in New York City, 500 Millionen auf Immobilienwerte außerhalb von New York City, 560 Millionen auf Golfclubs, 180 Millionen auf Markengeschäfte und 290 Millionen auf liquide Mittel (cash) und persönliche Vermögensgüter.
Trump hat, anders als die meisten anderen US-Spitzenpolitiker, seine Steuererklärungen nicht veröffentlicht. Im Mai 2017 gab er dem Office of Government Ethics eine Selbstauskunft zu seiner Finanzlage ab, gemäß der er über mindestens 1,4 Mrd. US-Dollar Aktiva verfügte, denen Verbindlichkeiten in Höhe von mindestens 310 Mio. – wahrscheinlich mehr als 500 Mio. US-Dollar – gegenüberstanden. Das Wall Street Journal hatte dagegen im Januar 2017 geschrieben, er schulde allein der Deutschen Bank etwa 2,5 Mrd. US-Dollar; weitere große Kreditgeber seien Wells Fargo, JPMorgan Chase, Fidelity Investments, Prudential plc und The Vanguard Group.
Trump verdankt nach eigener Darstellung sein Vermögen allein seiner Geschäftstüchtigkeit. Sein Vater habe ihm lediglich ein Startkapital in Höhe von einer Million Dollar geliehen, das er mit Zinsen zurückgezahlt habe. Dagegen ergaben im Oktober 2018 veröffentlichte Recherchen der New York Times, dass er seit seiner frühen Kindheit auf vielfältige Weise aus dem Vermögen des Vaters Zuwendungen von über 400 Millionen Dollar erhalten hat.
Laut Recherchen von The New York Times zahlte Trump in 10 der 15 Jahre im Zeitraum von 2005 bis 2020 keine Einkommensteuern an das US-amerikanische Finanzamt, da er angab, mehr Verluste als Einnahmen zu haben. Die NYT gab ebenfalls an, dass Trump Ausgaben in Höhe von 70.000 US-Dollar für Haarstyling während der Jahre als Moderator der TV-Show The Apprentice geltend machte. Des Weiteren hat er laut NYT (mit Stand September 2020) offene Verbindlichkeiten in Höhe von 421 Millionen US-Dollar, die größtenteils aus Krediten seines Golf-Hotels Trump National Doral Miami und seines Hotels im Old Post Office Pavilion stammen, für die er persönlich haftet. Im Wahlkampf der US-Präsidentschaftswahl 2020 wurde thematisiert, dass Trump die Identität der Gläubiger geheim hält.
Zu dieser Zeit schrieb die Financial Times, Trump habe mindestens 1,1 Milliarden US-Dollar Schulden. Im Dezember 2021 entschied ein Bundesrichter, dass Trump seine Steuerunterlagen an einen Ausschuss des US-Kongresses zu übergeben habe.
Im November 2022 wies der Oberste Gerichtshof der USA Trumps Forderung, die US-amerikanische Steuerbehörde habe seine Steuerunterlagen dem für Steuerpolitik zuständigen Ausschuss des Repräsentantenhauses nicht zu übergeben, ab. Trump war der erste Präsident seit Richard Nixon, der die Offenlegung seiner Steuererklärungen verweigerte. Im Folgemonat veröffentlichte der Finanz- und Steuerausschuss des US-Repräsentantenhauses Trumps Steuererklärungen der Jahre 2015 bis 2020. Für 2015 und 2016 erklärte Trump Bruttoeinkommen von je minus rund 32 Millionen US-Dollar; mit seinem Amtsantritt 2017 schrumpfte es auf minus 12,9 Millionen US-Dollar. In den Jahren 2018 und 2019 gab er einen Gewinn von 24,4 bzw. 4,4 Millionen US-Dollar an. Im Coronajahr 2020 meldete er einen Verlust von 4,8 Millionen US-Dollar an. In den Jahren 2016 bis 2020 zahlte Trump insgesamt 1,1 Millionen US-Dollar Einkommenssteuer. Von 2015 bis 2020 setzte Trump insgesamt mindestens 55 Millionen US-Dollar an Ausgaben und Kosten von der Steuer ab. Im selben Zeitraum verzeichnete Trump Einkommen in fast zwei Dutzend Ländern, mit denen er als Präsident auch politisch zu tun hatte: Großbritannien, Irland, Türkei, China, Georgien, Aserbaidschan, Indonesien, Südkorea, Indien, den Philippinen, Israel, Katar, den Vereinigten Arabischen Emiraten, der Dominikanische Republik, Panama, Kanada, Brasilien, Mexiko, den Karibikstaaten Grenada und Saint Martin. Oft zahlte er dort mehr Steuern oder einen höheren Steuersatz als in den USA.

### Kryptowährungen
Trump hatte sich in der ersten Amtszeit negativ über Bitcoin und andere Kryptowährungen geäußert und diese als Bedrohung für den US-Dollar bezeichnet. Später änderte er jedoch seine Meinung und sprach sich im Wahlkampf 2024 auf der Bitcoin-Konferenz für die Einrichtung einer nationalen Bitcoin-Reserve aus. Im September 2024 kündigte Donald Trump an, dass sein Sohn mit einem neuen Unternehmen namens World Liberty Financial in den Kryptomarkt einsteigen würde. Kontrolliert wird das Unternehmen von Trumps Familienangehörigen sowie von zwei Söhnen von Steve Witkoff, dem Sondergesandten Trumps für den Nahen Osten in seiner zweiten Amtszeit. Eine von den Trumps kontrollierte Unternehmenseinheit besitzt 60 Prozent von World Liberty und hat Anspruch auf 75 Prozent aller Einnahmen aus den Verkäufen von Token. Im Oktober kündigte World Liberty seine erste Initiative zur Vermarktung einer Kryptowährung namens $WLFI an. Bis Ende Oktober hatte das Unternehmen lediglich $WLFI-Token im Wert von 2,7 Millionen verkauft, was sich nach Trumps Sieg bei den US-Präsidentschaftswahlen 2024 schlagartig änderte, als der Preis in die Höhe schnellte. Im März 2025 kündigte World Liberty die Einführung von USD1 an, einem an den Dollar gekoppelten Stablecoin, der durch US-Staatsanleihen, Dollarreserven und andere Bargeldäquivalente gedeckt ist. In Geschäftsbeziehungen mit Wold Liberty Financial sind u. a. die Kryptowährungsunternehmer Justin Sun und Changpeng Zhao getreten, welche beide in den USA mit den Strafverfolgungsbehörden in Konflikt gerieten. Kurz nach Suns investment in den $WLFI-Token wurden die Ermittlungen der SEC gegen ihn eingestellt. Ein Staatsfonds des Emirats Abu Dhabi kündigte im Mai 2025 eine Investition von zwei Milliarden US-Dollar in den Stablecoin USD1 ein, was der Familie Trump ein nahezu risikofreies Zinseinkommen verschaffen würde. Die demokratische Senatorin Elizabeth Warren sprach im Zusammenhang mit dem Geschäft vom „größten Korruptionsskandal der modernen Geschichte“.
Wenige Tage vor seiner zweiten Amtseinführung gab Trump am 17. Januar 2025 seinen eigenen Meme-Coin mit dem Namen $TRUMP heraus und bewarb diesen auf seinen Social-Media-Kanälen. Nach der Ausgabe der ersten Token stieg das Vermögen von Trump um mehrere Milliarden US-Dollar an, was Trump später als „Peanuts“ bezeichnete. Eine von der New York Times in Auftrag gegebene Analyse kam zu dem Schluss, dass 813.294 Wallets durch den Handel mit dem Coin 2 Milliarden Dollar verloren hätten, während das Unternehmen des Präsidenten und seine Partner etwa 100 Millionen Dollar an Handelsgebühren eingenommen haben. Bis März 2025 lagen die Gewinne für die Herausgeber durch Verkäufe und Gebühren bei über 350 Millionen US-Dollar, während die Tokens den Großteil ihres Wertes verloren hatten. Im Mai 2025 kündigte ein mit TikTok (das in den USA von einem Verbotsverfahren bedroht ist) verbundenes Scheinunternehmen eine Investition von 300 Millionen US-Dollar in $TRUMP an.

## Politik vor der Präsidentschaft 2017–2021

### Politische Aktivitäten seit den 1980er-Jahren

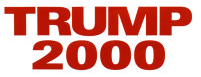
Logo von Donald Trumps erster Präsidentschaftskampagne 2000 für die Reform Party

Donald Trumps Verhältnis zu Politikern war lange Zeit ganz auf seine geschäftlichen Interessen ausgerichtet. Er bemühte sich, wie es sein Vater immer getan hatte, intensiv um gute Beziehungen zu Politikern, die ihm einmal nützlich sein könnten, wobei deren politische Positionen keine Rolle spielten. Entscheidend war, welche der Kandidaten, von denen Anfragen kamen, er als Siegertypen einordnete. Dabei kam es durchaus vor, dass er bei einem Wahlkampf beide Seiten unterstützte. Die Beschränkungen für Spenden an Politiker und Parteien umging er, indem er sie z. B. über verschiedene Tochtergesellschaften laufen ließ. Von 1995 bis 2016 spendete er über drei Millionen US-Dollar für Kandidaten der beiden großen Parteien.
Ab 1984 bezeichnete er die nukleare Abrüstung bei verschiedenen Gelegenheiten als das für ihn wichtigste politische Problem, um das er sich selbst kümmern wolle. Dies sei durch Gespräche mit seinem Onkel John G. Trump, einem angesehenen Physiker, der 1985 starb, ausgelöst worden. Dazu bedürfe es eines außerordentlichen Verhandlungsgeschicks, über das keiner der ihm bekannten Politiker verfüge. Dieses Ansinnen wurde bald weithin bekannt und zumeist mit Belustigung aufgenommen. Den Friedensnobelpreisträger und Abrüstungs-Aktivisten Bernard Lown, der als einer der ersten Amerikaner den neuen sowjetischen Machthaber Michail Gorbatschow persönlich getroffen hatte, bat Trump 1986 zu einem Gespräch im Trump Tower und eröffnete ihm, er wolle generalbevollmächtigter US-Botschafter in der UdSSR werden und den Kalten Krieg „innerhalb einer Stunde“ beenden. Der sowjetische UNO-Botschafter lud Trump nach Moskau ein. Anfang Juli 1987, zum amerikanischen Nationalfeiertag, reiste Trump nach Moskau.
Im Juli 1987 ließ Trump sich erstmals als Anhänger der Republikaner registrieren und veröffentlichte großformatige Zeitungsanzeigen mit politischen Botschaften, darunter die Forderung, westliche Verbündete nicht länger zu schützen.
1989 ließ er eine ganzseitige Anzeige in der New York Times stornieren, die sich für Antirassismus einsetzte. Anlass war die Vergewaltigung einer Frau am 19. April im Central Park. Der Fall polarisierte die Medien: Die einen, wie Trump, hetzten gegen Schwarze und befeuerten den Rassismus, die anderen warnten vor einer Lynchjustiz.
Mit seiner These, die USA bewegten sich auf eine Katastrophe („disaster“) zu und Länder wie Japan, die Iranische Republik Iran und Saudi-Arabien würden über sie lachen, kam er in die Schlagzeilen, und sein bald darauf erschienenes Buch The Art of the Deal wurde ein Bestseller. Im Oktober 1999 wechselte er zu Ross Perots Reform Party und bewarb sich als deren Kandidat bei den parteiinternen Vorwahlen zum Präsidentschaftswahlkampf 2000. Auch in diesem Zusammenhang veröffentlichte er ein Buch (The America We Deserve), in dem er Perots Ablehnung des Nordamerikanischen Freihandelsabkommen (NAFTA) und insbesondere dessen Warnung vor einem Abwandern von Arbeitsplätzen nach Mexiko aufgriff. Er gewann die Vorwahlen in Michigan und Kalifornien, stieg dann aber aus dem Wahlkampf aus. Im August 2001 ließ sich Trump als Demokrat registrieren, und für 2004 und 2008 deutete er an, möglicherweise gegen George W. Bush anzutreten. Da 2004 auch seine Show The Apprentice anlief und er schon zuvor jeweils ein Buch promotet hatte, wurden seine derartigen Bemerkungen aber kaum noch ernst genommen. Nachdem er John McCain als Präsidentschaftskandidaten 2008 unterstützt hatte, schrieb er sich im September 2009 wieder als Republikaner ein. Von Dezember 2011 bis April 2012 gab Trump in der Wählerliste keine Parteizugehörigkeit an, um sich dann wieder – bis heute – als Republikaner registrieren zu lassen. Seine Parteispenden verteilte er bis 2012 fast ausgewogen an die beiden großen Parteien. Zudem spendete er der Clinton Foundation 100.000 US-Dollar und unterhielt lange gute Beziehungen zu Hillary Clinton.
Vor der Präsidentschaftswahl 2012 spielte Trump erneut öffentlich mit dem Gedanken, sich als Kandidat aufstellen zu lassen; im Mai 2011 sagte er ab. Einige Wochen zuvor hatte er Präsident Obama aufgefordert, seine Geburtsurkunde zu veröffentlichen, und stellte sich damit zeitweilig an die Spitze der verschwörungstheoretischen Birther-Bewegung, die Obamas Legitimität als Präsident anzweifelte, weil er angeblich in Afrika geboren sei (siehe Opposition gegen Barack Obama). Damit brach er erstmals das bis dahin geltende Tabu, rassistische Äußerungen in der Politik zu verwenden, und machte sich weit verbreitete Ressentiments zunutze. Aufgrund seiner dadurch bedingten Bekanntheit als politischer Akteur – in bundesweiten Umfragen Mitte April war er der beliebteste republikanische Kandidat – lud ihn die Washington Post als Gast zum White House Correspondents’ Dinner am 30. April 2011 ein. Dort präsentierte ein gut vorbereiteter Obama als Hauptredner in einer pompösen Inszenierung seine Geburtsurkunde auf großen Bildschirmen und machte sich anschließend unter großem Gelächter über Trump lustig, indem er etwa spöttelte, dieser sei jetzt sicher froh, sich wichtigeren Dingen widmen zu können wie den Fragen, ob die Mondlandung wirklich stattgefunden habe oder was in Roswell wirklich geschehen sei. Trump verlor zunehmend die Fassung, errötete schließlich und verließ fluchtartig die Veranstaltung. Diese Blamage wurde allseits als das Ende seiner politischen Ambitionen aufgefasst.

### Frühere Positionen
Trumps politische Positionen lagen früher deutlich links des republikanischen Mainstreams; so hat er sich für eine allgemeine Krankenversicherung, für Steuererhöhungen und das Recht auf Abtreibung (Pro-Choice) eingesetzt, sprach sich 2004 gegen den Irakkrieg aus und bezeichnete den Demokraten Bill Clinton als erfolgreichen, den Republikaner George W. Bush aber als den schlechtesten aller US-Präsidenten.
Die Zeitschrift The Economist gelangte in einer Analyse im September 2015 zu der Einschätzung, Trump nehme Ideen aus dem gesamten politischen Spektrum auf: Im Bereich der Einwanderungspolitik stehe er rechts des republikanischen Mainstreams; andererseits kritisierte Trump die Tätigkeit von Hedgefonds und Lobbyisten, lobte die staatlichen Gesundheitssysteme anderer Länder und vertrat wirtschaftspolitisch teils protektionistische Positionen. Einige Positionen aus dem Wahlkampf relativierte oder räumte er nach der Wahl; über einige seiner zentralen Wahlversprechen meinte Trump: „Sie sind nicht mehr so wichtig.“
Der konservative Historiker Bruce Bartlett urteilte im Juni 2017, Trump sei als Präsident viel extremer als erwartet – die moderaten Republikaner hätten jeden Widerstand aufgegeben, und seine politische Agenda sei so weit rechts, dass Ronald Reagan neben Trump wie ein Linksliberaler aussehe.

#### Außenpolitik
In ganzseitigen Zeitungsanzeigen veröffentlichte Trump 1987 politische Erklärungen, wonach – am Beispiel von Japan und Saudi-Arabien – Staaten für ihren Schutz durch die USA zahlen sollten. Im März 1990 erläuterte Trump im Playboy, Staaten wie Japan und Westdeutschland hätten den USA die Selbstachtung genommen: „Ihre Produkte sind besser, weil sie so hoch subventioniert werden“, während die USA mit ihrem milliardenschweren Verteidigungsbudget dafür sorgen, „dass sie nicht in 15 Minuten von der Erdoberfläche gefegt werden“. Trump damals: „Unsere Verbündeten machen Milliarden damit, uns zu linken.“ Er bezeichnete die transatlantische Militärallianz NATO im Wahlkampf als „obsolet“, eine Position, die er nach seiner Wahl im April 2017 räumte. Er drängt aber auf die Erhöhung der Verteidigungsausgaben der Mitgliedsstaaten – insbesondere Deutschlands, wie er beim Antrittsbesuch Angela Merkels im März 2017 betonte – und fordert eine Neuausrichtung auf die Bekämpfung des Terrorismus.
Jahrelang lobte Trump den russischen Präsidenten Wladimir Putin als Anführer („leader“) und nannte ein gutes Verhältnis zwischen ihm und Putin auch gut für die USA. So hatte er Wladimir Putin, als dieser im Jahr 2007 in der Time zur Person des Jahres ernannt worden war, in einem Schreiben gratuliert und sich dabei als einen großen Putin-Fan bezeichnet. Außerdem lud er Putin im Jahr 2013 zu dem jährlich stattfindenden Miss-Universe-Schönheitswettbewerb, dessen Eigentümer er zu der Zeit war und welcher in jenem Jahr in Moskau ausgetragen wurde, ein.
Zur völkerrechtswidrigen Annexion der Krim erklärte Trump im Sommer 2016, er habe gehört, dass die Leute auf der Krim lieber bei Russland sein wollten, Putin es nach Trumps Wahlsieg aber nicht wagen werde, in die Ukraine einzumarschieren (was zu dem Zeitpunkt mit der Besetzung der Krim bereits geschehen war). Nach Vorwürfen gegen Trumps Wahlkampfteam, mit russischen Vertretern kollusiv gegen Hillary Clinton zusammengewirkt zu haben, kritisierte Trump im Februar 2017 die Krim-Besetzung durch Russland. Trumps Entscheidung im April 2017, Raketen auf Syrien abzufeuern, bekräftigte die veränderte Haltung zu Russland. Im Dezember 2017 stimmte Trump einer von seinem Vorgänger Obama abgelehnten Waffenlieferung an die Ukraine zu.
Im Februar 2016 erklärte Trump, im Krieg gegen den Terror das Waterboarding und viel Schlimmeres („a hell of a lot worse“) wieder einzuführen, während er im März 2016 angab, die Streitkräfte der Vereinigten Staaten nicht zu Gesetzesverstößen anweisen zu werden und an Verträge gebunden zu sein.

#### Bildung
Trump wollte sämtliche Kompetenzen im Bildungssystem bei den Bundesstaaten belassen; bundesweite Vorgaben seien zu bürokratisch und wenig effizient – trotz hoher Bildungsausgaben würden die Vereinigten Staaten bei Studien im Vergleich mit anderen westlichen Industrieländern schwach abschneiden. Trump setzte sich dafür ein, dass sich Schüler die Schule selbst aussuchen können, und kündigte an, 20 Milliarden US-Dollar für ein wettbewerbsförderndes Gutscheinsystem zu investieren, damit insbesondere Kinder aus ärmeren Verhältnissen auf bessere Schulen gehen können. Außerdem unterstützte Trump Charter Schools.

#### Einwanderungs- und Flüchtlingspolitik
Nach der Präsidentschaftswahl 2012 hatte Trump erklärt, die Niederlage des republikanischen Kandidaten Mitt Romney hänge mit dessen harter Position in der Einwanderungsfrage zusammen. Romneys zentralen Programmpunkt, illegal Eingewanderte dazu zu bringen, aus freien Stücken das Land zu verlassen („self deportation“), bezeichnete Trump im November 2012 als „verrückt“.
Mitte August 2015 legte Trump in seinem eigenen Präsidentschaftswahlkampf sein erstes politisches Positionspapier vor, das harte Maßnahmen zur Immigration vorschlug: Sämtliche 11 Millionen illegal Eingewanderten sollten ausgewiesen werden. An der Grenze zwischen den Vereinigten Staaten und Mexiko solle eine durchgehende Mauer gebaut werden, deren Kosten Trump der mexikanischen Regierung auferlegen wollte. Zudem sollte das bisher geltende Geburtsortsprinzip des US-Staatsbürgerschaftsrechts aufgegeben werden (siehe Ankerkind).
Betreffend muslimischer Einwanderer schlug Trump am 19. November 2015 eine Datenbank vor, in der alle Muslime in den Vereinigten Staaten erfasst werden sollten, was ihm im Vergleich zu den Mitbewerbenden um die Nominierung zum republikanischen Präsidentschaftskandidaten einen Popularitätsschub verschaffte. Nach dem Terroranschlag in San Bernardino forderte Trump ein temporäres Einreiseverbot für Muslime, bis das „Problem“ gelöst sei. Trumps Äußerungen wurden von Prominenten und Politikern, auch Parteikollegen, scharf kritisiert. In Großbritannien unterzeichneten binnen weniger Tage mehr als 550.000 Personen eine Petition, die ein Einreiseverbot für Trump forderte. Nachdem er im Herbst 2015 zunächst die Aufnahme zusätzlicher syrischer Flüchtlinge in der Flüchtlingskrise befürwortet hatte, erklärte er einige Wochen später, im Falle seiner Wahl alle syrischen Flüchtlinge aus den USA abschieben zu wollen (wörtlich: „they’re going back“). Die damalige Flüchtlingspolitik der deutschen Bundeskanzlerin Angela Merkel nannte er „verrückt“ („insane“).

#### Energiepolitik, Klimaschutz und Naturschutz
Im November 2012 schrieb Trump auf Twitter, das Konzept der globalen Erwärmung sei von Chinesen geschaffen worden, um der industriellen Fertigung in den USA die Konkurrenzfähigkeit zu nehmen. Anlässlich des Besuchs von Papst Franziskus in den Vereinigten Staaten Ende September 2015 äußerte Trump, er glaube nicht an die anthropogene globale Erwärmung und halte den Klimawandel nicht für ein drängendes Problem, sondern für ein natürliches Phänomen. Klimaschutz-Auflagen für US-Unternehmen halte er für falsch. Nach der Wahl sagte Trump der New York Times, er sehe eine Verbindung zwischen menschlicher Aktivität und Klimawandel, stelle die Frage, wie stark diese Verbindung sei, und denke darüber nach, wie teuer der Klimawandel für US-Unternehmen und die Wettbewerbsfähigkeit sei. Klimaschutzabkommen sehe er sich genau an und sei ihnen gegenüber offen. Kurz zuvor hatte die chinesische Regierung Trumps bisherige Position kritisiert und angekündigt, die eigene Klimaschutzpolitik in jedem Fall fortzuführen, was Experten als mögliche Verschiebung der weltweiten Gewichte in diesem Politikbereich zugunsten von Schwellenländern bezeichneten.
In der Energiepolitik kündigte Trump im Mai 2016 eine „Kehrtwende“ mit einer Lockerung von Umweltvorschriften und einer Rückbesinnung auf fossile Brennstoffe an. Er nannte als Hauptziel, die USA von importierten Energieträgern, namentlich aus dem OPEC-Raum, unabhängig zu machen. Dafür wolle er bisher unerschlossene Vorkommen nutzen, insbesondere auch an und vor der Küste. Dafür wolle er alle unter Obama eingeführten Einschränkungen aufheben und so jährlich mindestens eine halbe Million neue Arbeitsplätze schaffen sowie zugleich Energie günstiger machen. Trump lehnte die Windenergie ab. Schon 2012 twitterte er, Windkraftanlagen seien ein „ökologisches und ästhetisches Desaster“, nachdem er in einem Rechtsstreit um die Errichtung eines Windparks nahe einem seiner schottischen Golfplätze unterlegen war. Im November 2016 behauptete er, Windkraftanlagen würden Vögel töten, hohe Subventionen benötigen und nicht in den USA, sondern vor allem in Deutschland und in China hergestellt.

#### Gleichgeschlechtliche Ehe
Gegenüber einer Einführung homosexueller Eheschließungen zeigte sich Trump kritisch, erklärte aber, die Entscheidung solle den einzelnen Bundesstaaten überlassen bleiben. Nach dem Urteil des Obersten Gerichtshofes zur landesweiten Gleichstellung mit der heterosexuellen Ehe (Obergefell v. Hodges) teilte er mit, die Entscheidung müsse nun akzeptiert werden und tauge nicht mehr als Wahlkampfthema. Anfang September 2015 forderte er die Verwaltungsbeamtin Kim Davis aus Kentucky auf, nicht länger die Ausfertigung von Heiratsurkunden für homosexuelle Paare zu verweigern. Davis hatte durch ihre Weigerung für internationales Aufsehen gesorgt und war wegen ihres Verhaltens zeitweise inhaftiert worden. Andere Präsidentschaftskandidaten wie Mike Huckabee unterstützten Davis und kritisierten Trump für seine Haltung.

#### Schwangerschaftsabbruch
In seinem zur Präsidentschaftswahl 2000 veröffentlichten Buch The America We Deserve sprach sich Trump für die Möglichkeit von Schwangerschaftsabbrüchen aus („Pro-Choice“). Auch Jahre später bekräftigte er diesen Standpunkt in einem Interview. Während seiner Präsidentschaftskampagne 2016 erklärte Trump hingegen, „Abtreibungen“ abzulehnen („Pro-Life“). Im Falle einer gesundheitlichen Gefährdung der Schwangeren, nach einer Vergewaltigung sowie bei Inzest will er nach eigener Aussage jedoch Ausnahmen zulassen.

#### Sozialversicherung und Gesundheitspolitik
Wie sämtliche Republikaner des Wahlkampfs 2016 forderte Trump im Wahlkampf eine Rücknahme der 2010 unter Präsident Obama eingeführten Gesundheitsreform („Obamacare“). Diese verschlechtere die Qualität des Gesundheitswesens und führe zu überhöhten Preisen. Nach seiner Auffassung begünstige sie außerdem einseitig die Versicherungskonzerne. Stattdessen befürwortet Trump einen sogenannten free market plan, mit dem durch eine Stärkung des Wettbewerbs im Gesundheitsbereich die Kosten gesenkt und Qualität verbessert werden soll. Im Lauf des Wahlkampfs erklärte Trump immer wieder, dass er Obamas Gesundheitsreform aufheben und ersetzen wolle.
Kürzungen im Bereich von Social Security, Medicare und Medicaid lehnte Trump hingegen im Wahlkampf ab, womit er sich von den meisten republikanischen Mitbewerbern 2016 abhob. Er änderte seine Position allerdings im Amt (siehe Gesundheit). Allerdings plädierte er dafür, die Programme der Sozialversicherung effizienter zu gestalten. Trump setzte sich für eine bessere Versorgung der Veteranen ein.

#### Steuern und Finanzen
In der Steuerpolitik setzte sich Trump im August 2015 deutlich von den republikanischen Mitbewerbern ab, die sämtlich angebotsorientiert eine Senkung der Steuersätze für Vermögende und Bezieher hoher Einkommen oder einen Einheitssteuersatz (eine Flat Tax) forderten (vgl. Trickle-down-Theorie). Trump behauptete, er wolle das Steuersystem vereinfachen, Reiche – ihn selbst eingeschlossen – stärker besteuern und die Mittelschicht entlasten. Vor allem konservative Medien kritisierten diese Vorschläge als Populismus. Zudem wolle er Steuerflucht intensiver bekämpfen und Steuerschlupflöcher schließen.
Trump legte nach seiner Nominierung als Präsidentschaftskandidat ein neues Steuerkonzept vor, das Entlastungen auch für Reiche entsprechend der Parteilinie vorsieht. Trump behauptete, sein Steuerkonzept sei aufkommensneutral. Durch Effizienzsteigerungen im öffentlichen Dienst und beim Militär sowie Mehreinnahmen durch ein starkes Wirtschaftswachstum wolle er binnen weniger Jahre einen ausgeglichenen Bundeshaushalt erreichen. Trumps Steuerkonzept war abhängig von anderen Politikbereichen wie dem Gesundheitssystem, aus dem Trump Mittel für die Senkung von Steuern generieren will. So ließ er im April 2017 einen wiederum veränderten Plan erarbeiten, dessen Umsetzung als sehr fraglich galt.
Trump unterschrieb kurz nach seinem Amtsantritt ein Dekret, den Dodd–Frank Act zu überprüfen. Trump hatte dieses Gesetz zur Bankenregulierung, das Obama 2010 als Reaktion auf die Finanzkrise unterzeichnet hatte, als „Desaster“ bezeichnet.
Zu Sommerbeginn 2024 stellte Trump bei einem nichtöffentlichen Besuch bei den Republikanern auf dem Capitol Hill Überlegungen für ein vom bisherigen Steuersystem der USA abweichendes völlig anderes Steuersystem vor. Danach sollen künftig nicht mehr vorwiegend die Erträge aus Erwerbstätigkeit besteuert werden, sondern vielmehr Steuern auf die Waren erhoben werden, welche die Amerikaner im Ausland kaufen. Seiner Ansicht nach könnten solche Zölle die Einkommenssteuer als Haupteinnahmequelle des Bundes ersetzen. In der Folgezeit hat Trump wiederholt Ideen geäußert, die zusammengenommen die Art und Weise, wie die Amerikaner besteuert werden, grundlegend verändern würden, indem die Einkommensteuer reduziert wird und gleichzeitig expansive Zölle als Möglichkeit zur Erhöhung der Bundeseinnahmen vorgesehen sind.

#### Todesstrafe
In ganzseitigen Zeitungsanzeigen forderte Trump 1989/90 – wegen eines Vergewaltigungsfalls um die Central Park Five und den damaligen New Yorker Bürgermeister Ed Koch angreifend – eine Rückkehr zur Todesstrafe; „diese Räuber und Mörder“, die Trump hassen wolle, sollten „gezwungen werden zu leiden“ und der Abschreckung dienen.
Damals wurden fünf Jugendliche im Alter von 14 bis 16 Jahren (vier Afroamerikaner und ein Hispanischstämmiger) aus Harlem fälschlich wegen der Vergewaltigung einer weißen Investmentbankerin verurteilt und saßen bis zu 13 Jahre in Haft, bis der tatsächliche Täter gestand. Im Wahlkampf erklärte Trump 2015, er werde als Präsident bei Polizistenmorden die Todesstrafe zwingend vorschreiben. Ob dies durch geltendes Recht abgedeckt ist, ist umstritten. Eine Entscheidung des Obersten Gerichtshofes aus dem Jahr 1976 schließt das obligatorische Verhängen der Todesstrafe für bestimmte Delikte aus.

#### Waffenrecht
Trump hat im Laufe der Jahre oft seine Position zu konkreten Aspekten des Waffenrechts in den USA gewechselt. Im Jahr 2000 äußerte er sich relativ moderat; später plädierte er für eine weite Auslegung des Zweiten Verfassungszusatzes, der US-Bürgern das Recht auf Waffenbesitz einräumt. Wie die Mehrheit der Republikaner lehnt er Verschärfungen des Waffenrechts ab. Er hat behauptet, sie seien nicht geeignet, Gewalttaten zu verhindern. Er hat unzureichende Therapiemöglichkeiten und Präventionsmaßnahmen für Amokläufe verantwortlich gemacht und behauptet, Gewalttäter würden sich für ihre Taten gezielt Einrichtungen aussuchen, in denen das Tragen von Waffen untersagt ist („gun free zones“), weshalb niemand Amokläufer durch die Anwendung von Gegengewalt frühzeitig stoppen könne. Nach den Pariser Terroranschlägen vom November 2015 behauptete Trump, die strengen Waffengesetze in Frankreich hätten eine Mitschuld an der hohen Opferzahl.

#### Wirtschaft
Laut eigener Aussage befürwortet Trump den freien Markt, vertritt jedoch unter dem Motto „America First“ den Standpunkt, dass US-Unternehmen ihre ausländischen Produktionsstätten in die Vereinigten Staaten zurückverlagern sollen; dies sollte unter anderem durch hohe Strafzölle für Importe und Steuererleichterungen provoziert werden. Außerdem müssten angeblich ungünstige Handelsverträge wie die Transpazifische Partnerschaft (TPP) neu ausgehandelt werden.
Diese Positionen wurden in konservativen Kreisen wie dem Club for Growth als protektionistisch und „Verachtung“ der freien Marktwirtschaft kritisiert.
Trump befürwortete im Wahlkampf eine Anhebung des Mindestlohns auf mindestens 10 US-Dollar, wollte dies jedoch den einzelnen Bundesstaaten überlassen.

## Präsidentschaftskandidatur 2015/16
Am 16. Juni 2015 gab Donald Trump im Trump Tower seine Kandidatur bei der Wahl am 8. November 2016 für die Republikanische Partei bekannt. Er führte seinen Wahlkampf mit dem Slogan „Make America Great Again“ („Macht Amerika wieder groß(artig)“), den zuvor schon Ronald Reagan 1980 benutzt hatte.
Der Wahlkampf galt als außerordentlich kontrovers und spaltend. Bei Trumps Auftritten kam es in einem bis dahin bei US-Vorwahlen der jüngeren Geschichte nicht gekannten Umfang zu Gewalttätigkeiten zwischen seinen Anhängern und Gegnern. Trump setzte auf populistische Themen wie die Reduktion der Immigration insbesondere von Muslimen sowie eine handels- und außenpolitische Abschottung (Protektionismus und Isolationismus) und attackierte seine Rivalen persönlich. Er verbreitete Verschwörungstheorien und forderte eine Inhaftierung seiner demokratischen Gegenkandidatin Hillary Clinton (Slogan: „Lock Her Up“, „Sperrt sie ein“). Seine einfache Rhetorik, seine provokativen Forderungen und sein konfrontativer Stil polarisierten (siehe Sprache und Stil). Als erfahrene und bekannte Medienfigur erhielt er weitaus mehr mediale Aufmerksamkeit als alle Mitbewerber, insbesondere durch seine routinierte Nutzung sozialer Medien zur direkten Ansprache seiner Anhänger (siehe Verhältnis zu den Medien). Von Beginn an dominierte er so den Wahlkampf und führte in den Umfragen zur parteiinternen Vorwahl der Republikaner ab Ende Juli 2015 kontinuierlich. Eine deutliche Mehrheit blieb ihm gegenüber stets negativ eingestellt.
Trumps mangelnde Politikerfahrung wurde gegen ihn angeführt, gereichte ihm aber bei seinen Anhängern – die überwiegend aus enttäuschten, eher ländlichen Weißen ohne höhere Bildung bestanden (siehe Anhänger als Teil einer „schweigenden Mehrheit“) – zum Vorteil: Trump inszenierte sich als Außenseiter, dessen persönlicher Wohlstand seine Unabhängigkeit sichere, um sich gegen die als korrupt und abgehoben porträtierten politischen Eliten durchzusetzen, was in Trumps weiterem Slogan „Drain the Swamp“ („Trocknet den Sumpf aus“) zum Ausdruck kam. Nicht nur Trumps politische Gegner und viele linksliberale Medien, sondern auch viele einflussreiche Gruppen und Politiker der Republikanischen Partei waren Trump gegenüber skeptisch bis ablehnend und rechneten lange nicht mit der Möglichkeit eines Sieges. Den Widerstand innerhalb der Partei entschärfte Trump mit der Unterzeichnung einer Loyalitätserklärung am 3. September 2015, zog allerdings auch danach wiederholt eine unabhängige Kandidatur in Betracht. In den Vorwahlen ab dem 1. Februar 2016 setzte sich Trump weitgehend ungefährdet durch und erreichte am 26. Mai 2016 die Mehrheit der Delegiertenstimmen für den Nominierungsparteitag im Juli 2016 in Cleveland, auf dem er zum Präsidentschaftskandidaten der Republikaner gewählt wurde und mit seinem Running Mate Mike Pence gegen die demokratischen Kandidaten Hillary Clinton und Tim Kaine antrat.

### Vorwürfe des Rassismus und Sexismus

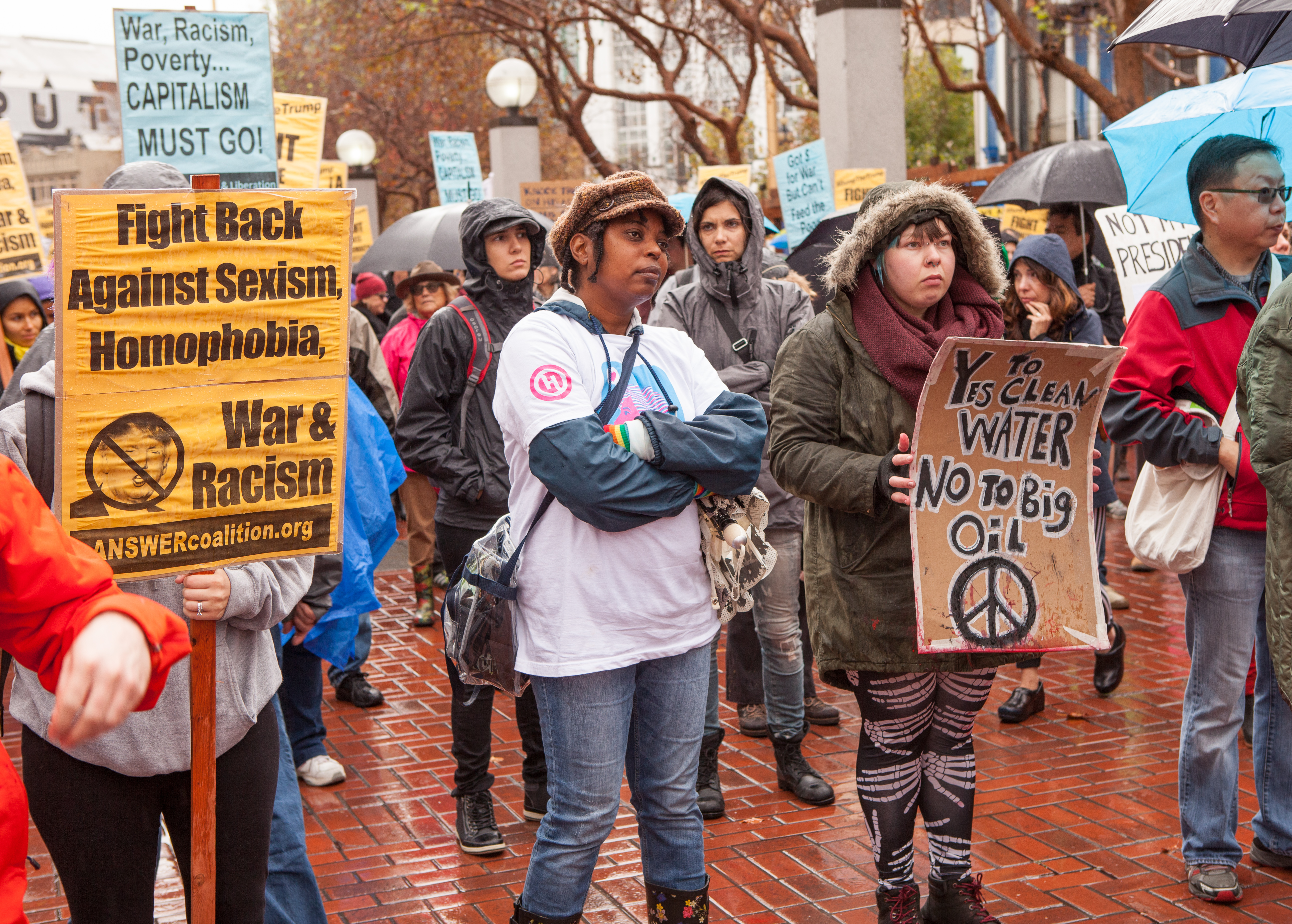
Anti-Trump-Demonstration. San Francisco, November 2016

Trump wurden immer wieder rassistische und sexistische Äußerungen zur Last gelegt. Kritik an diesen hat er in der Regel durch gesteigerte Aggression beantwortet. So sorgte Trump bereits in seiner Rede zum Einstieg in den Wahlkampf für Empörung, als er über eingewanderte Mexikaner sagte, sie brächten Drogen, Kriminalität und seien Vergewaltiger – „und einige, nehme ich an, sind auch gute Leute“. Mehrfach unterließ es Trump, sich vom Ku-Klux-Klan-Anhänger David Duke zu distanzieren, der Trump seine Unterstützung zugesichert hatte. Nachdem Ende Mai 2016 ein Strafverfahren gegen Trump wegen Betrugs durch seine Trump University in den Fokus der Aufmerksamkeit gerückt war, griff Trump den zuständigen Bundesrichter Gonzalo P. Curiel an und erklärte ihn wegen dessen „mexikanischen Erbes“ für nicht neutral. Juristen und Politiker – auch aus Trumps eigener Partei – kritisierten dies scharf; Paul Ryan etwa bezeichnete seine Äußerung als „Lehrbuchbeispiel“ von Rassismus. Nachdem die Eltern des im Irakkrieg gefallenen muslimischen US-Soldaten Humayun Khan bei der Democratic National Convention aufgetreten waren und Trumps Äußerungen gegen Immigration und den Islam kritisiert hatten, griff Trump diese persönlich an und unterstellte etwa, Khans Mutter habe dort nichts gesagt, weil ihr das ihre Religion vorgeschrieben habe.
In der ersten Fernsehdebatte des Vorwahlkampfs im August 2015 hielt die Moderatorin Megyn Kelly Trump vor, er habe ihm missliebige Frauen seit Jahren mit obszönen Bemerkungen („fette Schweine“, „Hündinnen“, „Schlampen“ und „widerliche Tiere“) belegt. Einen Tag später führte Trump deren kritische Fragen auf Blutungen bei ihr zurück, was allgemein als sexistischer Hinweis auf Menstruationsprobleme gedeutet wurde und für Empörung sorgte. Noch größeres Aufsehen erregten im Oktober 2016 Videoaufzeichnungen eines Gesprächs Trumps mit Billy Bush von 2005, in dem Trump unter anderem meinte: „Ich bin automatisch hingezogen zu Schönen – ich fange einfach an, sie zu küssen. Es ist wie ein Magnet. Einfach küssen. Ich warte nicht mal. Und wenn du ein Star bist, lassen sie es dich tun. Du kannst alles tun. […] Sie an der Muschi packen. Du kannst alles tun.“ („I’m automatically attracted to beautiful – I just start kissing them. It’s like a magnet. Just kiss. I don’t even wait. And when you’re a star they let you do it. You can do anything. […] Grab them by the pussy. You can do anything.“). Die Veröffentlichung führte zu massiver, auch parteiinterner Kritik an Trump, der sich entgegen seiner Gewohnheit entschuldigte. Etwa fünfzig der höchsten republikanischen Amts- und Mandatsträger entzogen ihm innerhalb eines Tages die Unterstützung; einige forderten ihn zum Rückzug aus dem Wahlkampf auf. Die damalige First Lady Michelle Obama sagte, Trumps Äußerungen hätten sie „bis ins Innerste erschüttert“: „Die beschämenden Kommentare über unsere Körper, die Geringschätzung unserer Ambitionen und unseres Intellekts, die Überzeugung, dass man mit einer Frau machen kann, was man will – das ist grausam. Es ist beängstigend.“ Die vorgebrachte Rechtfertigung, es handle sich um „alltägliches Umkleidekabinen-Geschwätz“, sei „eine Beleidigung für anständige Männer überall“. In den Wochen darauf machten mehrere Frauen öffentlich, von Trump sexuell belästigt worden zu sein (siehe Vorwürfe sexueller Übergriffe).

### Unterstützer und Geldgeber
Zu Trumps bedeutendsten Geldgebern und Unterstützern bei der Präsidentschaftswahl 2016 gehörten der Milliardär Robert Mercer und dessen Tochter Rebekah. Mercer, ein öffentlichkeitsscheuer Informatiker und Hedgefonds-Manager, verfolgte seit etwa zehn Jahren das Ziel, das politische Establishment zu entmachten. Zu diesem Zweck ließ er mit neuen Methoden, wie er sie auch sehr erfolgreich im Hedgefonds-Bereich eingesetzt hatte, die öffentliche Meinung erforschen und ermittelte dabei eine wachsende Bereitschaft in der Bevölkerung, einen Außenseiter zum Präsidenten zu wählen. 2016 schien den Mercers die Zeit dafür reif zu sein. Nachdem sie zunächst den in den Vorwahlen ausgeschiedenen Kandidaten Ted Cruz – als Außenseiter innerhalb des Establishments – massiv unterstützt hatten, setzten sie danach auf Trump. In beiden Fällen nutzten sie dafür eine Lobby-Organisation (Super-PAC), in die sie insgesamt 13 Millionen US-Dollar investierten. Nach dem Rücktritt von Trumps Wahlkampf-Manager Paul Manafort gelang es ihnen zudem, den schon lange von ihnen als den Hauptfinanziers von Breitbart News geförderten Stephen Bannon sowie Kellyanne Conway, die bislang das Super-PAC geleitet hatte, und David Bossie, der mit seiner Mercer-finanzierten Organisation Citizens United die gerichtliche Erzwingung der Veröffentlichung von Hillary Clintons Mail-Verkehr auf den Weg gebracht hatte, in Trumps Team zu platzieren.
Bannon konnte schon 2011 die Mercers dafür gewinnen, mit 10 Millionen US-Dollar in die damals noch unbedeutende Breitbart-Website einzusteigen, und wurde im Gegenzug in den dortigen Vorstand berufen. Im selben Jahr hatte der bisherige Filmproduzent ein erstes Gespräch mit Donald Trump im Trump Tower, wobei es um dessen Überlegungen ging, 2012 gegen Obama anzutreten. Bannon gewann den Eindruck, dass Trump aufgrund seiner Fähigkeit, Menschenmassen zu begeistern, geeignet sein könnte, die amerikanische Politik aufzumischen. Als Andrew Breitbart 2012 überraschend starb, übernahm Bannon die Leitung des Unternehmens und baute es, finanziert durch die Mercers, zur bedeutendsten Plattform der Alt-Right-Bewegung aus. Dabei eröffnete er auch Trump die Möglichkeit, abseits der Mainstream-Medien seine Themen wie die angebliche Geburt Obamas in Afrika oder seine Thesen zur Einwanderungspolitik zu verbreiten. Bannons ebenfalls 2012 mit Peter Schweizer gegründetes und durch die Mercers finanziertes Government Accountability Institute betrieb sehr erfolgreich die Demontage von Trumps Konkurrenten Hillary Clinton und Jeb Bush, u. a. durch die Produktion des Films Clinton Cash, der erstmals bei den Filmfestspielen von Cannes 2016 gezeigt wurde und in dem es um angebliche kriminelle Machenschaften von Bill und Hillary Clinton geht.
Einige Berater aus dem Wahlkampfteam gründeten im Januar 2017 die Non-Profit-Organisation America First Policies, die im Unterschied zu Super-PACs (und anderen Political Action Committees) ihre Spender nicht offenlegen muss und im Juni 2017 eine Million US-Dollar für eine Werbekampagne gegen den Senator Dean Heller aufbrachte (vgl. oben unter „Gesundheit“).

### Vorwürfe geheimer Absprachen mit russischen Behörden
Während des Wahlkampfs 2016 wurden erstmals Vorwürfe laut, dass Donald Trumps Wahlkampagne sich mit russischen Geheimdiensten abgesprochen habe, um seiner Gegenkandidatin Hillary Clinton zu schaden. Nach der Wahl wurde am 10. Januar 2017 ein Dossier des früheren britischen Geheimdienstmitarbeiters Christopher Steele veröffentlicht, das unverifizierte Indizien zusammenstellte, nach denen Mitarbeiter Trumps Russen zur Koordinierung von Attacken – wie der Veröffentlichung von E-Mails der Wahlkampagne Clintons – getroffen hätten. Zudem sei Trump durch vorherige Überwachung erpressbar. Als bekannt wurde, dass Trumps Nationaler Sicherheitsberater Michael T. Flynn sich während des Wahlkampfs mehrfach mit russischen Behördenvertretern getroffen, Zahlungen empfangen und dies nicht offengelegt hatte – ein möglicher Verstoß gegen den Foreign Agents Registration Act –, trat er nach drei Wochen im Amt am 13. Februar 2017 zurück. Danach endeten laut Medienberichten die geheimen Versuche der von Trump eingesetzten Mitarbeiter, das State Department zur Lockerung der nach der Annexion der Krim 2014 verhängten Sanktionen gegen Russland zu bewegen.
Im März 2017 machte der FBI-Direktor James B. Comey öffentlich, dass seine Behörde schon vor der Wahl Ermittlungen gegen Mitglieder von Trumps Wahlkampfteam in dieser Sache aufgenommen hatte. Zugleich untersuchten vier Ausschüsse des Kongresses mit unterschiedlichen Schwerpunkten und Kompetenzen das Thema. Die republikanische Mehrheit im Geheimdienstausschuss des Repräsentantenhauses sah keine russische Einflussnahme auf den Wahlkampf; im zuständigen Senatsausschuss dagegen bestätigten Demokraten und Republikaner im Mai 2018 einmütig, dass es eine solche Einflussnahme gegeben hatte. Zu den Personen in Trumps Umfeld, die während des Wahlkampfs offenbar Russland-Kontakte hatten, gehören der spätere Justizminister Jeff Sessions, der dies in seiner Senatsanhörung vor Amtsantritt nicht angegeben hatte, Trumps Wahlkampfmanager Paul Manafort, der zuvor für einen ukrainischen Oligarchen gearbeitet hatte, Trumps Schwiegersohn Jared Kushner und sein Rechtsanwalt Michael Cohen. Anfang Juli 2017 wurde bekannt, dass Trumps Sohn Don im Juni 2016 ein Treffen mit einer russischen Anwältin mit Kremlverbindungen im Trump Tower arrangiert hatte, weil er darin laut veröffentlichten E-Mails belastendes Material über Clinton in Aussicht gestellt bekommen hatte. An dem Treffen nahmen auch Manafort und Kushner teil; dadurch ist erwiesen, dass das enge Umfeld Trumps in kollusiver Absicht mit Russen zusammentraf. Donald Trump selbst formulierte offenbar die zugehörige Presseerklärung seines Sohnes. Trumps früherer Anwalt Michael Cohen behauptete laut CNN im Juli 2018, Donald Trump habe von dem Treffen im Voraus gewusst. Cohen wurde unter anderem wegen Falschaussage (bei den Sonderermittlungen) und zweier Fälle von illegaler Wahlkampffinanzierung im Dezember 2018 verurteilt.
Am 4. März 2017 beschuldigte Trump seinen Amtsvorgänger Obama per Twitter, dieser habe während Trumps Wahlkampf Telefone im Trump Tower abhören lassen. Trump zog Vergleiche zum McCarthyismus und zur Watergate-Affäre und nannte Obama einen „bösartigen (oder kranken) Kerl“ („Bad (or sick) guy!“). Ein Sprecher Obamas wies die Anschuldigung zurück. Die Vorsitzenden der Geheimdienst-Ausschüsse des Kongresses ließen mitteilen, dafür ebenfalls keine Anhaltspunkte zu haben, was der damalige FBI-Direktor James Comey in einer Anhörung am 20. März 2017 bestätigte. Anfang September 2017 gab das Justizministerium bekannt, es gebe keine Hinweise auf Abhörmaßnahmen im Trump Tower. Der juristische Blog Lawfare bezeichnete Trumps unfundierte Behauptungen als Machtmissbrauch.
Am 9. Mai 2017 entließ Trump den FBI-Direktor Comey mit sofortiger Wirkung. In den Tagen zuvor hatte er per Twitter mehrfach Comey und das FBI wegen der Russland-Untersuchungen kritisiert, die Trump und sein persönliches sowie politisches Umfeld unter Druck setzten. Comey hatte kurz zuvor mehr Ressourcen für die Untersuchung der russischen Einflussnahme auf die US-Präsidentschaftswahl angefordert. Beobachter sprachen von einem Angriff auf die Demokratie und zogen Parallelen zum Saturday Night Massacre 1973 während der Watergate-Affäre. Trumps Begründungen für die Entlassung wechselten mehrfach; ein von ihm selbst geschriebener Entwurf eines Begleitschreibens hob offenbar auf Comeys Weigerung ab, die Russlandermittlungen zu beenden.
Am Morgen nach der Entlassung Comeys empfing Trump im Oval Office den russischen Außenminister Sergei Lawrow und den russischen Botschafter in den USA, Sergei Kisljak, dessen Treffen mit Sicherheitsberater Flynn für dessen Rücktritt mitverantwortlich gewesen waren. Der Zeitpunkt dieses Besuchs wurde kritisiert, zumal US-Medien nicht zugelassen waren, während Fotos des Treffens von der russischen Nachrichtenagentur TASS veröffentlicht wurden. Trump gab seinen Gästen bei diesem Termin geheimdienstliche Informationen preis, die strenger Geheimhaltung unterlagen. Er räumte ein, Informationen zur Bekämpfung des Terrorismus weitergegeben zu haben. Er behauptete, er sei dazu aus humanitären Gründen berechtigt gewesen. Bei diesem Treffen sprach Trump laut New York Times folgendermaßen über die Entlassung: „[Comey] war verrückt, ein echter Spinner. Ich stand sehr unter Druck wegen Russland. Der ist weg.“
Laut New York Times (NYT) hatte Trump bei einem Treffen Anfang Februar 2017 Comey zu bewegen versucht, die Ermittlungen gegen Michael Flynn einzustellen, was das Weiße Haus dementierte. Comey bestätigte am 8. Juni 2017 vor dem Geheimdienstausschuss des US-Senats die NYT-These und bezichtigte Trump der Lüge. Die Washington Post berichtete, Trump habe im März 2017 die Geheimdienstchefs Dan Coats (Director of National Intelligence) und Michael S. Rogers (National Security Agency) gedrängt, öffentlich zu erklären, dass keine Hinweise auf eine Kollusion Trumps mit Russland vorlägen; beide hätten dies als unangebracht abgelehnt.
Am 17. Mai 2017 ernannte der stellvertretende Justizminister Rod Rosenstein den früheren FBI-Direktor Robert Mueller zum Sonderermittler mit umfassendem Untersuchungsauftrag und Ressourcenzugang für die Russland-Untersuchung, was insbesondere Kongressabgeordnete der Demokraten gefordert hatten. Trump ließ sich von wechselnden Rechtsanwälten vertreten, nachdem mindestens sechs Kanzleien den Fall wegen Zweifeln an Trumps Beratungswilligkeit abgelehnt hatten. Am 14. Juni 2017 berichtete die Washington Post, Mueller habe strafrechtliche Ermittlungen gegen Trump wegen Behinderung der Justiz aufgenommen. Trump bezeichnete die Untersuchung als „größte Hexenjagd“ der politischen Geschichte der USA.
Die Untersuchung insbesondere der Finanzbeziehungen und der Frage, ob russischen Stellen eine Aufhebung von Sanktionen zugesagt worden ist, ist noch zu keinem Ergebnis gekommen; Trump selbst sind weder Kenntnis noch Auftrag für diese Kontakte nachgewiesen worden. Russische Stellen hatten sich vor der Wahl darüber ausgetauscht, dass sie potenziell schädliche Informationen über Trumps Finanzen besäßen. Die Untersuchung der Finanzverhältnisse von Personen aus Trumps Umfeld hat Vorwürfe der Geldwäsche, die insbesondere gegen das Casino Trump Taj Mahal erhoben worden sind, in den Fokus gerückt. Ab Juli 2017 drohte Trump damit, Mitglieder von Muellers Ermittlerteam wegen möglicher Interessenkonflikte anzugreifen und warnte Mueller, sich nicht mit den Finanzverhältnissen der Familie Trump zu beschäftigen. Ende Oktober 2017 wurde Manafort unter anderem wegen Verschwörung gegen die USA und Geldwäsche angeklagt, während der außenpolitische Berater Trumps, George Papadopoulos, zugab, im Januar 2017 gegenüber dem FBI falsche Angaben zu seinen Russland-Kontakten gemacht zu haben. Der Falschaussage für schuldig erklärten sich auch Flynn (November 2017) und Rick Gates (Februar 2018); sie arbeiten offenbar mit Mueller zusammen.
Am 24. Januar 2018 erklärte Trump seine Bereitschaft, sich von Mueller – auch unter Eid – befragen zu lassen, was seine Rechtsberater später zurücknahmen. Mueller ließ am 16. Februar 2018 dreizehn russische Staatsbürger unter anderem wegen Einflussnahme in den US-Wahlkampf anklagen, ohne einen Bezug zu Trump herzustellen. Der Nationale Sicherheitsberater H. R. McMaster nannte die Belege für Russlands Einmischung „jetzt wirklich unbestreitbar“.
Am 11. April 2018 setzte der US-Senat den Gesetzgebungsprozess in Gang, um eine Entlassung des Sonderermittlers durch den Präsidenten zu erschweren. Im Mai 2018 wurde bekannt, dass ein Spitzel des FBI im Sommer und Herbst 2016 drei Mitarbeiter von Trumps Wahlkampagne insgeheim befragt hatte, was den Zorn Trumps („schlimmer als Watergate“) und eine Untersuchung durch den Kongressabgeordneten Devin Nunes auslöste. Nachdem die Parteispitzen im Kongress über diese Maßnahmen informiert worden waren, bezeichnete sie der Republikaner Trey Gowdy als angemessen; für Trumps Vorwurf, seine Kampagne sei infiltriert worden, gibt es keine Hinweise. Nachdem Trump beim Gipfeltreffen in Helsinki mit Putin im Juli 2018 Zweifel an den Erkenntnissen seiner Nachrichtendienste hatte erkennen lassen, erklärten immer mehr Publizisten, sie seien sich nicht sicher, ob Putin nicht doch etwas gegen Trump in der Hand habe, was laut einer Quinnipiac-Umfrage auch 51 Prozent der Amerikaner vermuteten (aber 70 Prozent der Republikaner nicht glaubten). Der republikanische Kongressabgeordnete Will Hurd schrieb, Trump sei von Putin manipuliert worden.
Roger Stone war für Trump im Wahlkampf tätig und wurde im März 2018 als Zeuge im Zuge der Ermittlungen vorgeladen. Nachdem Stone dabei unter Eid falsch ausgesagt hatte, wurde er im Februar 2020 zu einer Haftstrafe verurteilt und vor Haftantritt von Trump begnadigt.
Im März 2019 legte Sonderermittler Mueller seinen Abschlussbericht vor. Laut einer vierseitigen Zusammenfassung des US-Justizministers William Barr enthielte der Bericht keine Anhaltspunkte, dass es im Wahlkampf 2016 geheime Absprachen zwischen Trumps Lager und Russland gegeben hat. Zwar hätten staatliche russische Akteure versucht, den Wahlkampf zu beeinflussen, doch sei Mueller nicht zu dem Ergebnis gekommen, „dass die Trump-Kampagne oder eine assoziierte Person in diesen Bemühungen mit der russischen Regierung kooperiert oder sich dazu verschworen hat“. In der Frage, ob Trump die Justiz behindert habe, bliebe der Bericht offen und lege „Indizien in beide Richtungen“ vor. Er komme nicht zu dem Schluss, Trump habe ein Verbrechen begangen, entlaste ihn aber auch nicht. Trump nahm dieses Fazit zum Anlass, öffentlich seine „vollständige Entlastung“ zu behaupten. Juristische Analysten schrieben dagegen von einer irreführenden Darstellung der Ermittlungsergebnisse. Mueller beschwerte sich daraufhin bei Barr über dessen „ungenaue“ Zusammenfassung, die zu der „öffentlichen Verwirrung“ beigetragen habe.

### Wahlsieg

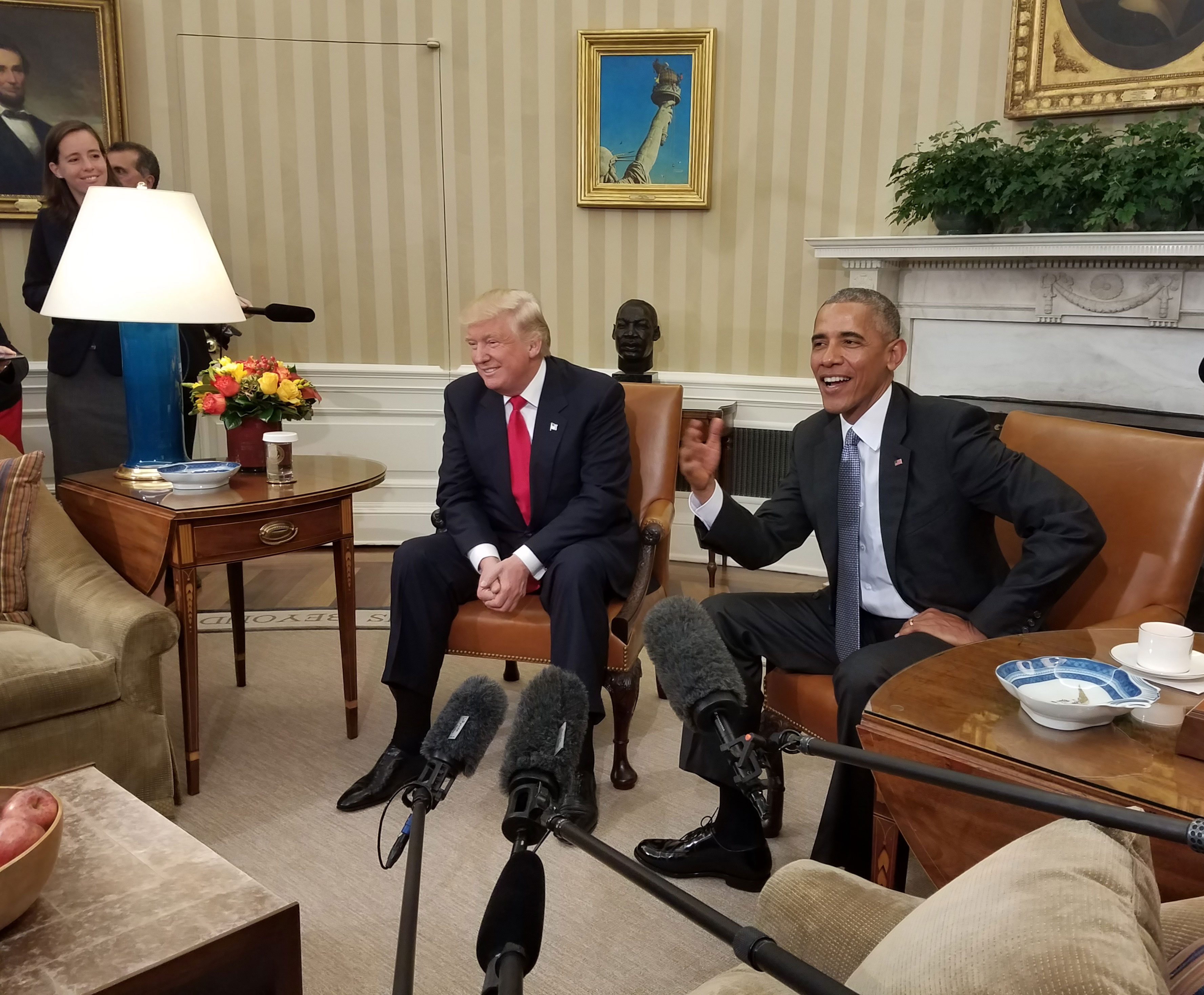
Trump nach seinem Wahlsieg im November 2016, mit dem amtierenden US-Präsidenten Barack Obama im Weißen Haus
(Präsidentschaftsübergang)

Bis zum Wahltag am 8. November 2016 hielten die meisten Beobachter aufgrund aggregierter Umfragen einen knappen Sieg Clintons für wahrscheinlich. Trump konnte allerdings im „Rust Belt“ des Mittleren Westens einige vormals „blaue“ Staaten und wichtige Swing States wie Florida gewinnen. Clinton erhielt mehr Wählerstimmen (48,18 %) als Trump (46,09 %); Trump erhielt aber mehr Wahlmännerstimmen als Clinton. Laut dem Enthüllungsjournalisten Michael Wolff, der sich auf undementierte Aussagen anonym gebliebener Mitarbeiter des Weißen Hauses berief, hatte Trump selbst gar nicht vor, Präsident zu werden, und war am Wahlabend überrascht vom Ergebnis (siehe auch Erklärungen für den unerwarteten Sieg).
Am Abend des Wahltags hielt Trump eine Siegesrede in New York und betonte, er wolle „der Präsident aller Amerikaner“ sein. Proteste gegen die Wahl Donald Trumps wurden unter dem rasch verbreiteten Slogan „Not My President“ („Nicht mein Präsident“) laut. Dabei kam es vereinzelt auch zu gewalttätigen Ausschreitungen von Demonstranten. Die Grünen-Kandidatin Jill Stein beantragte eine Neuauszählung der Stimmen in den Bundesstaaten Wisconsin, Pennsylvania und Michigan. Nur in Wisconsin wurde dem Antrag stattgegeben, die Neuauszählung brachte Clinton keinen Vorteil.
Bei der Abstimmung des Wahlmännerkollegiums am 19. Dezember 2016 gewann Trump die 58. Wahl zum Präsidenten der Vereinigten Staaten mit 304 Wahlmännerstimmen gegenüber 227 für Hillary Clinton („Electoral Vote“).

## Zahlungen an Frauen
Am 8. April 2018 wurden die Räume von Trumps langjährigem Rechtsanwalt Michael Cohen vom FBI durchsucht. Es ging um die Vereinbarung mit der Pornodarstellerin Stormy Daniels, die durch eine Zahlung Cohens in Höhe von 130.000 US-Dollar einige Tage vor der Präsidentschaftswahl 2016 verpflichtet werden sollte, eine frühere angebliche Affäre mit Trump nicht öffentlich zu machen. Experten gehen davon aus, dass dabei auch Dokumente mit Bezug zur Russland-Untersuchung gefunden wurden. Trump bestreitet, eine Affäre mit Stormy Daniels gehabt zu haben. Trumps Antrag, das dabei gefundene Material vor den Ermittlern ansehen zu dürfen, lehnte am 16. April eine Bundesrichterin ab. Am 20. Juli 2018 bestätigte Rudy Giuliani, inzwischen persönlicher Anwalt Trumps, dass Cohen kurz vor der Präsidentschaftswahl eine Unterhaltung mit Trump aufgenommen hatte, in der es um eine – demnach nicht ausgeführte – Zahlung an das Model Karen McDougal geht. McDougal behauptet, ab 2006 eine etwa einjährige Affäre mit Trump eingegangen zu sein, was Trump bis dahin bestritten hatte. Das FBI ermittelt dazu, ob die Zahlungen einen Verstoß gegen Regeln zur Wahlkampffinanzierung darstellen. Am 21. August 2018 erklärte Michael Cohen sich schuldig, die Zahlung an beide auf Veranlassung Trumps im Rahmen des Präsidentschaftswahlkampfs geleistet zu haben. Trump bestreitet dies weiterhin. Sollte Cohens Version zutreffen, hätten sich beide möglicherweise wegen illegaler Wahlkampffinanzierung strafbar gemacht. Daraufhin wurde bekannt, dass die Ermittler dem Leiter von American Media, David Pecker, Straffreiheit zugesichert haben im Gegenzug dafür, dass Pecker über Trumps Kenntnis von den Zahlungen aussagt. Die Zahlung an McDougal war über American Media abgewickelt worden. AP berichtete, der National Enquirer habe viele schädliche Berichte über Trump exklusiv erworben und dann weggeschlossen, um sie nicht öffentlich werden zu lassen. Auch der Chief Financial Officer der Trump Organization, Allen Weisselberg, erhielt für seine Aussage zu Zahlungen durch Cohen Straffreiheit.

## Vorwürfe sexueller Übergriffe
Donald Trump wurde seit den 1970ern von mindestens 26 Frauen öffentlich der Vergewaltigung, sexueller Nötigung und/oder Belästigung beschuldigt. Im Oktober 2019 erschien das Buch All the President’s Women: Donald Trump and the Making of a Predator von Barry Levine und Monique El-Faizy, welches 43 weitere Vorwürfe sexuellen Missbrauchs gegen Trump enthält. Nachdem im Oktober 2016 der Videomitschnitt des Vorlaufs zu einer Fernsehsendung von 2005 öffentlich geworden war, in dem Donald Trump geprahlt hatte, mit Frauen „alles“ tun zu können (siehe Sexismusvorwürfe), erklärten in den folgenden Wochen und Monaten insgesamt 19 Frauen, Trump habe sie sexuell bedrängt. Er hat diese Vorwürfe bestritten. Die frühere Apprentice-Teilnehmerin Summer Zervos reichte im Januar 2017 Klage gegen ihn ein.
Im Herbst 2017 wurde Trumps Verhalten im Rahmen der MeToo-Debatte intensiv diskutiert. Laut einer Umfrage vom Dezember 2017 erklärten 70 Prozent der Amerikaner, der US-Kongress solle deshalb gegen Trump ermitteln (38 Prozent der Republikaner, 86 Prozent der Demokraten). Die republikanische UN-Botschafterin Nikki Haley meinte, die Frauen sollten gehört werden, die demokratische Senatorin Kirsten Gillibrand forderte Trump auf, wegen der Vielzahl glaubwürdiger Vorwürfe zurückzutreten; anderenfalls solle es eine Untersuchung geben. Konsequenzen hatte dies keine.

### Unangekündigte Umkleideraumbesuche bei Schönheitswettbewerben
Trump war von 1996 bis 2015 der Besitzer des Miss Universe-Franchises, zu dem Miss USA und Miss Teen USA gehören. Mehrere ehemalige Miss-USA- und Miss-Teen-USA-Kandidatinnen beschuldigten Trump, in den Jahren 1997, 2000, 2001 und 2006 Umkleideräume betreten zu haben, während die Mädchen und Frauen teilweise unbekleidet waren. Trump hatte diese Tätigkeit bereits 2005 in einem Interview in der Howard Stern Show erwähnt und gesagt, er könne „mit solchen Dingen davonkommen“, weil ihm die Schönheitswettbewerbe gehörten, an denen die Frauen und Mädchen teilnahmen.

### Klagen wegen sexueller Übergriffe
Ivana Trump und Donald Trump heirateten 1977. Während ihres Scheidungsverfahrens 1990 erhob Ivana einen Vergewaltigungsvorwurf, zog diesen Vorwurf später jedoch wieder zurück.
Ein Buch aus dem Jahr 1993, Lost Tycoon. The Many Lives of Donald J. Trump von Harry Hurt III, enthält ein Statement von Ivana zu diesem Vergewaltigungsvorwurf. Sie bestätigte darin, dass sie in einer Zeugenaussage gesagt hatte, ihr Mann habe sie „vergewaltigt“, fügte jedoch hinzu, dass sie nicht wolle, dass diese Worte „im wörtlichen oder strafrechtlichen Sinne“ ausgelegt würden.
Jill Harth gab an, Trump habe mehrfach sexuelle Gewalt gegen sie ausgeübt. Während eines Treffens zusammen mit Trump und ihrem damaligen Partner George Houraney im Dezember 1992 habe Trump versucht, unter dem Tisch seine Hände zwischen ihre Beine zu legen. Im Januar 1993 besuchten Harth und Houraney Trumps Anwesen Mar-a-Lago in Florida für eine Vertragsunterzeichnungsfeier. Laut Harth bot Trump ihr eine Führung an, woraufhin er sie in das leere Schlafzimmer seiner Tochter Ivanka zog. „Ich bewunderte die Dekoration, und plötzlich drückte er mich gegen eine Wand und legte seine Hände überall auf mich. Er versuchte mich zu küssen. Ich bin völlig ausgeflippt.“ (“I was admiring the decoration, and next thing I know he’s pushing me against a wall and has his hands all over me. He was trying to kiss me. I was freaking out.”) Harth gab an, sie habe verzweifelt gegen Trumps Annäherungsversuche protestiert und es schließlich geschafft, aus dem Raum zu fliehen. Sie und ihr Partner verließen das Anwesen, anstatt wie beabsichtigt über Nacht zu bleiben. Nachdem sie sich verlobt hatte, habe Trump begonnen, sie zu stalken. Harth reichte 1997 eine Klage ein, in der sie Trump des nicht einvernehmlichen Anfassens ihres Körpers, darunter ihres Intimbereichs, und „unerbittlicher“ sexueller Belästigung beschuldigte. Die Klage wurde zurückgezogen, nachdem Harths Partner Houraney Trump wegen Vertragsbruchs verklagt hatte; Harth sagte, ihre Klage wegen sexueller Belästigung sei als Teil der Vergleichsbedingungen in diesem Rechtsfall fallengelassen worden. Sie gibt trotzdem weiterhin an, von Trump sexuell missbraucht worden zu sein und obwohl er ihr gegenüber nie gewalttätig gewesen sei, seien seine Handlungen „unerwünscht und aggressiv, sehr sexuell aggressiv“ gewesen.
Zu E. Jean Carroll siehe Prozess ab 2022 wegen Körperverletzung und Verleumdung
Weitere Frauen, die Trump vor Gericht wegen Vergewaltigung, sexueller Nötigung oder sexueller Belästigung verklagt haben, waren (in Klammern ist jeweils das Jahr, in dem der Übergriff stattgefunden haben soll, angegeben) Jane Doe (1994), Summer Zervos (2007) und Alva Johnson (2016).

## Erste Präsidentschaft

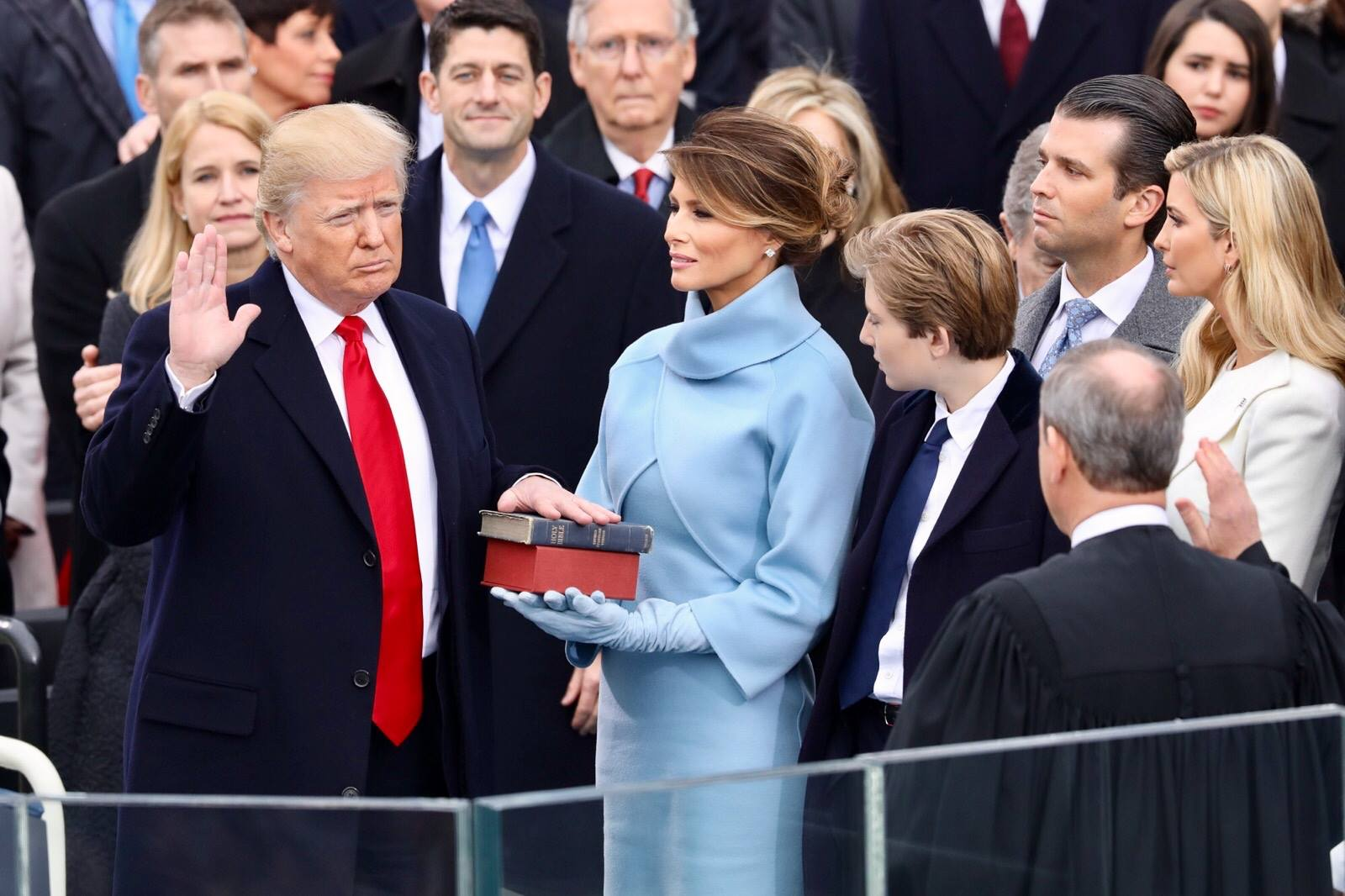
Donald Trump beim Amtseid, wie sein Amtsvorgänger mit der Hand auf der Lincoln-Bibel (sowie seiner eigenen Kinderbibel)

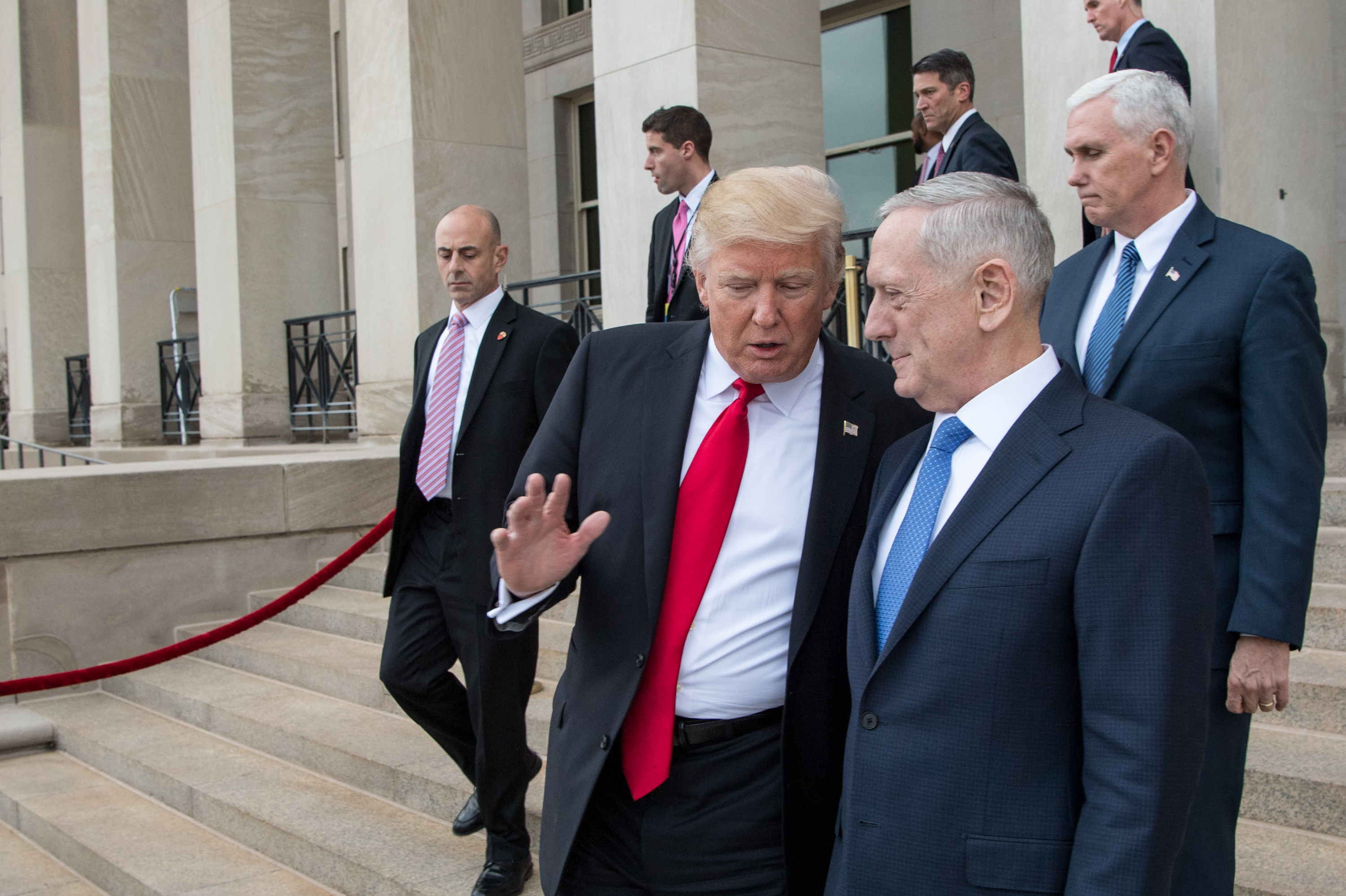
Trump, sein erster Verteidigungsminister James N. Mattis und Mike Pence, Januar 2017

Trump wurde, nach einem vorhergehenden Präsidentschaftsübergang, der nach seiner Wahl begann, am 20. Januar 2017 in das Präsidentenamt eingeführt. Er stellte seine Antrittsrede unter das Motto America First und versprach, die USA wieder stark, wohlhabend, stolz und sicher zu machen und „wieder anfangen zu gewinnen – gewinnen wie nie zuvor“. Er werde die Interessen der USA, insbesondere bei Arbeitsplätzen, über alles andere stellen.
Am Tag seiner Amtseinführung reichte Trump die Unterlagen für die Teilnahme an der Wahl 2020 ein, früher als jeder vorige Amtsinhaber, und begann 2017 mit Wahlkampfveranstaltungen.

### Personal und Verhältnis zu den Eliten
Trumps Personalpolitik war von Beginn an umstritten. Der rechtskonservative Stephen Bannon war bis Sommer 2017 oberster Berater im ersten Kabinett Trump. Kellyanne Conway, die Trumps Wahlkampf geleitet hatte, beriet ihn bis August 2020 vor allem zu Public Relations. Pressesprecher war bis Juli 2017 Sean Spicer, der seit 2011 Sprecher des Republican National Committee gewesen war; ihm folgte Sarah Huckabee Sanders. Trump designierte am 17. Juli 2017 Anthony Scaramucci zum Kommunikationsdirektor des Weißen Hauses, widerrief dies aber zehn Tage später.
Stabschef Reince Priebus wurde im Juli 2017 (auch auf Betreiben von Scaramucci) durch John F. Kelly ersetzt.
Trumps Tochter Ivanka wurde Ende März 2017 „Präsidenten-Assistentin“ ohne Bezüge und mit eigenem Büro im Weißen Haus. Ihren Ehemann Jared Kushner berief Trump zusammen mit seinem Redenschreiber Stephen Miller zum Hauptberater („Senior Advisor“) mit einer Reihe von Sonderaufträgen. Trump schuf Beratergremien wie das Technology Council, das Strategic and Policy Forum und das American Manufacturing Council; diese wurden aber im Lauf des Jahres 2017 aufgelöst.
Dem Kabinett Trump gehörten viele politische Neulinge und Quereinsteiger an, darunter einige Wirtschaftsführer und Generäle, die zusammen ein so großes Privatvermögen haben wie ein Drittel der US-Haushalte. Einige waren früher für die Investmentbank Goldman Sachs tätig.
Am Ende des ersten Amtsjahres hatten 34 Prozent der von Trump eingesetzten Führungspersonen ihre Posten wieder verlassen, mehr als bei allen vorigen ersten Präsidenten-Amtsjahren seit 40 Jahren. Zugleich waren hunderte Spitzenpositionen in der Bundesverwaltung unbesetzt geblieben, während hunderte Beamte die Umweltbehörde EPA und das Außenministerium verlassen hatten. Laut Chuck Todd setzte Trump bei seinen Personalentscheidungen zunehmend auf Fernseherfahrenheit, Konfrontativität und Willfährigkeit.
Im Sommer 2017 wurde das prekäre Verhältnis Trumps zu vielen politischen Entscheidungsträgern des Landes, sowohl innerhalb der Exekutive als auch gegenüber der Legislative, verstärkt thematisiert. Journalisten wie David Frum beschrieben, dass die Regierung zunehmend den Präsidenten umgehe. Der US-Senat verband seine Verschärfung der Russland-Sanktionen (mit 97:2 Stimmen) mit einer Klausel, die dem Präsidenten die Aufhebung oder Aussetzung dieser Sanktionen verbietet. Auf Empfehlung seines Beraterteams übertrug Trump die üblicherweise dem Präsidenten vorbehaltene politische Entscheidung über die US-Truppenstärke in Afghanistan gegen alle Gepflogenheiten an Mattis. Diese Entwicklung wurde so gedeutet, dass Experten den Einfluss von Präsident Trump und seinen hochpolitisierten Vertrauten einzugrenzen versuchten. In Fragen wie der von Trump über Twitter verkündeten, nicht abgesprochenen Verbannung von Transgender-Personen aus dem Militär stellten sich die Joint Chiefs of Staff öffentlich gegen Trumps Linie, was laut dem Juraprofessor Jack Goldsmith immer häufiger vorkomme und die Hilflosigkeit des Weißen Hauses demonstriere. Niemals zuvor sei ein Präsident von seinen eigenen Leuten so häufig ignoriert oder ihm öffentlich widersprochen worden.

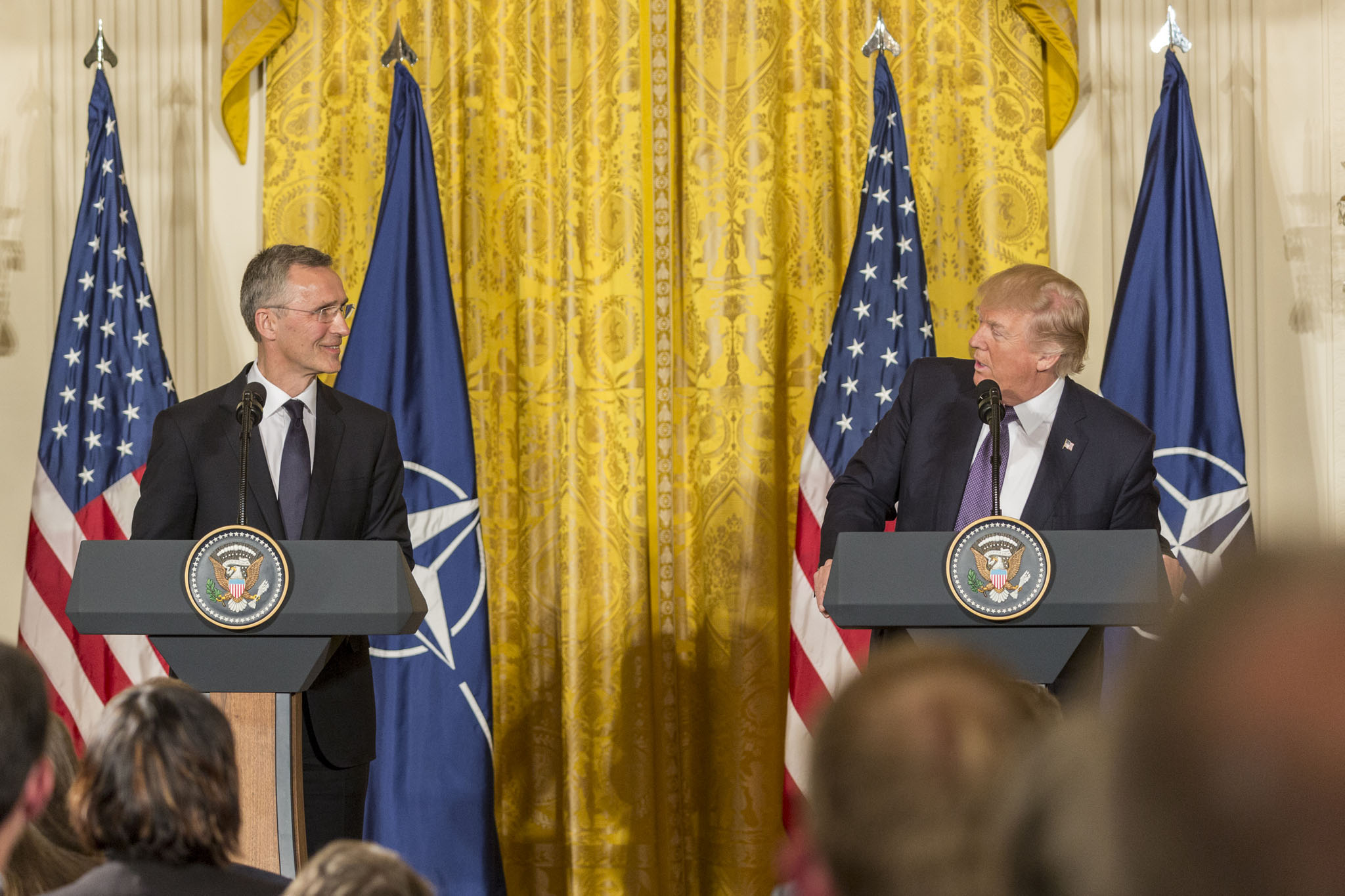
Trump mit NATO-Generalsekretär Jens Stoltenberg im April 2017

Vor Trumps erster großer Auslandsreise Ende Mai 2017 hatte sich laut Politico unter internationalen Diplomaten angesichts der Skandale und der chaotischen Unprofessionalität der Regierung Trump die Ansicht durchgesetzt, dass Trump ein „volatiler Clown“ mit kurzer Aufmerksamkeitsspanne sei, der eingehegt werden müsse. So wurde der geplante NATO-Gipfel zum Treffen herabgestuft und die jeweilige Redezeit auf zwei bis vier Minuten begrenzt. Einige internationale Spitzenpolitiker machten sich öffentlich über Trump lustig. Im August 2017 wurden Gesprächsprotokolle der Antrittstelefonate Trumps mit dem mexikanischen Präsidenten und dem australischen Premierminister geleakt, in denen Trump Enrique Peña Nieto bedrängte, sich nicht mehr öffentlich zur Frage einer Mauer zwischen beiden Ländern zu äußern, da Trump dies politisch schade, und in dem Malcolm Turnbull es trotz mehrfacher Versuche nicht vermochte, Trump die bilaterale Regelung zur Aufnahme von illegal Eingewanderten zu erklären.
Trump entließ seinen Stabschef Reince Priebus Ende Juli 2017, was als Kollaps des parteinahen Establishment-Flügels in Trumps Regierung und – nach der gerade gescheiterten Abschaffung von Obamacare – als Kampfansage des Präsidenten an seine eigene Partei im Kongress gedeutet wurde. Daraufhin wurde die Organisation im Weißen Haus als chaotisch und dysfunktional kritisiert. Trump, so etwa ein Editorial des Wall Street Journal, fördere rivalisierende Faktionen innerhalb des eigenen Teams und sei damit auf dem Weg, seine Präsidentschaft in Richtung der (allgemein als gescheitert betrachteten) von Richard Nixon und Jimmy Carter zu bewegen. Goldsmith bezeichnete Trumps Weißes Haus im Juli 2017 als intern zersplittert wie noch keines zuvor.
Mitte August 2017 lenkte ein junger Neonazi nach einem Aufmarsch von Rechtsextremen in Charlotteville vorsätzlich sein Auto in eine Gruppe von Gegendemonstranten. Er tötete dadurch eine 32-Jährige und verletzte 19 Menschen.
Trump erklärte zur Empörung weiter Teile der Öffentlichkeit, beide Seiten seien für die Eskalation verantwortlich und es gebe auf beiden Seiten gute Leute. Trump reagierte auf die Kritik, indem er laut ABC News zunehmend eine nativistische, rassistisch aufgeladene Sprache benutzte und etwa die Entfernung von Denkmalen für Konföderierte – die im amerikanischen Bürgerkrieg die Sklaverei verteidigt hatten – als Angriff auf Geschichte und Kultur der USA bezeichnete. Zudem wiederholte Trump nach dem mutmaßlich islamistischen Terroranschlag in Barcelona am 17. August 2017 die seit langem widerlegte Behauptung, der US-General John J. Pershing habe 1911 Muslime mit in Schweineblut getränkten Patronen erschießen lassen, und suggerierte, diese Maßnahme habe den islamistischen Terrorismus für Jahrzehnte besiegt. Die Unterstützung für Trump unter politischen Entscheidungsträgern schwand daraufhin noch weiter; der bis dahin loyale republikanische Senator Bob Corker hielt Trump etwa vor, er habe bisher weder die nötige Stabilität noch Kompetenz gezeigt, die ein US-Präsident haben müsse.
Eine vom Demokraten Al Green eingeleitete Abstimmung zur Einleitung eines Amtsenthebungsverfahrens, weil Trump „Hass und Feindseligkeit“ schüre, scheiterte am 6. Dezember 2017 mit 58 zu 364 Stimmen im Repräsentantenhaus. Nachdem die Republikaner im Dezember im Kongress eine große Steuerreform mit breiter Absenkung der nominalen Steuersätze beschlossen und damit das erste große legislative Projekt Trumps (das vor allem Superreichen zugutekam) umgesetzt hatten, zeigten sich die Kongressabgeordneten seiner Partei zufrieden mit ihm.
Die Republikaner haben, maßgeblich auf Betreiben des republikanischen Mehrheitsführers im Senat Mitch McConnell, während Trumps Amtszeit mehr als 250 Richter an Bundesgerichte berufen. Laut Politico traf Trump 2017 viele politische Richtungsentscheidungen, die seine Partei seit Langem verfolgt hatte, darunter einen außen- und umweltpolitischen Kurswechsel und die Besetzung vieler Richterstellen durch Konservative. Vor den Halbzeitwahlen 2018 setzte sich Trump als unumstrittener Anführer seiner Partei durch – mit Beliebtheitswerten bei Republikanern um 90 Prozent, die vor ihm nur George W. Bush nach dem 11. September genossen hatte, Loyalitätserklärungen der meisten Kandidaten seiner Partei und dem Vorwahlsieg fast aller von Trump unterstützten Kandidaten. Dagegen beobachtete die Washington Post, dass Trump den zeremoniellen Traditionen seines Amtes häufig nicht nachkomme und wie ein Paria wirke, nachdem er weder zur Hochzeit von Prinz Harry und Meghan Markle noch zu den Beerdigungen von Barbara Bush und John McCain eingeladen worden war.
Am 7. Juli 2019 veröffentlichte die britische Zeitung Daily Mail Auszüge aus E-Mails des britischen Botschafters in Washington, Kim Darroch, die nicht für die Öffentlichkeit bestimmt waren. Er habe keine Hoffnung, dass die Trump-Regierung mit der Zeit „wesentlich normaler, weniger dysfunktional, weniger unberechenbar, weniger zerstritten und weniger diplomatisch ungeschickt und unbeholfen“ werden würde. Auf Trump bezogen riet der Botschafter, dass man, um zu ihm durchzudringen, seine „Argumente in einfacher Form, direkt grob“ vorbringen müsse („simple, even blunt“). Die Medienberichte über „heftige Fraktionskämpfe und Chaos“ im Weißen Haus „entsprächen überwiegend der Wahrheit“ und hinsichtlich der Vorwürfe einer Zusammenarbeit von Trumps Wahlkampfteam mit Russland sei „das Schlimmste nicht auszuschließen“.
Während seiner Präsidentschaft hat Trump (Stand Juli 2020) durchschnittlich mehr Botschafterposten an Wahlkampf-Spender anstatt an ausgebildete Diplomaten vergeben als seine Vorgänger.

### Außen- und Sicherheitspolitik
Als Hauptelemente seiner Außenpolitik bezeichnete Trump amerikanische Interessen und die nationale Sicherheit. Der Sieg über den Islamischen Staat (IS) und andere islamistische Terrorgruppen habe die oberste Priorität. Noch am Tag seiner Amtseinführung entließ Trump fristlos etwa 80 US-Botschafter. Zur Leitlinie seiner Außenpolitik erklärte Trump „America First“: Die Interessen des amerikanischen Volkes und der Sicherheit Amerikas sollten allen Bedürfnissen anderer Nationen übergeordnet werden. Trump bezeichnete Israel als Freund der Vereinigten Staaten; Israel sei als einzige echte Demokratie im Nahen Osten eine Kraft der Gerechtigkeit und des Friedens dort. Iran hingegen sei von Obama zu gut behandelt worden und in den letzten Jahren erstarkt. Am 6. Dezember 2017 verkündete Trump die Anerkennung Jerusalems als Hauptstadt Israels; die US-Botschaft in Israel werde in einem mehrjährigen Prozess dorthin verlegt werden. Einige Staaten, insbesondere Palästina und die Türkei, kritisierten diese Parteinahme für Israel.
Am 7. April 2017 ließ Trump in einer Abkehr von seiner bisherigen Zurückhaltung im syrischen Bürgerkrieg 60 Tomahawk-Marschflugkörper nach Syrien abfeuern, wodurch offenbar mehr als zehn Menschen getötet wurden (Luftangriff auf den Militärflugplatz asch-Schaʿirat). Diese Intervention steht in der Tradition gezielter Luftschläge durch US-Präsidenten und wurde von vielen westlichen Spitzenpolitikern gutgeheißen, obwohl keine Zustimmung des US-Kongresses vorlag.
Trumps erste große Auslandsreise führte Ende Mai 2017 in den Nahen Osten und nach Europa. Als erster US-Präsident seit Jimmy Carter besuchte Trump nicht zuerst ein Nachbarland. Er unterzeichnete Waffengeschäfte mit der saudischen Regierung, ohne deren Menschenrechtsverletzungen anzusprechen, und bot eine vertiefte Sicherheitspartnerschaft zur Bekämpfung des Terrorismus und Irans an. Im Gegenzug gebe er keine Ratschläge zur inneren Verfasstheit der muslimischen Staaten der Region. Seine Vorgänger George W. Bush und Barack Obama hatten stets Demokratisierung und rechtsstaatliche Reformen angemahnt. Bei den Treffen mit den europäischen Verbündeten zeigte Trump Distanz. Er unterließ es im NATO-Hauptquartier in Brüssel, die Beistandspflicht der NATO-Mitglieder zu bekräftigen, und belehrte die übrigen Staatschefs über ihre Zahlungsverpflichtungen. Beim G7-Gipfel in Taormina blockierte Trump gegen alle anderen Regierungschefs Einigungen in Klimapolitik und Flüchtlingspolitik.
Der seit Jahren schwelende Konflikt der USA mit dem nordkoreanischen Regime Kim Jong-uns eskalierte zunächst unter Trump. Nachdem Nordkorea möglicherweise die Fähigkeit erreicht hatte, Interkontinentalraketen auf amerikanisches Territorium zu feuern, drohte Trump im August 2017 mit einem Erstschlag. 2018 entspannte sich der Konflikt; Kim zeigte sich nach Gesprächen mit Trump-Mitarbeitern wie Mike Pompeo gesprächsbereit. Am 30. April 2018 wünschte der südkoreanische Präsident Moon Jae-in Trump den Friedensnobelpreis für dessen Bemühungen. Am 12. Juni 2018 vereinbarten Trump und Kim bei ihrem Gipfeltreffen in Singapur eine Denuklearisierung der koreanischen Halbinsel gegen das Versprechen von Prosperität und einem Ende der Militärübungen der USA mit Südkorea, ohne konkrete Schritte oder einen Zeitplan zu vereinbaren. Die Sanktionen gegen Nordkorea bleiben bestehen. Ein weiteres Gipfeltreffen in Hanoi im Februar 2019 blieb ergebnislos. Am 30. Juni 2019 traf Trump während eines Südkorea-Besuchs spontan Kim Jong-un an der innerkoreanischen Grenze bei Panmunjeom und betrat dabei als erster amtierender US-Präsident nordkoreanischen Boden.
Im Dezember 2017 stimmte Trump einer Waffenlieferung an die Ukraine zu, in der auch Panzerabwehrraketen des Typs Javelin enthalten sind. Trumps Vorgänger Obama hatte einen solchen Schritt abgelehnt.
Am 8. Mai 2018 kündigte Trump an, die USA würden sich aus dem Atomabkommen mit Iran zurückziehen. Er wolle die Sanktionen gegen Iran wieder in Kraft setzen.
Am 6. Oktober 2019 teilte Trump, entgegen dem Rat von Vertretern seines eigenen Verteidigungsministeriums und seines Außenministeriums, dem türkischen Staatspräsidenten Erdoğan telefonisch seine Billigung des Einmarsches der Türkei in Nordsyrien mit.
Am 27. Oktober 2019 vermeldete Trump den Tod des Anführers der Terrororganisation Islamischer Staat, Abu Bakr al-Baghdadi. Dieser hatte bei einer Operation von US-Spezialeinheiten im nordwestsyrischen Barischa Suizid begangen, um der Festnahme zu entgehen.
Zum Ende seiner Amtszeit erhöhte Trump die Spannungen zu China. So verordnete das Außenministerium im Juli 2020 die Schließung des chinesischen Konsulats in Houston, während das Weiße Haus Sanktionen gegen einige hochrangige chinesische Offizielle verkündete. Angesichts chinesischer Gegenmaßnahmen unter Xi Jinping befürchteten Beobachter eine Verschlechterung der chinesisch-amerikanischen Beziehungen.
Carl Bernstein, als Watergate-Enthüller berühmt geworden, sprach 2020 im Auftrag des Senders CNN mit Dutzenden aktiven und ehemaligen Mitarbeitern des Weißen Hauses, die Trumps Telefonate mithören oder nachträglich lesen durften. Darunter waren frühere Außenminister, Verteidigungsminister und Stabschefs des Weißen Hauses. Das Fazit: „In Hunderten Telefongesprächen mit Regierungschefs war der Präsident nicht in der Lage, außenpolitische Beziehungen kompetent zu pflegen.“. Trump sei häufig schlecht vorbereitet gewesen und habe wichtige Positionen der USA einfach aufgegeben. Er lasse sich von „starken Männern“ sehr beeindrucken, ja erscheine geradezu devot. Bei Telefonaten mit Putin habe er fast sklavisch dessen Anerkennung gesucht. Er gehe insbesondere mit weiblichen Staats- und Regierungschefs am Telefon rüpelhaft um, besonders mit Bundeskanzlerin Merkel.
Trump erhöhte die Anzahl von US-amerikanischen Drohnenangriffen im Vergleich zu seinem Vorgänger Obama deutlich. Insgesamt wurden in Trumps ersten zwei Amtsjahren mehr Drohnenangriffe durchgeführt als in Obamas acht Jahren insgesamt. Zugleich verbot Trump dem US-Militär, die Anzahl der Zivilisten, die außerhalb von Gefechtszonen durch US-amerikanische Drohnenangriffe getötet wurden, zu veröffentlichen – Obama hatte solche Veröffentlichungen seinerzeit vorgeschrieben.
Ende 2020, nach dem Wahlsieg Joe Bidens, beschloss das US-Repräsentantenhaus ein Gesetzespaket für den Verteidigungshaushalt. Trump legte dagegen ein Veto ein; dieses wurde vom US-Senat im Januar 2021 mit der nötigen Zweidrittelmehrheit abgewiesen, was erstmals in Trumps Präsidentschaft geschah. Mit dem 740-Milliarden-Dollar umfassenden Gesetzespaket stoppte der US-Kongress den von Trump geplanten massiven Abzug von US-Soldaten aus Afghanistan, Deutschland und Südkorea.
Kurz vor Ende seiner Amtszeit beschloss Trump, die Huthi-Rebellen im Jemen als Terrororganisation einzustufen. Damit einhergehende Sanktionen für Geschäfte mit den Huthi erschwerten die Auslandsüberweisungen und Lebensmittellieferungen an die jemenitische Bevölkerung, deren Armut bzw. Hungersnot spätestens mit der Militärintervention im Jemen begann.

### Innenpolitik

#### Gesundheit
Mit Tom Price ernannte Trump einen Gegner von Präsident Obamas grundlegender Gesundheitsreform (Obamacare) zum Gesundheitsminister. Den Großteil des Jahres 2017 verbrachten die Republikaner in beiden Kammern des Kongresses damit, auf eine Abschaffung des Bundesgesetzes hinzuarbeiten. Die teilweise von Trump offensiv unterstützten, ganz unterschiedlichen Gesetzesvorschläge scheiterten aber an der internen Uneinigkeit innerhalb der Partei. Die hauptsächlich von Trump vorgeschlagene Reform hätte 24 Millionen Amerikanern den Gesundheitsschutz genommen, insbesondere älteren Bürgern.
2018 löste Trump das von seinem Vorgänger Obama eingerichtete Krisenteam zur Pandemiebekämpfung auf und schlug eine Kürzung des Etats der US-Gesundheitsbehörde CDC vor. Die Auflösung des Krisenteams und der vorbereiteten Pandemiepläne wurden später mitverantwortlich für die schlechte Reaktion der USA auf die COVID-19-Pandemie gemacht.
Trump wurde Anfang Januar 2020 vom National Security Council (NSC) auf die Gefahr einer großen Pandemie hingewiesen; ebenso Ende Januar von seinem Wirtschaftsberater Peter Navarro und von Gesundheitsminister Alex Azar. Trump blieb aber fast untätig. Im September gab Trump zu, die Corona-Gefahr 2020 bewusst heruntergespielt zu haben. Tonbandmitschnitte von Trump-Interviews belegen dies.

#### Justiz, Immigration und Rassismus

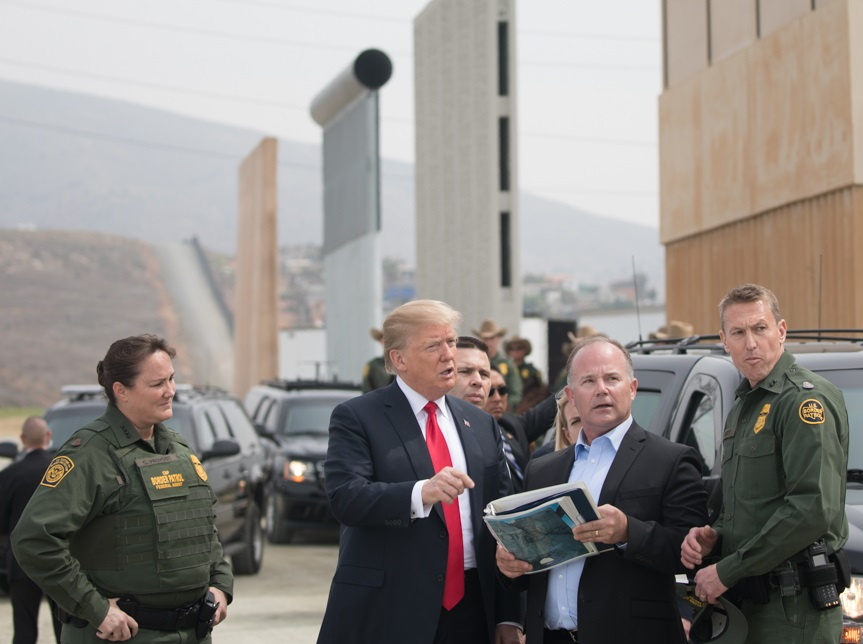
Trump besichtigt Prototypen einer Grenzmauer in San Diego, Kalifornien. März 2018

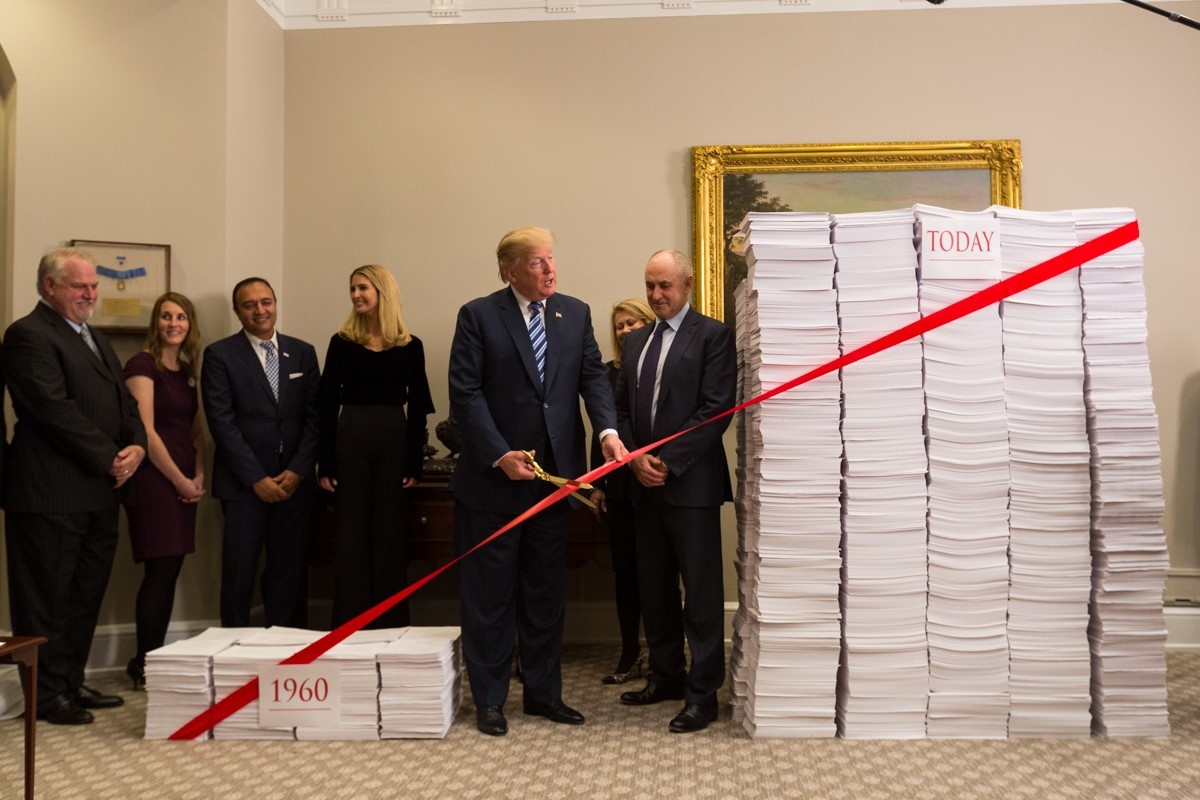
Trump veranschaulicht den Gesetzestext zwischen 1960 und 2017 und kritisiert dies als Überregulierung.

Trump kündigte eine bessere Strafverfolgung an („Law and Order“) und stellte Pläne für eine Grenzmauer zu Mexiko vor, ein zentrales Wahlkampfversprechen, um illegale Einwanderung zu stoppen. Sein Stopp der Finanzhilfen für Sanctuary Cities wurde gerichtlich untersagt; im ersten Jahr der Präsidentschaft sank die Zahl illegal Eingewanderter deutlich. Mit der Executive Order 13769 verfügte Trump am 27. Januar 2017 für Staatsangehörige von sieben Ländern mit mehrheitlich muslimischer Bevölkerung ein 90-tägiges Einreiseverbot, das mehrere Bundesrichter aussetzen ließen. Auch die am 6. März 2017 erlassene, neu formulierte und entschärfte Executive Order 13780 wurde gerichtlich ausgesetzt. Der Supreme Court setzte Teile des Einreiseverbots im Juni und Dezember 2017 vorläufig in Kraft.
Während er die USA gegen Asylbewerber abzuschotten versuchte, instrumentalisierte Trump auch die Flüchtlingskrise ab 2015 in Deutschland. So behauptete er in einem Tweet am 18. Juni 2018 wahrheitswidrig, die Kriminalität in Deutschland sei angestiegen und die Bevölkerung wende sich gegen die Regierung.
Die Hasskriminalität nahm nach der Wahl Trumps stark zu, nachdem sie bereits seit Beginn des Vorwahlkampfs 2015 gestiegen war. Auch im Jahr 2017 blieb das Niveau trotz Rückgangs über dem bis zur Wahl 2016, was viele Beobachter mit Trumps chauvinistischer und konfrontativer Politik in Beziehung gesetzt haben.
Am 11. Januar 2018 stellte Trump bei einem Treffen mit Demokraten und Republikanern zu einer Einwanderungsreform Medienberichten zufolge die Frage „Warum kommen immer noch Leute aus Drecksloch-Staaten zu uns?“. 54 afrikanische Staaten forderten über ihre Botschafter bei den Vereinten Nationen in New York eine Entschuldigung. Trump dementierte die Äußerung, woraufhin der demokratische Senator Dick Durbin die Berichte als korrekt bezeichnete.
Im Juli 2019 äußerte sich Trump herablassend über die mehrheitlich von Afroamerikanern bewohnte Stadt Baltimore, die teilweise zum Wahlbezirk des afroamerikanischen Abgeordneten und Trump-Kritikers Elijah Cummings gehörte. Dessen Wahlkreis sei „ein widerliches, von Ratten und Nagern befallenes Drecksloch“, der „schlimmste“ und „gefährlichste“ Ort der USA. Diese Aussage wurde von der demokratischen Vorsitzenden des Abgeordnetenhauses Nancy Pelosi als rassistisch kritisiert, und der afroamerikanische demokratische Bürgermeister von Baltimore Jack Young bezeichnete Trumps Rhetorik als „schmerzlich und gefährlich“ sowie „völlig unannehmbar“.
Von Sommer 2017 bis einschließlich 2019 wurden im Rahmen einer Nulltoleranzstrategie tausende Asylbewerberfamilien in Auffanglagern voneinander getrennt, obwohl Präsident Trump im Juni 2018 das Ende der Nulltoleranzstrategie angekündigt hatte. So wurden von Juni 2018 bis Herbst 2019 / Anfang 2020 noch etwa 1100 Familien voneinander getrennt. Im Juni 2019 kam es zum Rücktritt von John Sanders, dem Verantwortlichen in der Trump-Administration für die Lager. Bis Januar 2020 waren nach Regierungsangaben seit Beginn von Trumps Präsidentschaft 4368 Minderjährige von ihren Eltern getrennt worden. Laut einer Mitteilung der ACLU waren Eltern von 545 Migrantenkindern, die im Jahr 2017 im Zuge der US-Einwanderungspolitik voneinander getrennt wurden, auch im Oktober 2020 nicht mehr auffindbar.
Nachdem Trump im Juni 2020 eine unter der Präsidentschaft Barack Obamas geschaffene Regelung zum Schutz von Transpersonen vor Diskriminierung zurückgenommen hatte, befand der Oberste Gerichtshof der Vereinigten Staaten, eine Diskriminierung von Mitarbeitern wegen deren sexueller Orientierung und Geschlecht sei rechtswidrig.
Nach 17-jähriger Pause bei Hinrichtungen nach Bundesrecht ordnete Justizminister William Barr am 25. Juli 2019 deren Wiederaufnahme an. Mit Beginn im Juli 2020 wurde an zehn Personen im Jahr 2020 die Todesstrafe nach Bundesrecht vollstreckt – so viele Hinrichtungen pro Jahr auf Bundesebene hatte es seit dem Jahr 1896 nicht gegeben.
Anfang September 2020, d. h. inmitten landesweiter Proteste gegen Rassismus (wie durch die Black-Lives-Matter-Bewegung oder Proteste gegen Rassismus in der National Football League), wies Trump staatliche Stellen an, Mitarbeitende nicht mehr an Anti-Rassismus-Trainings teilnehmen zu lassen, weil sie „unamerikanische Propaganda“ seien. Trump nannte Maßnahmen gegen systemischen Rassismus spalterisch.
Im Oktober 2020 verfügte die Trump-Administration einen mit Schedule F bezeichneten Erlass, der vorsah, tausende von Bundesbedienstete zu politischen Beamten zu erklären. Dies ermöglichte – bei angeblichem illoyalen Verhalten – die sofortige Entlassung aus dem öffentlichen Dienst. Im Januar 2021 hob die Biden-Administration – zwei Tage nach Amtsantritt – den Erlass auf. In einer zweiten Amtszeit beabsichtigt Trump, Schedule F erneut zu erlassen.

#### Bildung
Trump sprach sich im September 2020 dafür aus, „patriotische Bildung“ zu fördern. Damit wendet er sich gegen eine angebliche Indoktrination von Schülern, die sich für ihr „Weißsein“ schämen müssten. Durch einen Präsidentenerlass bildete Trump ein „Gremium für patriotische Bildung“ mit dem Namen 1776 Kommission. Dieses solle Pädagogen ermuntern, über „das Wunder der amerikanischen Geschichte“ und die Liebe zu Amerika zu lehren.

#### Wahlrecht
Einen Ende März 2020 – die Wählerregistrierung und Briefwahl erleichternden – von den Republikanern abgelehnten Reformentwurf der Demokraten kommentierte er mit: „Die hatten da ein paar wirklich verrückte Sachen drin. Da hatten die Ausmaße des Wählens drin, wenn man dem je zustimmen würde, würde kein Republikaner in diesem Land je wieder Wahlen gewinnen.“

#### Umwelt und Energie
Drei Schlüsselpositionen in seinem Kabinett besetzte Trump mit Gegnern aktiver Klimapolitik und Vertretern der Ölindustrie (siehe Klimawandelleugnung), nämlich dem Energieminister Rick Perry, dem Leiter der Umweltbehörde EPA Scott Pruitt (zurückgetreten am 5. Juli 2018) und dem Außenminister Rex Tillerson, der bis dahin Chef des Mineralöl-Konzerns ExxonMobil gewesen war (entlassen am 13. März 2018).
In der Energiepolitik will Trump Ressourcen maximal nutzen und das Land unabhängig von ausländischem Öl machen. Trump ließ 2017 den Weiterbau mehrerer Öl-Pipelines anordnen, die unter Obama wegen Umweltbedenken ausgesetzt waren. Am 1. Juni 2017 zog Trump die USA aus dem von Obama 2015 mitbeschlossenen Übereinkommen von Paris zum Klimaschutz zurück, das fast alle Staaten unterzeichnet hatten. Die weltweite Reaktion war überwiegend sehr kritisch.
Im Dezember 2017 reduzierte Trump per Presidential Proclamation die Flächengröße des Bears Ears National Monument von 1.351.849 Acres auf 201.876 Acres (minus 85 Prozent) und des Grand Staircase-Escalante National Monument von 1.880.461 Acres auf 1.003.863 Acres (minus 47 Prozent).
Mitte Oktober 2018, nach dem Hurrikan Michael, rückte er von seiner Behauptung ab, der Klimawandel wäre ein Hoax. Stattdessen behauptete er, der Klimawandel sei zyklisch und nicht menschengemacht.

#### Wirtschaft
Trumps Wirtschaftspolitik gilt als deregulierend, isolationistisch und protektionistisch. Neue Arbeitsplätze und ein anhaltendes Wirtschaftswachstum sollen durch eine die Sätze insbesondere für Großunternehmen absenkende Steuerreform geschaffen werden, die Mitte Dezember 2017 vom Kongress beschlossen wurde.
Trump hatte im Wahlkampf angekündigt, den Freihandel zu begrenzen und amerikanische Unternehmen zu verpflichten, im Inland zu produzieren. Peter Navarro, den Trump zum Direktor eines Nationalen Handelsrats im Weißen Haus ernannte, wandte sich unter anderem gegen die chinesische Handelspolitik und vermeintliche Währungsmanipulationen sowie den deutschen Handelsbilanzüberschuss. Trump machte Deutschland wiederholt als Verursacher des US-amerikanischen Handelsdefizits aus und drohte unter anderem mit Zöllen gegen deutsche Automobilhersteller. Wie im Wahlkampf angekündigt, zogen sich die USA aus dem Freihandelsabkommen zur Transpazifischen Partnerschaft (TPP) zurück und kündigten Neuverhandlungen zum Nordamerikanischen Freihandelsabkommen (NAFTA) an. Der Austritt der USA aus NAFTA während Trumps erster Amtszeit wurde laut dem renommierten Journalisten Bob Woodward nur dadurch verhindert, dass Gary Cohn (Trumps oberster Wirtschaftsberater) den entsprechenden Austrittserlass vom Schreibtisch des Präsidenten im Oval Office nahm und darauf hoffte, dass Trump das Papier einfach vergessen würde.
Im vierten Quartal 2017 stieg das Leistungsbilanzdefizit der USA auf den höchsten Stand seit neun Jahren. Im ersten Quartal 2018 stieg es wegen höherer Importe auf 124,1 Milliarden US-Dollar (+ 6,9 zum Vorjahresquartal). Das Defizit entsprach 2,5 Prozent des Bruttoinlandsprodukts.
Die Washington Post stufte Trumps Behauptung, die USA „verlören“ durch ihr Handelsbilanzdefizit jährlich hunderte Milliarden Dollar, als eine seiner größten, am häufigsten wiederholten Lügen ein. Tatsächlich verlören Staaten durch Leistungsbilanzdefizite kein Geld, sie bedeuteten lediglich, dass Bürger des einen Staates mehr Interesse an Gütern des anderen Staates hätten als umgekehrt.

### Finanzielle, rechtliche und ethische Aspekte
Vor seinem Amtsantritt hatte Trump angekündigt, seinen Konzern in eine Treuhandgesellschaft umzuwandeln, die von seinen Söhnen Don und Eric geleitet werden sollte. Das wurde jedoch nicht konsequent vollzogen, und es stellte sich heraus, dass er weiterhin Einblick in die Geschäftsberichte hat und jederzeit auf die Profite zugreifen kann. Auch die Ankündigung, die Trump Organization werde während seiner Amtszeit keine Auslandsgeschäfte mehr tätigen, wurde nicht eingehalten. Dies ließ Sorgen über politische, nationale und wirtschaftliche Interessenkonflikte aufkommen, die zu mehreren Klagen gegen Trump führten (Näheres bei Donald Trumps Präsidentschaft 2017–2021 – Vorwurf mangelnder Trennung vom Unternehmen). Ein Beispiel für einen Interessenkonflikt war seine Steuerreform, von der er selbst sagte, sie würde ihn persönlich viel Geld kosten, während er nach Schätzungen von Experten Millionen einsparte.
Gegen die Gepflogenheiten und sein Wahlkampfversprechen veröffentlichte Trump auch nach seinem Amtsantritt seine Einkommenssteuererklärung nicht. Für Kritik sorgten auch Kosten von Trumps Kabinettsmitgliedern wegen teurer Flüge und anderer Aufwendungen. Seit Beginn der Präsidentschaft hält sich Trump fast ein Drittel aller Tage auf seinen privaten Anwesen auf. Zum einen verursacht Trump dabei hohe Transport- und Personenschutz-Kosten des Secret Service, zum anderen verdient sein Hotellerie-Unternehmen an eben jenen Kosten, da die Personenschützer des Secret Service auch in denselben Hotels zu übernachten haben. Die Kosten der Trumps für den Steuerzahler wurden schon häufig aufgeschlüsselt und bemängelt.
An den Wochenenden hielt er sich während seiner Präsidentschaft häufig auf seinem Privatanwesen Mar-a-Lago in Florida auf, anstatt, wie für US-Präsidenten üblich, auf dem dafür vorgesehenen und vorgehaltenen Camp David. Sein Hobby Golf übte er deutlich häufiger aus als sein Vorgänger Obama, obwohl er diesen fürs Golfen kritisiert hatte.
Verstoß gegen Presidential Records Act
Laut dem Presidential Records Act müssen Dokumente des Präsidenten aufbewahrt und nach Ende der Amtszeit dem Nationalarchiv übergeben werden. Trump hatte noch als Präsident wiederholt Dokumente zerrissen, die später durch Mitarbeiter des Weißen Hauses wieder zusammengeklebt wurden. Auch wurden Dokumente gefunden, welche eine Toilette im Weißen Haus verstopft hatten. Im Februar 2022 wurde bekannt, dass Trump vermutlich widerrechtlich in großem Umfang Unterlagen aus dem Weißen Haus in sein Privatanwesen Mar-a-Lago im Bundesstaat Florida mitgenommen hatte. Darunter sollen sich laut Presseangaben als geheim eingestuftes Material und Briefe von Barack Obama und Kim Jong-un befunden haben. Nach Verhandlungen mit dem Nationalarchiv übergab Trump schließlich 15 Kisten mit Dokumenten. Als das Nationalarchiv in den zurückgegebenen Akten als geheim eingestufte Dokumente fand, informierte es das Justizministerium, welches eine Untersuchung wegen einer möglichen Verletzung des Presidential Records Acts einleitete. In der Folge kam es im August 2022 zu einer in der Geschichte der Vereinigten Staaten beispiellosen Durchsuchung des Privatgeländes eines ehemaligen Präsidenten durch das FBI. Dabei wurden mehrere Kisten Material beschlagnahmt. Das FBI suchte unter anderem nach Geheimdokumenten, die sich auf die Nuklearbewaffnung der USA beziehen. Die Durchsuchung wurde vom Justizminister Merrick Garland genehmigt.

### Zweifel an der Amtsfähigkeit

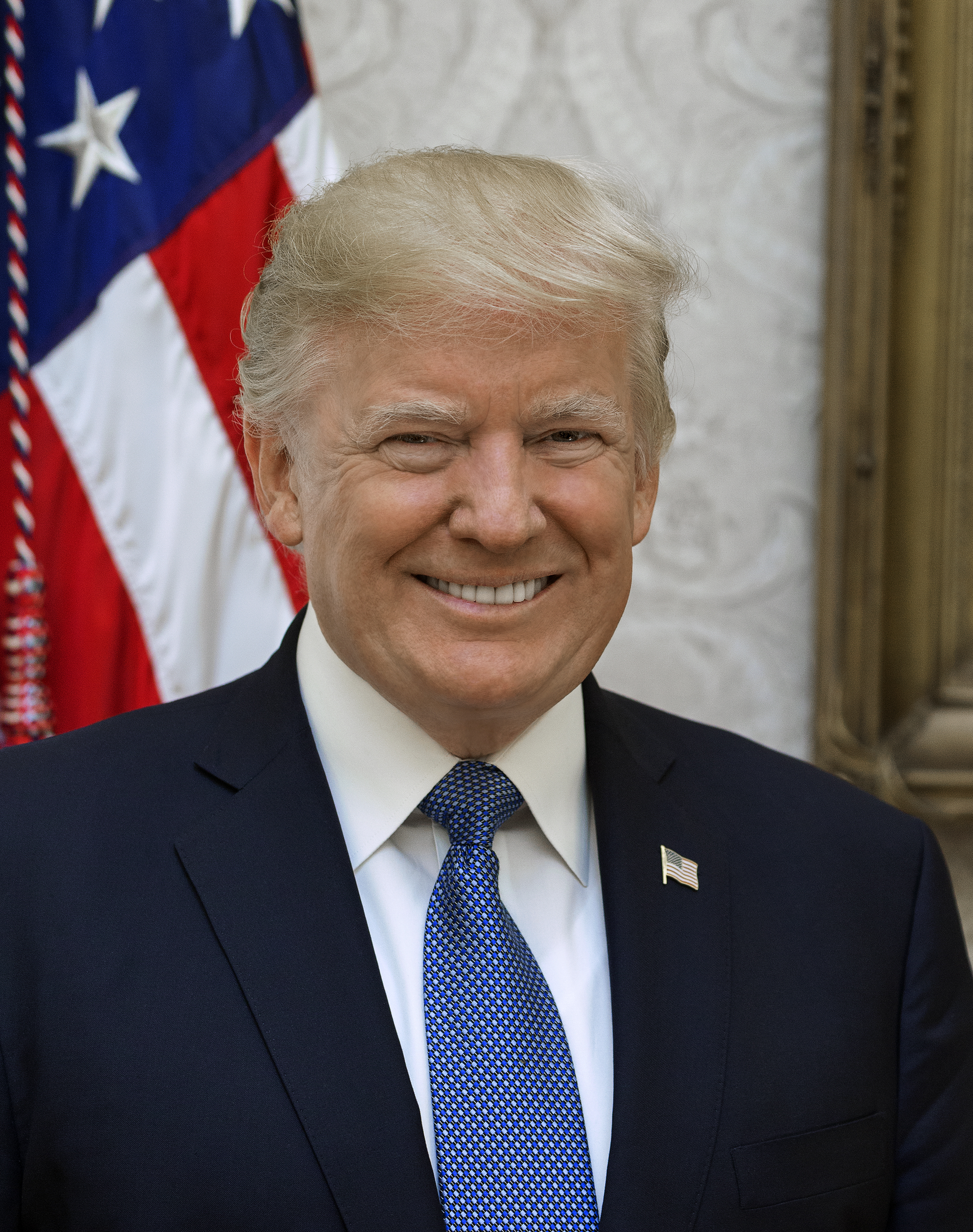
Donald Trump (offizielles Porträt aus seiner ersten Amtszeit, 2017)

Trumps früherer Ghostwriter Tony Schwartz urteilte Mitte 2015, dieser habe ein „beeindruckendes Level an oberflächlichem Wissen und deutlicher Ignoranz“, sei „so unsicher, so leicht zu provozieren“ und habe „mehr soziopathische Tendenzen“ als jeder andere politische Kandidat seiner Erinnerung. Der parteiinterne Präsidentschaftskonkurrent Jeb Bush prognostizierte Ende 2015, Trump würde als US-Präsident Chaos anrichten. Unter Hinweis auf Trumps Geschäftsbeziehungen und Äußerungen zu Russland und Putin erklärten 2016 die früheren Sicherheitsbehördenleiter Michael Morell und Michael V. Hayden, für Putin sei der unwissende Trump ein nützlicher Idiot. Kurz vor der Amtseinführung Trumps warnte der Investor George Soros vor Trump als einem „Blender und Hochstapler und Möchtegerndiktator“. Der republikanische Senator John McCain äußerte im Februar 2017, er sei besorgt über Trumps widersprüchliche Aussagen und frage sich, ob Trump einige politische Themen verstehe. Der linke Senator Bernie Sanders sah Trump Mitte März 2017 auf eine autoritäre Regierung in Amerika hinarbeiten; er versuche, die Gewaltenteilung abzuschaffen. Seine Angriffe auf die Medien, seine Respektlosigkeiten gegenüber Richtern und seine wiederholte Behauptung, fünf Millionen Menschen hätten bei der Präsidentschaftswahl illegal abgestimmt, seien Lügen, um die Fundamente der amerikanischen Demokratie zu untergraben.
Mehrere Psychiater äußerten ab 2015 ihre Auffassung, bei Trump liege eine narzisstische Persönlichkeitsstörung oder die Dunkle Triade vor, einige bezeichneten ihn wegen seiner emotionalen Instabilität als amtsunfähig. Einige Ärzte vermuten eine neurodegenerative Erkrankung des Präsidenten, unter anderem wegen einer Verschlechterung seiner sprachlichen Ausdrucksfähigkeit. Der Neurologe Ford Vox forderte im Dezember 2017 wegen der Sprachauffälligkeiten, des impulsiven, ungehemmt um sich selbst kreisenden Auftretens und der fehlenden Konzentration und Aufmerksamkeit eine neurologische Untersuchung Trumps. Der politische Psychologe Jerrold Post und Stephanie Doucette verfassten das Buch Dangerous Charisma: The Political Psychology of Donald Trump and His Followers, das ein Jahr vor der Präsidentschaftswahl in den Vereinigten Staaten 2020 veröffentlicht wurde. Post beschreibt darin das Bedürfnis Trumps nach Bewunderung und die Sehnsucht seiner Anhänger nach einer „Vaterfigur“ zum Schutz vor dem Bösen, was mit einigen früheren Analysen übereinstimmt.
Es ist umstritten, ob derartige Ferndiagnosen zulässig sind und belastbare Aussagen zulassen. Die Veröffentlichung des Buches von Jerrold Post führte zu kontroversen Diskussionen, da nach der Goldwater-Regel, einer 1973 verabschiedeten Richtlinie der American Psychiatric Association (APA), der Post als Mitglied angehörte, professionelle Stellungnahmen zu Persönlichkeiten ohne deren Zustimmung als unethisch gebrandmarkt werden. Allen Frances, einer der Autoren des Diagnostic and Statistical Manual of Mental Disorders, hielt es für möglich, dass Trump ein extremer Narzisst sei; da er aber weder darunter leide noch dadurch behindert sei, sei er per definitionem nicht geisteskrank.
Der republikanische Kongressabgeordnete Jason Chaffetz schlug ein Gesetz vor, US-Präsidenten einer ärztlichen Untersuchung ihrer geistigen Gesundheit zu unterziehen, und erklärte, es gehe ihm nicht um Trump, sondern um die Verfügungsgewalt des Präsidenten über den Einsatz von Atomwaffen. Die demokratische Minderheitsführerin im Kongress, Nancy Pelosi, empfahl im Februar 2017 eine medizinische Untersuchung von Trumps geistiger Gesundheit, ihre Parteifreundin Zoe Lofgren schlug im August 2017 eine Kongressresolution zu diesem Zweck vor; dabei geht es um den 25. Zusatzartikel zur Verfassung der Vereinigten Staaten, der dem Kongress die Absetzung eines amtsunfähigen Präsidenten erlaubt. Im Oktober 2017 erschien das Buch The Dangerous Case of Donald Trump, herausgegeben von Bandy Lee, in dem 27 psychiatrische Experten Trump als gefährlich einschätzten; mehr als 60.000 Menschen, die in diesem Bereich arbeiten, haben eine Petition zur Entfernung Trumps gemäß 25. Zusatzartikel unterschrieben. Als der im Januar 2018 erschienene Enthüllungs-Bestseller Feuer und Zorn: Im Weißen Haus von Donald Trump diese Eindrücke mittels Aussagen von anonym bleibenden Mitarbeitern des Weißen Hauses bestätigte, äußerte sich Trump selbst zu seiner Psyche und bezeichnete sich in einem Tweet als „sehr stabiles Genie“ (very stable genius).
Im September 2018 erschien mit I Am Part of the Resistance Inside the Trump Administration ein anonymes Essay in der New York Times, das davon berichtet, dass mehrere Mitarbeiter der Regierung Anweisungen des Präsidenten nicht befolgten, um Schaden von der Nation abzuwenden. In dem Essay wird Trumps Regierungsstil als impulsiv, feindselig, engstirnig und wirkungslos beschrieben. Dem Essay zufolge gibt es Lichtblicke in der Regierungsarbeit, jedoch kämen diese trotz Trump zustande. Laut dem Essay haben Kabinettsmitglieder in den frühen Tagen der Präsidentschaft darüber diskutiert, den 25. Zusatzartikel zur Verfassung der Vereinigten Staaten zu verwenden, um Trump von der Macht abzusetzen. Um auf die schlechte Amtsführung des Präsidenten aufmerksam zu machen, habe man außerdem über einen Massenrücktritt nachgedacht. Im November 2019 erschien mit A Warning ein anonymes Buch, das inhaltlich an das anonyme Essay anknüpft und angeblich von demselben Autor stammt. Im Oktober 2020 outete sich mit Miles Taylor ein ehemaliger Stabschef des Homeland Security unter Donald Trump als Autor der beiden Schriften.
In dem im Juni 2020 erschienenen Buch The Room Where It Happened erzählt John R. Bolton über seine Erlebnisse als Nationaler Sicherheitsberater von Trump und charakterisiert ihn darin als inkompetent und korrupt. In dem im Juli 2020 erschienenen Buch Too Much and Never Enough beurteilt Donald Trumps Nichte Mary L. Trump ihren Onkel ebenfalls als ungeeignet für das Präsidentenamt.
Michael Cohen, Trumps früherer Anwalt, veröffentlichte mit Disloyal im September 2020 ein Buch über seine Zeit als Anwalt von Präsident Trump, in dem er mit diesem abrechnet.
Am 2. Oktober 2020 gab Trump per Twitter bekannt, dass er und seine Frau positiv auf den Erreger SARS-CoV-2 getestet worden seien. Er war vom 3. bis 5. Oktober im Walter-Reed-Militärkrankenhaus zur Behandlung.
Drei Wochen nach dem Ende seiner Amtszeit wurde bekannt, dass seine Blutsauerstoffwerte zeitweise sehr niedrig waren.
Nach der Erstürmung des Kapitols am 6. Januar 2021 in Washington D.C. traf Generalstabschef Mark Milley geheime Vorkehrungen, um sicherzustellen, dass ein möglicher Befehl Trumps zum Einsatz von Atomwaffen strikt den militärischen Befehlsprozessen und -verfahren folgte (fernab des Umstands, dass die Befehlsgewalt über den Einsatz von Atomwaffen allein der National Command Authority – gebildet in erster Linie aus dem Präsidenten und dem Verteidigungsminister – zusteht). In einem Telefonat mit der Sprecherin des Repräsentantenhauses Nancy Pelosi am 8. Januar 2021 stimmte Milley der Aussage von Pelosi zu, dass Trump verrückt sei. Nach dem Telefonat veröffentlichte Pelosi eine Pressemitteilung, in der sie das Telefonat mit Milley damit begründete, einen „instabilen Präsidenten“ daran zu hindern, „Militärschläge zu beginnen“ oder einen „atomaren Angriff“ zu befehlen.
Der Soziologe Richard Sennett, der für sein Buch The Performer (2024) zu Recherchezwecken mehrere Auftritte Trump's persönlich besuchte, sagte, es sei bekannt, dass Trump jetzt zunehmend unter Demenz leide und seine expressiven Fähigkeiten schrumpften.

### 1. Amtsenthebungsverfahren
Durch einen Whistleblower wurde im September 2019 bekannt, dass Präsident Trump im Juli 2019 den kurz davor ins Amt gekommenen ukrainischen Präsidenten Selenskyj telefonisch gedrängt hatte, gegen Joe Biden und dessen Sohn Hunter ermitteln zu lassen. Hunter Biden war 2014 nach dem Umsturz in Kiew in den Verwaltungsrat des ukrainischen Erdgaskonzerns Burisma Holdings berufen worden. 2018 hatte der rechtskonservative US-Journalist Peter Schweizer behauptet, Hunter Biden würde korrupte Geschäfte („corrupt dealings“) in der Ukraine betreiben. Sein Vater Joe Biden war nach dem Rückzug von Bernie Sanders der einzige verbleibende Kandidat der Demokraten für die Präsidentschaftswahl am 3. November 2020. Trump wurde vorgeworfen, einen politischen Konkurrenten mit ausländischer Hilfe ausschalten zu wollen. Die Sprecherin des Repräsentantenhauses Nancy Pelosi leitete am 24. September 2019 offiziell Untersuchungen des Repräsentantenhauses für ein Amtsenthebungsverfahren („official impeachment inquiry“) gegen Trump wegen eines Bruchs des Amtseides und Gefährdung der nationalen Sicherheit ein. Die zentralen Vorwürfe waren, Trump habe eine bereits zugesagte Militärhilfe von fast 400 Mio. Dollar zurückgehalten, um Druck auf Selenskyj auszuüben, und er habe das US-Repräsentantenhaus bei der Aufklärung des Sachverhalts behindert.
Am 18. Dezember 2019 leitete das mehrheitlich demokratische Repräsentantenhaus offiziell ein Amtsenthebungsverfahren mit dem Vorwurf des Machtmissbrauchs und der Behinderung des Kongresses gegen Trump ein, indem es die beiden „articles of impeachment“ mehrheitlich und weitgehend entlang den Parteilinien annahm, die als Grundlage der Anklage des Präsidenten vor dem US-Senat dienen. Pelosi ließ diese Anklage dem Senat am 15. Januar 2020 überbringen. Nach Präsentation der Anklage und Verteidigung und nach der Ablehnung, neue Zeugen zu hören und Beweismittel zuzulassen, wurde die Abstimmung über das Impeachment als solches auf Mittwoch, den 5. Februar 2020, festgelegt. Trump wurde in den beiden Anklagepunkten freigesprochen: im ersten Anklagepunkt Amtsmissbrauch stimmten 48 von 100 Senatoren für seine Verurteilung, im zweiten Anklagepunkt Behinderung des Kongresses 47 von 100. Für eine Verurteilung wären die Stimmen von 67 Senatoren notwendig gewesen. Der Freispruch war aufgrund der republikanischen Mehrheit erwartet worden. Als einzige Stimme aus den eigenen Reihen wandte sich Mitt Romney beim ersten Anklagepunkt gegen den Präsidenten. Kurz darauf entließ Trump die wichtigen Zeugen Gordon Sondland und Alexander Vindman, die ihn schwer belastet hatten.

### Zivilgesellschaftliche Proteste

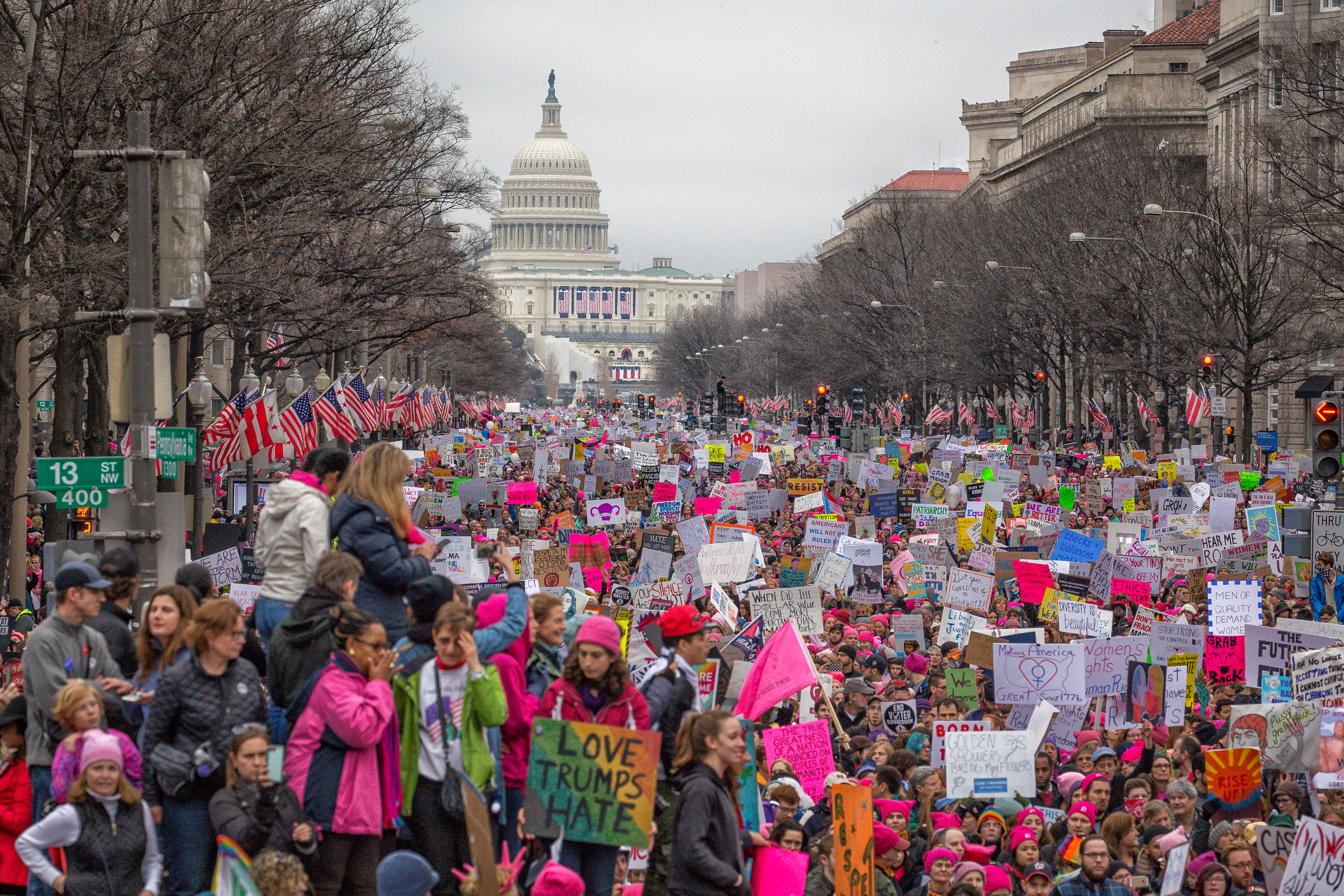
Women's March on Washington am 21. Januar 2017

Gegen Donald Trump wurden Proteste seit der Verkündung seiner Präsidentschaftskandidatur im Juni 2015 organisiert. Nach seinem Wahlsieg Ende 2016 verstärkten sich diese. Einige Großdemonstrationen zogen die Beachtung der Weltöffentlichkeit auf sich. Zum Women’s March on Washington am 21. Januar 2017, dem Tag nach der Amtseinführung Trumps, kamen zur bisher mit Abstand größten Protestdemonstration in der Geschichte Nordamerikas etwa eine halbe Million Menschen nach Washington, D.C., in den Vereinigten Staaten insgesamt etwa vier bis fünf Millionen Menschen zusammen. Zum Science March am Tag der Erde 2017 erschienen am 22. April etwa 40.000 in der US-Hauptstadt, weltweit in rund 600 Städten zusammen etwa 250.000 Menschen. Zum Climate March am 100. Tag der Präsidentschaft am 30. April 2017 kamen etwa 15.000 in Washington zusammen; in über 300 weiteren Städten der USA wurde demonstriert.
Im Sommer 2017 begannen einige Schwarze in American-Football-Teams – deren Anhängerschaft sich stark mit derjenigen Trumps überschneidet – aus Protest gegen Diskriminierung und Polizeigewalt während des Abspielens der Nationalhymne vor Spielen zu knien, was Trump im September 2017 auf Twitter zum Anlass nahm, die Teamleitungen zum Durchgreifen aufzufordern und Colin Kaepernick als Hurensohn zu bezeichnen. Daraufhin entschieden sich immer mehr Spieler, Trainer und Eigentümer von Teams der National Football League, während der Hymne in Solidarität gegen Trump zu knien oder in der Kabine zu bleiben. Auch Basketballstars wie LeBron James zeigten Solidarität, Musiker wie Stevie Wonder und Pharrell Williams knieten vor Auftritten. Verschiedene Medien bezeichneten diesen Konflikt als neuen Kulturkampf, mit dem Trump von seinen politischen Problemen abzulenken versuche.
Die Künstler Phil Collins, Elton John, Adele, Michael Stipe, Neil Young, Creedence Clearwater Revival, Eddy Grant, Everlast, Guns N’ Roses, Isaac Hayes, Leonard Cohen, Linkin Park, Luciano Pavarotti, Nickelback, Nico Vega, Ozzy Osbourne, Panic! at the Disco, Pharrell Williams, Prince, Queen, Rihanna, The Rolling Stones, Tom Petty, Village People, The White Stripes, Sinéad O’Connor (Untersagung durch Nachlassverwalter) untersagten Trump die Nutzung ihrer Werke für seine Auftritte.
Es kam auch zu situativen Einflussnahmen insbesondere auf einzelne Kongressabgeordnete, etwa bei Bürgerversammlungen zur Gesundheitspolitik, oder an Flughäfen nach Trumps Einreisebeschränkungen für Menschen aus mehrheitlich muslimischen Ländern. Einige dieser Proteste brachten konkrete Erfolge beim Einfluss auf politische und personelle Entscheidungen. Verschiedene Gruppen arbeiten daran, die Proteste zu einer organisierten Widerstandsbewegung auszubauen. Im Oktober 2017 hatte sich der Widerstand gegen Trump institutionalisiert und außerhalb etablierter Parteien eine eigene Infrastruktur geschaffen, die von politischen Großspendern unterhalten wird und die zukünftige Ausrichtung linker Politik in den USA und der Demokratischen Partei prägen könne.
Als die Tötung von George Floyd im Mai 2020 landesweit Proteste gegen Polizeigewalt auslöste, die maßgeblich durch die Bewegung Black Lives Matter getragen wurden, bezeichnete Trump diese Bewegung als anarchistisch und unpatriotisch. Er entsandte Bundestruppen der Homeland Security in die von den Protesten besonders betroffenen Städte, obwohl sich diese zum Teil gegen diese Maßnahme aussprachen. Der Chefkorrespondent der New York Times für das Weiße Haus, Peter Baker, thematisierte Ende Juli 2020 in diesem Zusammenhang Parallelen zwischen Trumps Rhetorik und dem Law-and-Order-Wahlkampf von George Wallace bei der Präsidentschaftswahl 1968.

### Nominierung von Verfassungsrichtern

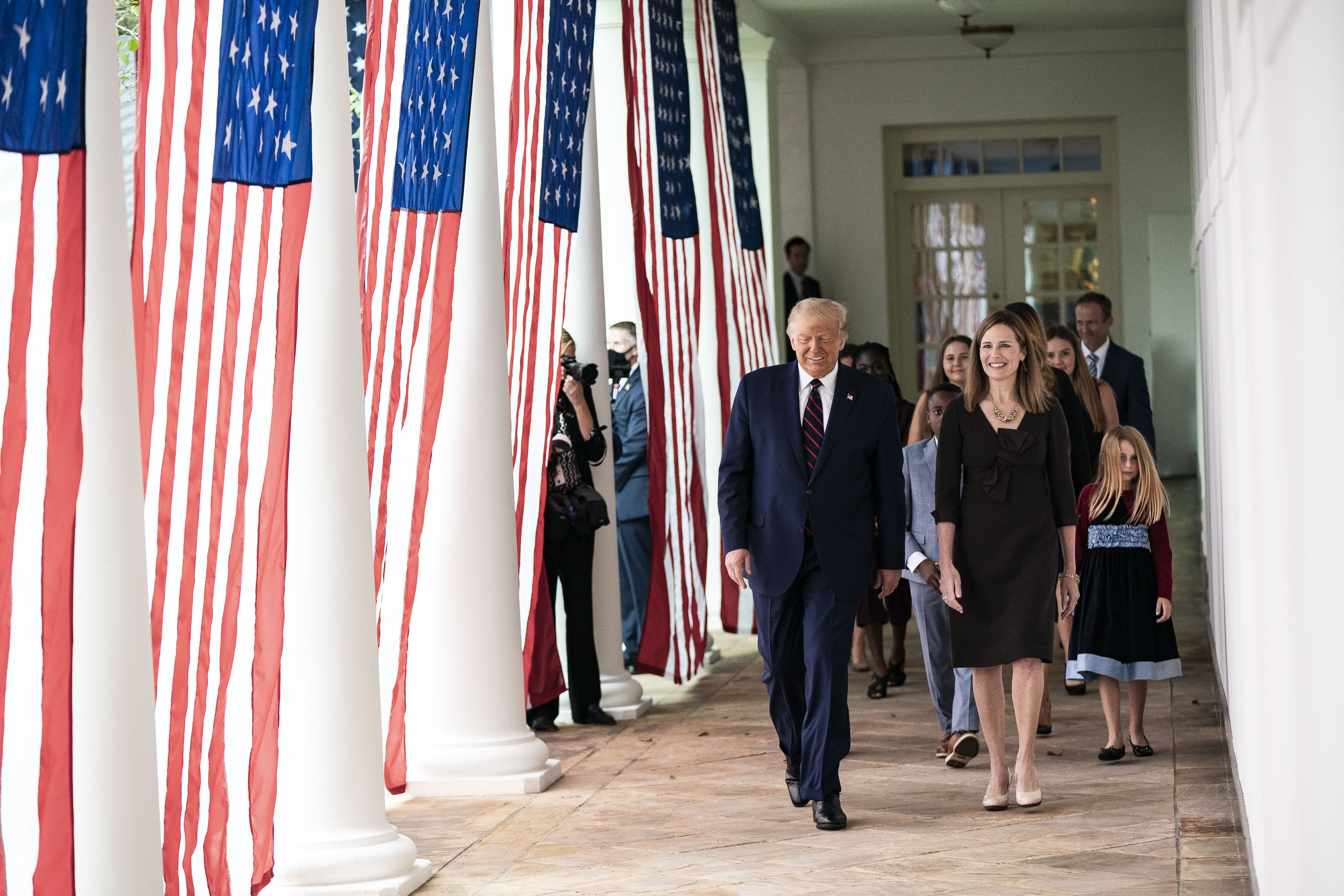
Trump und Amy Coney Barrett im September 2020; sie ist der dritte Richter, den Trump am obersten Gerichtshof einsetzte.

Trumps Vorgänger Barack Obama ernannte in acht Jahren zwei neue Verfassungsrichter an den Obersten Gerichtshof der Vereinigten Staaten (Supreme Court). Zu diesem Zeitpunkt hielten sich die konservativen und liberalen Richter ungefähr die Waage, mit Anthony Kennedy als der in vielen Fällen ausschlaggebenden Stimme. Als Obama Anfang 2016 nach dem Tod des konservativen Richters Antonin Scalia den liberaleren Merrick Garland als dessen Nachfolger vorschlug, blockierte der republikanische Mehrheitsführer im Senat, Mitch McConnell, die Anhörung und Abstimmung über diese Nominierung. Er begründete dies mit der anstehenden Präsidentschaftswahl im Herbst. Unmittelbar nach Amtsantritt nominierte Trump den konservativen Richter Neil Gorsuch und stellte somit die Machtbalance von vor Scalias Tod wieder her. Nach dem Rücktritt von Anthony Kennedy im Juni 2018 nominierte Trump den konservativeren Richter Brett Kavanaugh und machte damit den Chief Justice John Roberts zur entscheidenden Stimme in vielen umstrittenen Fällen. Nach dem Tod der liberalen Richterin Ruth Bader Ginsburg im September 2020 kurz vor der Präsidentschaftswahl nominierte Trump die als konservativ geltende Richterin Amy Coney Barrett. Nachdem Brett Kavanaugh im Amt bestätigt wurde, gilt die mit 6:3 Stimmen erheblich zugunsten der konservativen Verfassungsrichter verschobene Machtbalance als Trumps andauerndes Erbe für die nächsten Jahrzehnte. Das Machtverhältnis hatte bereits im Jahr 2022 Auswirkungen; der Oberste Gerichtshof hob mit den Stimmen der konservativen Richter das 50 Jahre bestehende bundesweite Recht auf Schwangerschaftsabbrüche auf.

### Präsidentschaftskandidatur 2020, Wahlniederlage und Sturm auf das Kapitol
Zu Donald Trumps Wahlkampf (seiner Behinderung der Vorbereitung der US Postal Service auf die Briefwahl, seiner SARS-CoV-2-Infektion und den Fernsehduellen mit Joe Biden) sowie Trumps Wahlbetrugsbehauptung bzw. seiner Nichtanerkennung seiner Wahlniederlage und dem Sturm auf das Kapitol in Washington 2021, siehe Donald Trumps Präsidentschaft 2017–2021 und US-Präsidentschaftswahl 2020.

### 2. Amtsenthebungsverfahren unter dem Anklagepunkt der Anstiftung zum Aufruhr

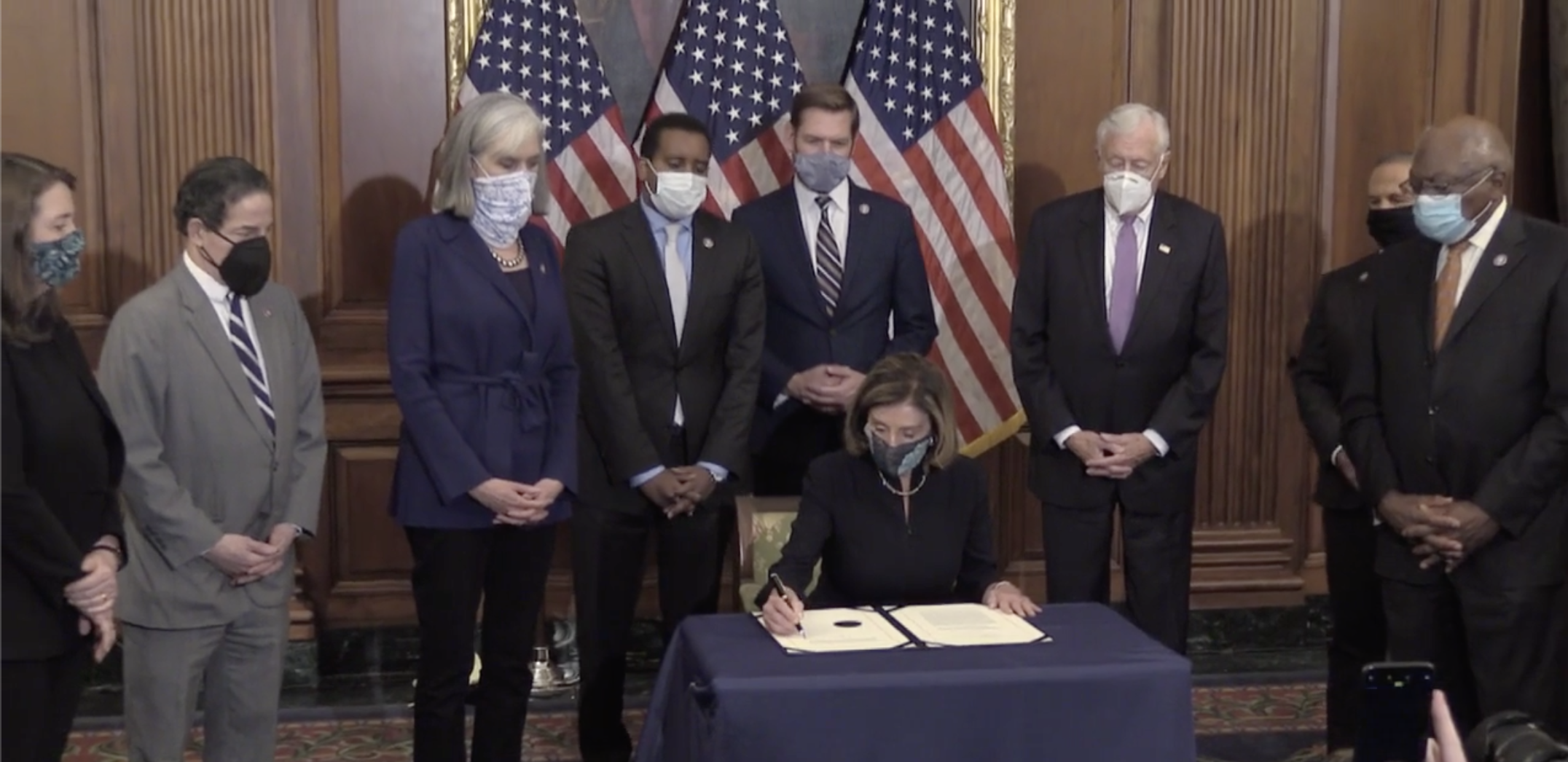
Die Sprecherin des Repräsentantenhauses Nancy Pelosi unterzeichnet das zweite Amtsenthebungsverfahren gegen Trump

Wegen Trumps Handeln vor, während und nach dem Angriff seiner Anhänger auf das Kapitol am 6. Januar 2021 forderten Abgeordnete der Demokratischen Partei im Repräsentantenhaus und einzelne Republikaner seinen sofortigen Rücktritt. Erstmals in der Geschichte der USA wurde auch eine Absetzung wegen Amtsunfähigkeit durch Kabinettsbeschluss oder ein zweites Impeachment-Verfahren noch kurz vor Ende seiner Amtszeit gegen ihn erwogen. Die Sprecherin des Repräsentantenhauses Nancy Pelosi teilte u. a. mit, sie habe Kontakt zum ranghöchsten US-Militärkommandeur aufgenommen, um sicherzustellen, dass Trump in der verbleibenden Zeit seiner Präsidentschaft keine Kampfhandlungen einleiten oder einen Atomschlag anordnen könne. Nachdem Vizepräsident Mike Pence die Forderung abgelehnt hatte, Trump durch Anwendung des 25. Verfassungszusatzartikels aufgrund eines Kabinettsbeschlusses wegen Amtsunfähigkeit abzusetzen, leitete das Repräsentantenhaus am 13. Januar 2021 mit 232 Ja- gegen 197 Nein-Stimmen das zweite Verfahren zur Amtsenthebung Trumps ein. Zu den Unterstützern des Vorhabens gehörten auch zehn Abgeordnete der Republikanischen Partei. Pelosi erklärte zur Begründung, Trump sei eine eindeutige und andauernde Gefahr für die Nation. „Der Präsident der Vereinigten Staaten hat zu diesem Aufruhr, dieser bewaffneten Rebellion gegen unser Land angestiftet.“ Im Verfahren vor dem Senat kam die für die Amtsenthebung nötige Zweidrittelmehrheit nicht zustande, da den 57 Ja-Stimmen 43 ablehnende Stimmen der Republikaner entgegenstanden.

## Nach der ersten Amtszeit
Donald Trump verließ am 20. Januar das Weiße Haus und nahm nicht an der Amtseinführung von Joe Biden teil. Normalerweise nimmt jeder scheidende Präsident an der Amtseinführung seines Nachfolgers teil; dagegen hielt Trump am Morgen des 20. Januar eine Verabschiedung für sich selbst ab und flog nach Mar-a-Lago.

### Big Lie und Aktivitäten bei den Republikanern

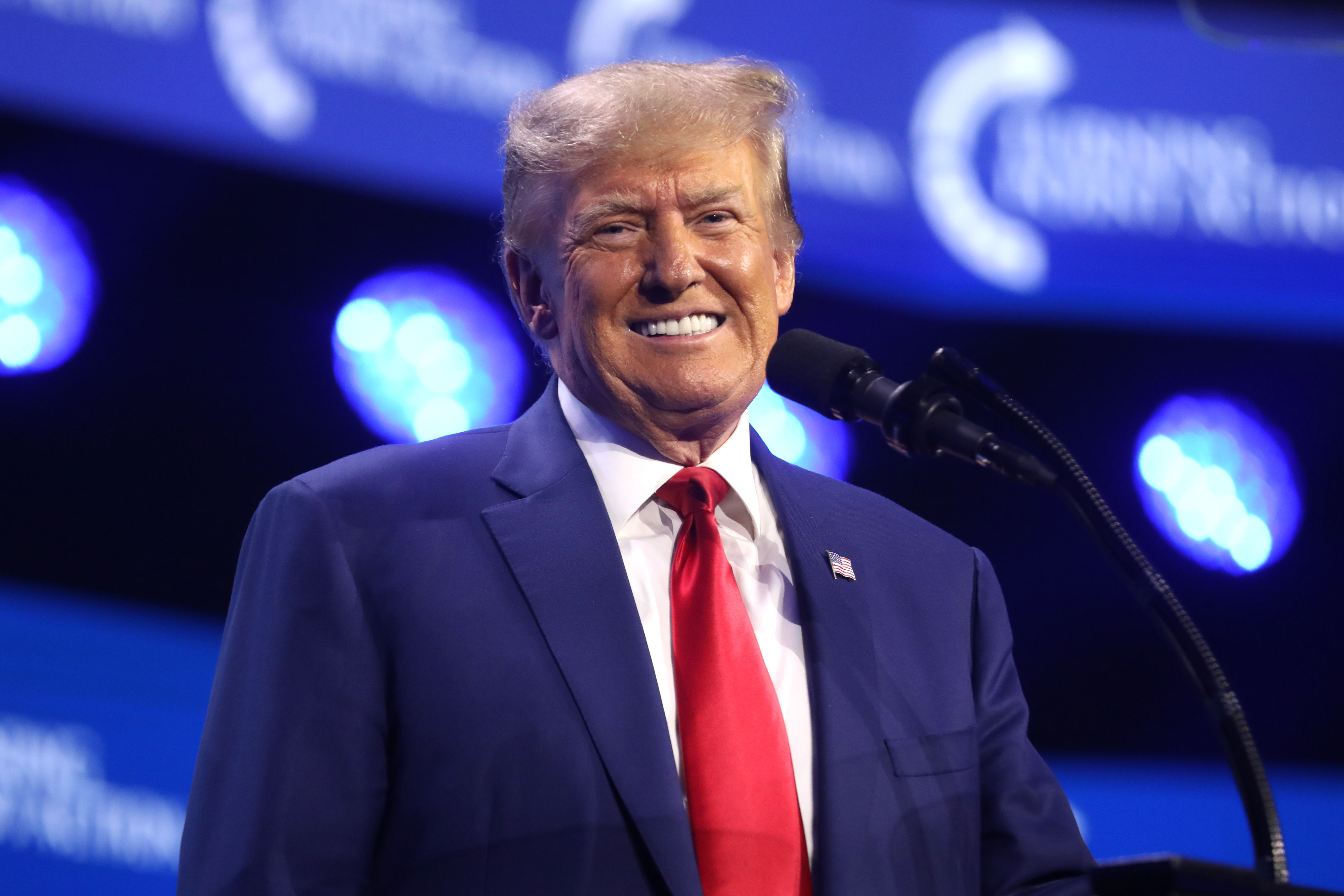
Trump im Juli 2023 auf einer Konferenz von Turning Point Action, die der Republikanischen Partei programmatisch nahesteht.

Donald Trump akzeptiert seine Niederlage bei der Präsidentschaftswahl 2020 nicht und schrieb in einem Statement auf seiner Internetseite, die Präsidentschaftswahl 2020 solle von nun an als The Big Lie (die große Lüge) bekannt sein. Laut einer Umfrage von CNN Ende April 2021 gingen 70 % der befragten Republikaner von einem gestohlenen Wahlsieg aus. Trump veranstaltete am 26. Juni 2021 erstmals wieder eine Großkundgebung. Dabei wiederholte er seine Wahlbetrug-Behauptung und warf seinem Nachfolger Joe Biden vor, »unsere Nation vor unseren Augen zu zerstören«. Trump trat immer wieder wie ein Wahlkämpfer auf; seine Kernbotschaft blieb dabei das Narrativ einer manipulierten Wahl.
Donald Trumps Einfluss auf die Republikanische Partei ließ auch nach der Wahlniederlage nicht nach. Dies zeigt sich unter anderem darin, dass Mitch McConnell, Fraktionsvorsitzenden der Republikaner im Senat, auf Trumps Aufforderung hin einen Untersuchungsausschuss zum Sturm auf das Kapitol in Washington 2021 mit einem Filibuster verhinderte. Auch bewirkte er beim Fraktionsvorsitzenden der Republikaner im Repräsentantenhaus, Kevin McCarthy, die Absetzung seiner Kritikerin Liz Cheney (die sich oft gegen die Big Lie ausgesprochen hatte) aus der Fraktionsführung der republikanischen Fraktion im Repräsentantenhaus. Liz Cheney wurde nach Trumps Wirken durch Elise Stefanik ersetzt, die die Wahlfälschungsbehauptung vertrat.
Im Jahr 2022 behauptete Trump wahrheitswidrig, dass Mike Pence als Vizepräsident das Recht gehabt habe, das Ergebnis der US-Präsidentschaftswahl 2020 zu ändern.
Auch in Bezug auf die Halbzeitwahlen 2022 erhob Trump auf seiner Onlineplattform Truth Social Wahlbetrugsvorwürfe. Nachdem die von ihm unterstützte Kari Lake bei der Gouverneurswahl in Arizona gegen ihre demokratische Konkurrentin Katie Hobbs unterlegen war, schrieb Trump im November 2022, man habe Kari Lake „gerade die Wahl weggenommen“; es sei „wirklich schlimm da draußen“. Angeblich würden elektronische Wahlgeräte in konservativen Bezirken des Bundesstaats nicht funktionieren. In Detroit (Michigan) wiederum habe man Wählern im Wahllokal gesagt, sie hätten bereits abgestimmt. Dies geschehe, schrieb Trump, „in großer Zahl auch andernorts. Protestieren, protestieren, protestieren!“ Ohne Belege verbreitete er weitere Anschuldigungen über angeblichen Wahlbetrug bei den Zwischenwahlen und schrieb: „Geschieht das Gleiche mit dem Wahlbetrug wie 2020?“
Über seinen parteiinternen Rivalen und wiedergewählten Gouverneur von Florida Ron DeSantis äußerte Trump im November 2022, er habe diesem bei den Zwischenwahlen 2018 im Rennen um den Gouverneursposten in Florida den knappen Wahlsieg gerettet, nachdem DeSantis durch einen „korrupten Wahlprozess“ in Broward County täglich zehntausend Stimmen verloren habe. Deshalb habe er, Trump, Beamte der Bundespolizei FBI hingeschickt, um den vermeintlichen Wahlbetrug zu verhindern. DeSantis sei damals vor den Wahlen „politisch tot“ gewesen und erst bedeutsam geworden, nachdem er als Präsident dessen Kampagne unterstützt habe. Rechtsexperten bezweifelten Trumps Darstellung. Bereits zuvor hatte Trump DeSantis mit unangenehmen Enthüllungen gedroht; er, Trump, wisse „mehr über ihn als jeder andere“. DeSantis würde „einen Fehler machen“, wenn er sich um die Präsidentschaftskandidatur 2024 bei den Republikanern bewerben sollte.
Trump behauptete zudem, dass Hunderte bzw. Tausende angeblich unschuldiger US-Bürger als „politische Gefangene“ in Haft säßen, da ein von „linken Eliten“ unterwandertes FBI Jagd auf Bürger mache. Der Sturm auf das Kapitol sei in Wirklichkeit eine Operation dieser Geheimdienste gewesen. Einer Recherche des britischen Guardian zufolge wurden allerdings im Zusammenhang mit Verfahren wegen des Kapitolssturms mehr Angeklagte als gewöhnlich vor Prozessen bei Bundesangelegenheiten, nämlich mindestens 70 Prozent, freigelassen, während sie auf ihren Prozess warteten.

### Spendenkampagne fürTruth Social
Im Jahr 2021 ließ Trump die Trump Media & Technology Group, die eine Art Special Purpose Acquisition Company (SPAC) ist, gründen. Bei seinem Börsengang erhielt die Trump Media & Technology Group 293 Millionen US-Dollar. Eigener Aussage zufolge sammelt die Group Kapital an der Börse, um Truth Social zu gründen. Bis Januar 2022 gingen mehr als 122 Millionen US-Dollar Spenden ein, die benutzt würden, um die Republikaner in Wahlkämpfen zu unterstützen.

### Russischer Angriffskrieg gegen die Ukraine
Putins Anerkennung der russischen Vasallenstaaten im Donbass kommentierte Trump am 22. Februar 2022 in einem Interview mit: „Das ist genial. Dieser Typ ist so schlau.“ Zur russischen Armee bemerkte er: „Das sind die größten Friedenstruppen, die ich je gesehen habe. Wir könnten die an unserer Südgrenze gebrauchen.“ Nach dem Beginn des russischen Überfalls auf die Ukraine schlug Trump auf einer Tagung der Republikaner vor, die USA sollten direkte Luftangriffe auf Russland beginnen. Zur Vermeidung eines dritten Weltkriegs solle man die F22-Kampfjets der US-Luftwaffe mit chinesischen Flaggen versehen und sagen, China sei für diese Angriffe verantwortlich: „Dann fangen sie an, sich untereinander zu bekämpfen, und wir lehnen uns zurück und schauen zu.“

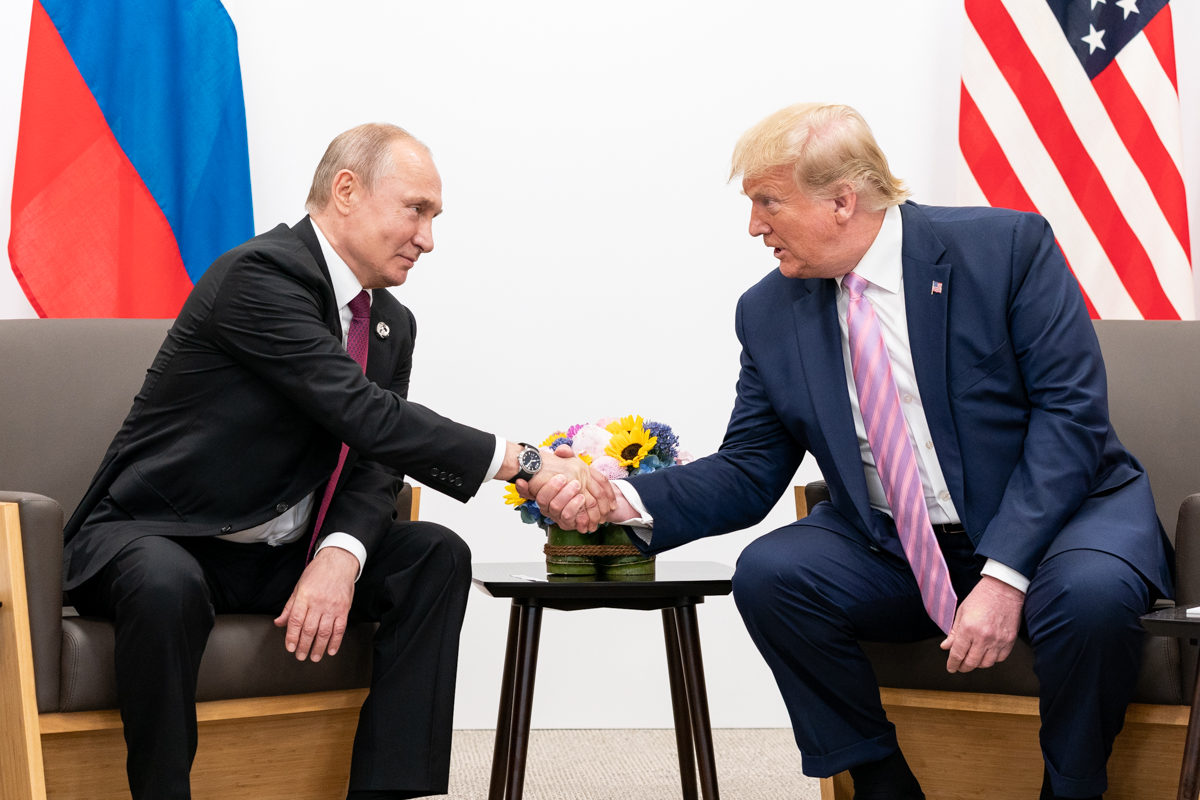
Trump und der russische Staatspräsident Wladimir Putin beim G20-Gipfel in Osaka im Juni 2019

Ende März 2022 äußerte Trump auf Fox News, mit ihm als US-Präsidenten hätte es den Krieg nicht gegeben. Man könne „nicht länger zuschauen, wie Putin die Leute ermordet“. Dieser habe sich, so Trump, verändert, er sehe anders aus und man müsse sich Sorgen um seine Gesundheit machen. Trump empfahl, Russland mit dem Einsatz von Atomwaffen zu drohen. Schuld an dem Krieg trage vor allem sein Nachfolger Joe Biden, der „dumm“ sei und sich von Russland über den Tisch habe ziehen lassen.
Im Oktober 2022 behauptete Trump, die „Rhetorik“ Bidens und der Spott der US-Regierung gegenüber Russland vor Kriegsbeginn hätten zu Putins Entscheidung beigetragen. Er wiederholte, dass die Invasion „nie“ mit ihm als Präsident stattgefunden hätte. Im Interview mit Sean Hannity auf Fox News wiederholte Trump im März 2023, im Falle seiner erneuten Präsidentschaft den Krieg „sofort“ beenden zu können. Alles, was er dafür tun müsse, sei, Russland „einige Teile der Ukraine übernehmen zu lassen“. Nachdem das Interview im Radio ungeschnitten gesendet worden war, ließ Hannity in seiner TV-Sendung die Passage weg, in der Trump, nachdem er gesagt hatte, dass Putin während seiner (= Trumps) Präsidentschaft nichts eingenommen habe, hinzugefügt hatte: „Und das, obwohl ich nicht mal einen Deal verhandelt habe. Ich hätte einen verhandeln können. Im schlechtesten Fall hätte ich einen Deal gemacht, dass Russland irgendetwas annektiert. Es gibt dort Regionen, wo Russisch gesprochen wird. Ich hätte einen Deal machen können.“
Ende Januar 2024 schrieb er auf seiner Plattform Truth Social, in Helsinki habe ihn „ein drittklassiger Reporter“ gefragt, wem er mehr vertraue, dem russischen Präsidenten Putin „oder unseren zwielichtigen Geheimdienstleuten“. Sein Instinkt habe ihm damals gesagt, „dass wir wirklich schlechte Leute haben“. Daraufhin zählte Trump mehrere Leute auf, die in die Untersuchungen seiner Beziehungen zu Russland wegen des vermuteten Einflusses des Kreml auf die Präsidentschaftswahl 2016 involviert waren. Mit Blick auf den US-Geheimdienst fragte Trump dann: „Wen würden Sie wählen, Putin oder diese Außenseiter?“
Im September 2024 warf Trump dem ukrainischen Präsidenten Wolodymyr Selenskyj vor, dass dieser keine Abmachung mit Moskau zur Beendigung des Kriegs treffe. Man gebe, so Trump, „weiterhin Milliarden von Dollar an einen Mann“, der sich weigere, „einen Deal einzugehen“. Es gebe „so viele Tote“ und „(j)eder Deal, selbst der schlechteste Deal, wäre besser gewesen als das, was wir jetzt haben“. Mitte Oktober 2024 beschuldigte Trump Selenskyj zusätzlich, für den russischen Überfall mitverantwortlich zu sein. In einem Podcast mit dem Youtuber Patrick Bet-David sagte Trump, Selenskyj „hätte es niemals zum Ausbruch dieses Krieges kommen lassen dürfen“. Weiter bezeichnete Trump den ukrainischen Präsidenten als einen „der besten Geschäftemacher, die ich je gesehen habe. Jedes Mal, wenn er kommt, geben wir ihm 100 Milliarden Dollar. Wer sonst hat in der Geschichte soviel Geld bekommen? Das hat es noch nie gegeben.“ Die Summe der von der Regierung Joe Biden vom Beginn des russischen Überfalls bis zu Trumps Behauptung bereitgestellten Militärhilfen belief sich insgesamt jedoch auf weniger als 55 Milliarden US-Dollar, also deutlich geringer als die von Trump genannten Summen.
Im Dezember 2024 bezeichnete Trump die Entscheidung der noch amtierenden Regierung Biden, weitreichende ukrainische Angriffe auf russisches Territorium mit US-Waffen zu genehmigen, als „verrückt“; er sei „absolut dagegen“. Weiter sagte er: „Wir eskalieren nur den Krieg und verschlimmern die Situation. Das hätte nicht erlaubt werden dürfen.“
Im Februar 2025, nach seiner erneuten Amtsübernahme, nannte Trump den ukrainischen Präsidenten Selenskyj einen „Diktator“; dieser weigere sich, Wahlen abzuhalten, liege in Umfragen weit hinten und „das Einzige, was er konnte, war, Biden zu manipulieren“, so Trump. Damit wiederholte er ein bekanntes russisches Propaganda-Narrativ, wonach Selenskyjs Amtszeit abgelaufen sei. Selenskyj solle „besser schnell handeln“, sonst werde er „kein Land mehr haben“. Selenskyj, ein, so Trump, „mäßig erfolgreicher Komiker“, habe die USA „dazu überredet, 350 Milliarden Dollar auszugeben, um in einen Krieg zu ziehen, der nicht gewonnen werden“ könne und der „nie hätte begonnen werden müssen“. Bereits kurz zuvor hatte Trump, nachdem die Ukraine kritisiert hatte, dass sie nicht zu dem Treffen der Außenminister der USA und Russlands eingeladen worden war, der Ukraine eine Mitschuld am Krieg gegeben mit den Worten: „Ihr hättet es nie anfangen sollen. Ihr hättet einen Deal machen können.“ Selenskyj, europäische Politiker wie auch die UN wiesen die Anschuldigungen als Täter-Opfer-Umkehr zurück und betonten, dass Selenskyj rechtmäßiger Präsident sei. Laut Verfassung setzt das geltende Kriegsrecht Wahlen aus.
Am 28. Februar 2025, als im Weißen Haus ein Rohstoffabkommen zwischen der Ukraine und den USA unterzeichnet werden sollte, geriet die Zusammenkunft aus dem Ruder und Trump beschuldigte Selenskyj, dieser setze „das Leben von Millionen Menschen aufs Spiel“ und riskiere einen Dritten Weltkrieg. Es sei respektlos, auf Sicherheitszusagen der USA zu drängen. Trump unterbrach Selenskyj immer wieder und warf ihm vor, „überhaupt nicht dankbar“ zu sein. Er wisse, dass die Ukraine „nicht gewinnen“ werde. Den Eklat hatte Vizepräsident JD Vance begonnen. Das Treffen wurde abgebrochen. Die Washington Post schrieb, Trump habe „eher wie Don Corleone“ geklungen als wie ein US-amerikanischer Präsident. Führende europäische Politiker und Vertreter der Demokraten kritisierten das Verhalten Trumps, gelobt wurde Trump vom ungarischen Ministerpräsidenten Viktor Orbán, Vertretern der US-Republikaner. Der Historiker Timothy Snyder kommentierte, was die USA gerade täten sei, „eine seit 80 Jahren bestehende Allianz mit verlässlichen europäischen Partnern zu opfern, für eine Allianz mit Russland“. Laut dem Militärexperten Gustav Gressel muss Europa sich darauf umstellen, sich „ohne die Vereinigten Staaten“ zu verteidigen und die Ukraine zu unterstützen.
Am 14. April 2025 behauptete Trump bei einem Treffen mit dem Präsidenten El Salvadors Nayib Bukele, für die „Millionen von Toten“ seien „drei Menschen verantwortlich“: „Sagen wir, Putin ist die Nummer eins, aber sagen wir, Biden, der keine Ahnung hatte, was zum Teufel er eigentlich tat, ist die Nummer zwei, und Selenskyj ist die Nummer drei“. Er warf Selenskyj erneut vor, den Krieg begonnen zu haben: Man beginne „keinen Krieg gegen jemanden, der zwanzigmal so groß ist wie man selbst“.
Ab Mai zeigte sich Trump vermehrt unzufrieden und forderte Putin auf, die Bombardierungen von Zivilisten zu stoppen. Von ihm initiierte Friedensverhandlungen führen zu nichts. Im Juli stellte er Putin ein Ultimatum für einen Waffenstillstand. Ohne Waffenstillstand gebe es hohe Zölle für Russlands Handelspartner.

### Juristische Verfahren
Im ersten Halbjahr 2023 betrugen Trumps Anwaltskosten aufgrund laufender juristischer Verfahren ca. 40,2 Millionen US-Dollar.

#### Zivilklagen
Im Jahre 2023 waren zahlreiche Zivilklagen gegen Donald Trump persönlich anhängig. Neben eher kleineren Verfahren, in denen es beispielsweise um Urheberrechtsverletzung o. ä. ging, gab es einige Verfahren, die eine weitere amerikanische Öffentlichkeit interessierten. Diese sind im Folgenden aufgeführt.

##### Gerichtsverfahren im Zusammenhang mit Trump-Unternehmen
Trump und seine Unternehmen waren (Stand 2016) in über 3500 Gerichtsverfahren verwickelt, davon in 1900 als Kläger. Gegen seine ab 2005 angebotenen Managementkurse unter dem Namen „Trump University“ (siehe oben) leitete im selben Jahr der New Yorker Attorney General Ermittlungen „wegen Betriebs ohne Genehmigung und Täuschung der Kunden“ ein. Trump soll Kurse angeboten haben, bei denen keine Diplome erworben werden konnten, und trotzdem bis 2011 etwa 40 Millionen US-Dollar eingenommen haben. Der Attorney General Eric Schneiderman forderte das Geld zurück. Trump benannte die „Universität“ in „Trump Entrepreneur Initiative“ um. Schneiderman warf Trump 2013 vor, „seine Berühmtheit“ genutzt und Menschen mit falschen Versprechen persönlich in Werbespots beeinflusst zu haben, zehntausende US-Dollar auszugeben für Unterricht, den sie nie bekamen; es kam zu mehreren Klagen gegen ihn. Kurz nach der Präsidentschaftswahl erklärte sich Trump Mitte November 2016 in einer außergerichtlichen Einigung zur Zahlung von 25 Millionen US-Dollar bereit, sodass über 6000 Kursteilnehmer entschädigt werden konnten.
Im September 2016 eröffnete der New Yorker Generalstaatsanwalt ein Ermittlungsverfahren gegen die als gemeinnützig konzipierte Donald J. Trump Foundation wegen Verstößen gegen IRS-Regeln und unangemessenen Umgangs mit Spendengeldern. Unabhängige Untersuchungen ergaben, dass Trump seit 2008 nicht mehr in die Stiftung eingezahlt hat. Spendengelder Dritter gab Trump unter anderem für ein lebensgroßes Porträt von sich selbst aus (20.000 US-Dollar), für eine von Tim Tebow signierte Football-Ausrüstung (12.000 US-Dollar) sowie 2013 für eine illegale Zahlung (25.000 US-Dollar) an die Generalstaatsanwältin in Florida, Pam Bondi, die daraufhin die Ermittlungen gegen die Trump University in Florida einstellte. Am 24. Dezember 2016 kündigte Trump an, die Foundation aufzulösen und so mögliche Konflikte mit seiner Rolle als US-Präsident zu vermeiden.
Im Juni 2017 berichtete das Wirtschaftsmagazin Forbes, Trump habe Spenden, die seit 2011 an die gemeinnützige Stiftung seines Sohnes Eric zugunsten krebskranker Kinder gezahlt wurden, in sein eigenes Unternehmen gelenkt. Die Spenden seien nicht wie angekündigt an ein Kinderkrankenhaus gegangen, sondern an die Trump Organization oder andere mit Trump verbundene Stiftungen, die das Geld für Veranstaltungen auf Trumps Golfplätzen ausgaben. Trump habe damit mutmaßlich gegen Steuergesetze sowie Regelungen gegen Insichgeschäfte und Täuschung von Geldgebern verstoßen. Im Juni 2018 hat der Bundesstaat New York Trump, seine Söhne Donald junior und Eric sowie seine Tochter Ivanka wegen der mutmaßlich illegalen Verwendung von Geldern aus seiner Familienstiftung verklagt.
Im Februar 2024 wurde Trump in einem Zivilverfahren schuldig gesprochen, sein Nettovermögen manipuliert zu haben. In dem Zusammenhang wurde Trump zu einer Zahlung von als 355 Millionen US-Dollar (mit Zinsen 450 Millionen Dollar) und zu einem dreijährigen Unternehmensverbot (das sich auf Geschäftstätigkeiten in New York bezieht) verurteilt. Neben Trump wurden auch dessen erwachsene Söhne verurteilt, sie dürfen jeweils für zwei Jahre kein Unternehmen in New York führen, zudem müssen sie jeweils mehr als vier Millionen Dollar zahlen. Trump kündigte an, gegen das Urteil in Berufung zu gehen.

##### Prozess ab 2022 wegen Steuerhinterziehung und Immobilienfalschbewertung
Der New Yorker Bezirksstaatsanwalt Cyrus Vance Jr. und die New Yorker Generalstaatsanwältin Letitia James begannen im März 2019 mit Ermittlungen gegen die Trump Organization u. a. wegen des Verdachts auf Banken- und Versicherungsbetrug, Steuerhinterziehung und Manipulation von Geschäftsergebnissen. Im Mai 2021 wurde die Trump Organization darüber informiert, dass die zivilrechtlichen Ermittlungen auf strafrechtliche Ermittlungen ausgeweitet worden waren (siehe unten).
Im September 2022 erhob die New Yorker Generalstaatsanwältin Letitia James nach jahrelangen Ermittlungen Zivilklage gegen Donald Trump und gegen seine drei Kinder Don Jr., Eric und Ivanka wegen Finanzbetrugs. Trump bzw. die Trump Organization habe laut Klageschrift durch eine falsche Bewertung von Immobilien Trumps Reinvermögen von 2011 bis 2021 fälschlich um Milliarden von US-Dollar aufgebläht, um Kredite zu erhalten und um weniger Steuern zu zahlen. Unter anderem habe er die Fläche seiner Wohnung im Trump Tower in New York drei Mal so groß wie in Wirklichkeit angegeben und sein Anwesen Mar-a-Lago in Florida auf 739 Millionen US-Dollar veranschlagt, obwohl dessen tatsächlicher Wert lediglich 28 Millionen betrage. James forderte mit der Zivilklage u. a. Geldstrafen in Höhe von insgesamt 250 Millionen US-Dollar. Da es sich um eine Verhandlung ohne Jury handelt, oblag das Urteil allein dem Richter. Es wurde erwartet, dass ungefähr 150 Zeugen aufgerufen würden und dass auch Trump selbst und seine volljährigen Kinder aussagen müssten. In Äußerungen gegenüber der Presse attackierte Trump den Richter Arthur Engoron als „Schurken“ (rogue) und die Staatsanwältin James als „schreckliche Person“.
Am 26. September 2023 erließ das Gericht ein zusammenfassendes Urteil, in dem festgestellt wurde, dass Trump und sein Unternehmen die Werte seiner Immobilien und anderer Vermögen betrügerisch überhöht angegeben und dadurch bessere Konditionen für Kredite und Versicherungen bekommen hat. Des Weiteren wurden in dem Urteil die Geschäftszertifikate im Staat New York für die Trump Organization eingezogen, was einer Auflösung des Unternehmens gleichkommt. Am 6. Oktober 2023 wurde dem Einspruch durch Trump stattgegeben und die Auflösung seines Unternehmens bis zum endgültigen Urteil aufgeschoben.
Bei der Aussage Trumps am 6. November 2023 kam es zu heftigen verbalen Auseinandersetzungen zwischen Trump und Richter Engoron. Trump antwortete auf dessen Fragen äußerst weitschweifig auch mit politischen Ausführungen, so dass dieser ihn zur Ordnung rief, mit dem Hinweis, dass dies eine Gerichtsverhandlung und keine politische Veranstaltung sei. Als dies nichts fruchtete, forderte Engoron schließlich Trumps Anwalt auf, seinen Mandanten zu „kontrollieren“, andernfalls werde er es tun. In einer anschließenden Pressekonferenz beschrieb Trump die Verhandlung als eine Veranstaltung mit einer „rassistischen“ Generalstaatsanwältin, die „fürchterliche“ Bemerkungen gemacht habe. Die Gerichtsverhandlung sei ein „politischer Kampf, wie er üblicherweise in Drittweltstaaten oder Bananenrepubliken“ stattfinde. In diesem Maße sei das noch nie da gewesen. Die amerikanische Öffentlichkeit würde dies missbilligen. Die aggressiven Äußerungen Trumps ließen einige Beobachter vermuten, dass dessen Anwälte seine Sache schon verloren gegeben hatten.
Am 16. Februar 2024 wurden Trump und seine Unternehmen zu einer Geldstrafe von 355 Millionen US-Dollar (mit Zinsen 456 Millionen) verurteilt. Dies beinhaltete 168 Mio. US-Dollar durch den Betrug gesparte Zinsen, 126 Mio. Profit, den sie durch den betrügerischen Vertrag über das Old Post Office in Washington D.C. erzielt hatten, und weitere 60 Mio. für die Profite aus dem Verkauf von Ferry Point in der Bronx. Die restliche Summe kommt durch die Zinsen darauf zu Stande. Des Weiteren müssen seine Söhne Donald Jr. und Eric jeweils vier Millionen US-Dollar zahlen, der Finanzverantwortliche des Trump-Konzerns, Allen Weisselberg, eine Million. Ferner wurde im Urteil festgelegt, dass Trump und sein Unternehmen drei Jahre lang keine Kredite in New York aufnehmen dürfen. Durch das Urteils werden in dem Unternehmen zwei unabhängige Inspektoren eingesetzt. Seine Auflösung wurde entgegen dem zusammenfassenden Urteil nicht erlassen. Die Staatsanwältin kündigte für den Fall der Uneinbringlichkeit der Geldstrafe an, einen entsprechenden Antrag zur Pfändung der Vermögenswerte Trumps zu stellen. Um in Berufung zu gehen, sollte Trump ursprünglich eine Kaution in Höhe von 454 Millionen Dollar (ca. die Höhe des Betrags seines Betrugsurteils) hinterlegen. Die konnte er laut seiner Anwälte nicht aufbringen. Trump widersprach dem und behauptete, „fast 500 Millionen Dollar in Cash“ zu haben. Gleichzeitig rief er durch sein Wahlkampfteam zu Spenden auf. Da das US-Recht verbietet, bestimmte Wahlkampfspenden für persönliche Ausgaben zu verwenden, suchte sein Wahlkampfteam nach Wegen, das Geld für die Bezahlung der Kaution zu verwenden. Im März 2024 gewährte das Gericht eine Reduzierung des Kautionsbetrags auf 175 Millionen US-Dollar. Trump nutzte die drohende Beschlagnahme in dem Verfahren zu einem Spendenaufruf mit der zugleich an Gericht und Staatsanwaltschaft gerichteten Aufforderung „Lasst eure dreckigen Hände vom Trump Tower“.

##### Prozess ab 2022 wegen Körperverletzung und Verleumdung
Im November 2022 erhob die US-amerikanische Journalistin und Autorin E. Jean Carroll vor einem Gericht im Bundesstaat New York im Rahmen einer Zivilklage gegen Trump den Vorwurf, er habe sie im November 1995 oder April 1996 im New Yorker Kaufhaus Bergdorf Goodman vergewaltigt. Weil im Jahr 2022 die Verjährung von Sexualstraftaten aufgehoben wurde, konnte Carroll die Klageschrift wegen Körperverletzung einreichen. Zuvor konnte sie Trump nur wegen Verleumdung verklagen. Er behauptete 2019, Carroll lüge und wolle nur Geld haben. Die Klage lautete letztlich auf Körperverletzung („battery“) und Verleumdung. Zu Prozessbeginn erläuterte Richter Lewis A. Kaplan den Geschworenen, dass für einen Zivilprozess schon ein „sanftes, aber ungewolltes Küsschen auf die Wange“ eine Körperverletzung darstelle. Der Richter stellte den Geschworenen drei potenzielle Vergehen zur Auswahl, darunter Vergewaltigung und sexueller Missbrauch, auf die sie die vorgelegten Beweise prüfen sollten. Am 9. Mai 2023 wurde Trump daher wegen sexuellen Missbrauchs und Verleumdung zu fünf Millionen US-Dollar Schadenersatz verurteilt. Trumps Anwälte legten dagegen Rechtsmittel ein. Am Tag nach dem erlassenen Urteil äußerte sich Trump im TV-Interview und den sozialen Netzwerken erneut über Carroll. Daraufhin erhob sie erneut Vorwürfe vor Gericht und forderte eine Entschädigung von zehn Millionen US-Dollar. Am 6. September 2023 erklärte das Gericht, dass in dem Verfahren, das im Januar 2024 beginnen sollte, nur noch die Höhe der Zahlungen festgelegt würde, da es in einem zusammenfassenden Urteil die Schuld Trumps als bewiesen ansah. In dem Verfahren wurde Trump dann zur Zahlung von insgesamt 83,3 Millionen US-Dollar verurteilt, wobei 7,3 Millionen für die emotionalen Schäden, 11 Millionen für die Schäden an der Reputation von Carroll und 65 Millionen als Strafschadensersatz zuerkannt wurden. Trump ging hiergegen in Berufung. Ende Dezember 2024 wurde das Urteil, bei einer Summe von rund fünf Millionen Dollar, vom United States Court of Appeals for the Second Circuit bestätigt.

#### Strafrechtliche Klagen

##### Verurteilung: Steuerbetrug 2022/23
Am 1. Juli 2021 erhob der New York County Bezirksstaatsanwalt Cyrus Vance Jr. Anklage gegen die Trump Organization wegen Steuerhinterziehung über 15 Jahre, Bilanzfälschung, Komplotts und schweren Diebstahls. Donald Trump wurde dabei nicht persönlich angeklagt. Im Oktober 2022 begann ein Strafprozess, der von Vance’ Nachfolger Alvin Bragg angestrengt wurde. Am 6. Dezember 2022 wurde die Trump-Organisation in 17 Anklagepunkten, darunter wegen Steuerbetrugs, für schuldig befunden und am 13. Januar 2023 zur Zahlung von 1,6 Millionen US$ verurteilt. Es handelte sich um die erste strafrechtliche Verurteilung von einem Unternehmen Trumps.

##### Verurteilung: Fälschung von Geschäftsunterlagen
Am 30. März 2023 stimmte am New York Supreme Court eine Grand Jury für die Zulassung von über dreißig Anklagepunkten u. a. im Zusammenhang mit Schweigegeldzahlungen an die Pornodarstellerin Stormy Daniels.
Schweigegeldzahlungen sind in den USA erlaubt, nicht aber ihre Verschleierung in Bilanzen und die Verwendung von Wahlkampfgeldern in eigener Sache. Trump ist damit der erste ehemalige US-Präsident, gegen den Anklage erhoben wurde.
Am 4. April 2023 wurde die Anklageschrift in Anwesenheit Trumps verlesen, womit 34 Anklagepunkte öffentlich wurden; Trump bekannte sich „nicht schuldig“ in allen Punkten. Trump nahm dazu schriftlich Stellung: „Das ist politische Verfolgung und Wahlbeeinflussung auf dem höchsten Niveau der Geschichte.“
Führende Republikaner im Repräsentantenhaus wie der Fraktionsvorsitzende Steve Scalise, die Vorsitzende der House Republican Conference Elise Stefanik und der Vorsitzende des Justizausschusses Jim Jordan griffen die Anklageerhebung an. Der republikanische Sprecher des US-Repräsentantenhauses Kevin McCarthy kündigte an, Alvin Bragg als zuständigen Staatsanwalt des Bundesstaates New York zur Verantwortung zu ziehen. Der Prozess begann am 15. April 2024. Am 30. Mai 2024 wurde Trump von den Geschworenen in allen 34 Anklagepunkten in erster Instanz schuldig gesprochen. Es ist das erste Mal in der Geschichte der Vereinigten Staaten, dass ein ehemaliger Präsident wegen einer Straftat verurteilt wurde. Trumps Anwalt kündigte an, Berufung gegen das Urteil einzulegen, sobald das Strafmaß verkündet wird.
Nachdem der Oberste Gerichtshof der Vereinigten Staaten infolge eines anderen Prozesses gegen Trump (wegen des Vorwurfs der Behinderung der Amtsübergabe) am 1. Juli 2024 entschieden hatte, dass Präsidenten für offizielle Handlungen Immunität genießen, beantragten Trumps Anwälte noch am gleichen Tag die Aussetzung des Schuldspruchs und Verlegung des auf den 11. Juli 2024 terminierten Strafausspruchs. Sie beantragten außerdem die Zulassung eines Antrags, das Verfahren abzuweisen. Der Richter Alvin Braggs entschied daraufhin, dass der Termin zur Verhandlung über die Strafhöhe einstweilen auf den 18. September 2024 verschoben wird, zuvor sollte bis zum 6. September 2024 entschieden werden, ob das Verfahren als Ganzes wegen der Immunität abzuweisen sei. Der Attorney General von Missouri, Andrew Bailey, stellte direkt beim U. S. Supreme Court den Antrag, dass der Verhandlungstermin für den Strafausspruch nach den Wahlen im November 2024 terminiert und das Redeverbot aufgehoben werden soll. Der Termin zur Urteilsverkündung wurde zunächst auf den 26. November 2024 terminiert, da der zuständige Richter den Eindruck vermeiden wollte, durch die Entscheidung Einfluss auf die Wahl zu nehmen. Mehrfach wurde der Termin verschoben, schlussendlich aber auf den 10. Januar 2025 festgelegt. Trumps Rechtsanwälte scheiterten mit dem Versuch, eine erneute Verlegung zu erreichen. Auch eine Beschwerde beim Supreme Court gegen die Terminierung blieb schlussendlich erfolglos.

##### Anklage: Umgang mit offiziellen Unterlagen

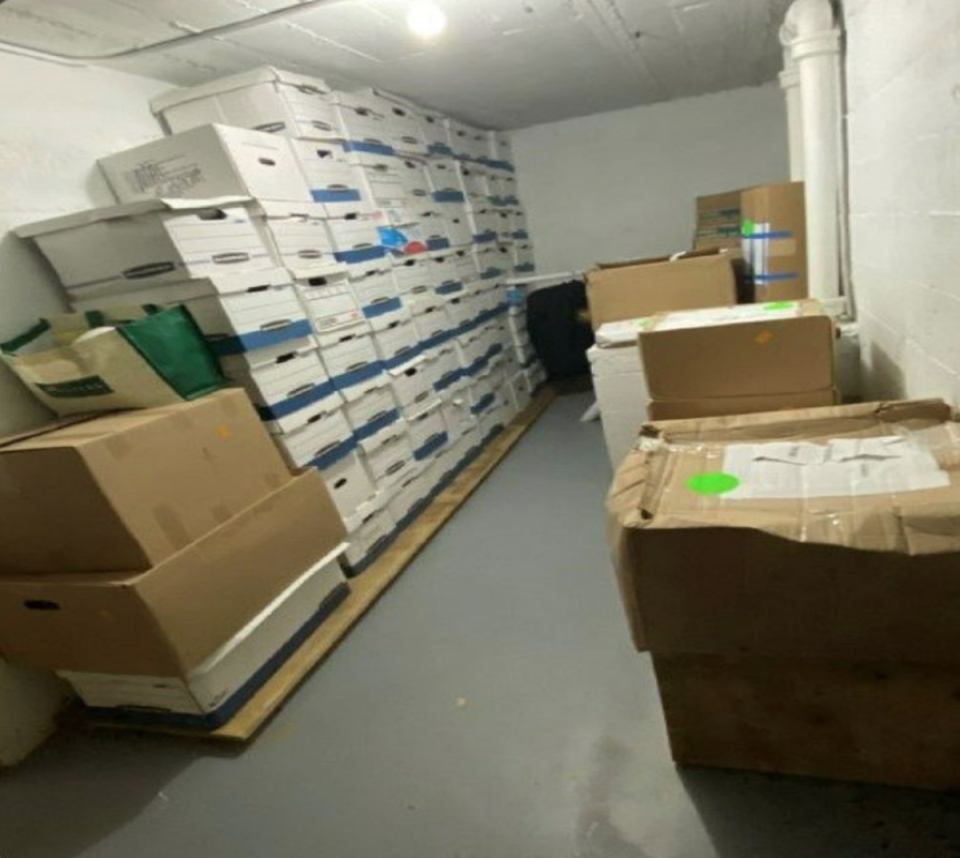
Verschlusssachen in Trumps Wohnsitz Mar-a-Lago in einem ungesicherten Lagerraum

Als Trump nach dem Ende seiner Amtszeit Regierungsdokumente mit höchster Geheimhaltungsstufe mit in sein privates Anwesen in Mar-a-Lago nahm, begannen Ermittlungen auf Bundesebene gegen ihn, auf die im Jahr 2022 eine FBI-Untersuchung bzw. Razzia in einem seiner Wohnsitze folgte. Das US-Justizministerium setzte den Sonderermittler Jack Smith ein, um diese Ermittlungen zu beaufsichtigen. Während der Ermittlungen sagte Trumps ehemaliger Stabschef Mark Meadows gegen Trump aus.
Im Juni 2023 wurde Trump nach einer Entscheidung einer Grand Jury wegen des Umgangs mit Dokumenten, die als geheim erklärt wurden, in 37 Punkten auf Bundesebene angeklagt. Zu den vor einem Bundesgericht erhobenen Anklagepunkten des US-Justizministeriums gehören die unbefugte Aufbewahrung nationaler Sicherheitsdokumente, vorsätzliches Zurückhalten von Dokumenten, Behinderung der Justiz, Missachtung des Gerichts, Falschhandhabung von Dokumenten, Falschaussage und kriminelle Verschwörung. Trump ist damit der erste ehemalige US-Präsident, der auf Bundesebene angeklagt wurde. Am 21. Juli 2023 gab die zuständige Bundesrichterin Aileen Cannon, die von Trump selbst im Jahr 2020 zur Bundesbezirksrichterin für Südflorida nominiert worden war, bekannt, dass der Prozess am 20. Mai 2024 beginnen solle. Am 15. Juli 2024 stellte sie das Strafverfahren ein.

##### Anklage: Behinderung der Amtsübergabe
Am 1. August 2023 stimmte eine Grand Jury in Washington, D.C. einer Anklage über die Behinderung der Amtsübergabe an Joe Biden nach der Wahl 2020 mit vier Anklagepunkten zu. Dabei betreffen drei Anklagepunkte eine Verschwörung und ein weiterer die Behinderung eines offiziellen Aktes. Anders als in vorhergehenden Anklagen ist Trump der einzig benannte Angeklagte in der Anklageschrift, jedoch werden sechs Mitverschwörer erwähnt. Trump kritisierte in einer Stellungnahme die Anklage als „fake“ und dass die „Gesetzlosigkeit der Verfolgung an Nazi-Deutschland in den 1930er-Jahren, die ehemalige Sowjetunion und andere autokratische, diktatorische Regime erinnert“. Im Dezember 2023 wurde die Prozessvorbereitung unterbrochen, nachdem Trump politische Immunität geltend gemacht hatte. Der Sonderermittler versuchte daraufhin eine direkte Entscheidung des Obersten Gerichtshofes der Vereinigten Staaten zu erwirken, der dies jedoch ablehnte. Daraufhin wurde der Fall vom Appeals Court in Washington entschieden, der in einer Entscheidung am 6. Februar 2024 das Argument für ungültig erklärte. Der Oberste Gerichtshof der Vereinigten Staaten entschied am 1. Juli 2024 aufgrund der dagegen eingelegten Revision, dass Trump für offizielle Handlungen Immunität genieße, aber nicht für inoffizielle; die Abgrenzung muss im anstehenden Prozess getroffen werden.

##### Anklage: Versuchte Wahlbeeinflussung in Georgia
Im August 2023 stimmte eine Grand Jury in Fulton County in Georgia für eine Anklage gegen eine 19 Personen umfassende Gruppe, zu der auch Trump gehört. Der Gruppe wird eine Verschwörung zur Beeinflussung des Ergebnisses der US-Präsidentschaftswahl 2020 im Bundesstaat Georgia vorgeworfen, „um rechtswidrig den Ausgang einer Wahl zugunsten von Trump zu verändern“. Die Anklageschrift lastet Trump 13 Gesetzesverstöße an. Insgesamt nennt die Anklageschrift 41 Anklagepunkte. Am 24. August wurde Trump daher im Gefängnis von Fulton County erkennungsdienstlich behandelt. Dabei wurde erstmals in der Geschichte der USA ein Mugshot von einem ehemaligen US-Präsidenten aufgenommen. Um wieder freigelassen zu werden, musste Trump 200.000 US-Dollar als Bürgschaft hinterlegen. Das Polizeifoto (Trump Mugshot) vermarktete Trump unter anderem als Druck auf T-Shirts und kehrte damit auf die Plattform X bzw. Twitter zurück. Mit Sidney Powell, Jenna Ellis und Kenneth Chesebro bekannten sich im Oktober 2023 drei frühere Anwälte von Trump, die im Wahlbetrugsverfahren in Georgia mitangeklagt sind, verschiedener Vergehen für schuldig.

## Präsidentschaftskandidatur 2024

Die Grafik zeigt, wie häufig Donald Trump im Vorfeld der US-Präsidentschaftswahlen, bei denen er kandidierte (2016, 2020 und 2024), Zweifel an der Integrität und Korrektheit der Wahl äußerte. Trump hat vor der Wahl 2024 (Erhebung erfolgte bis Mai 2024) mindestens fünfmal so häufig von einem angeblich bevorstehenden Wahlbetrug gesprochen wie vor der Wahl 2020 und vor der Wahl 2020 dreimal so häufig wie vor der Wahl 2016.

Trumps Wahlkampflogo im Jahr 2024 mit dem Slogan Make America Great Again

### Vorwahl

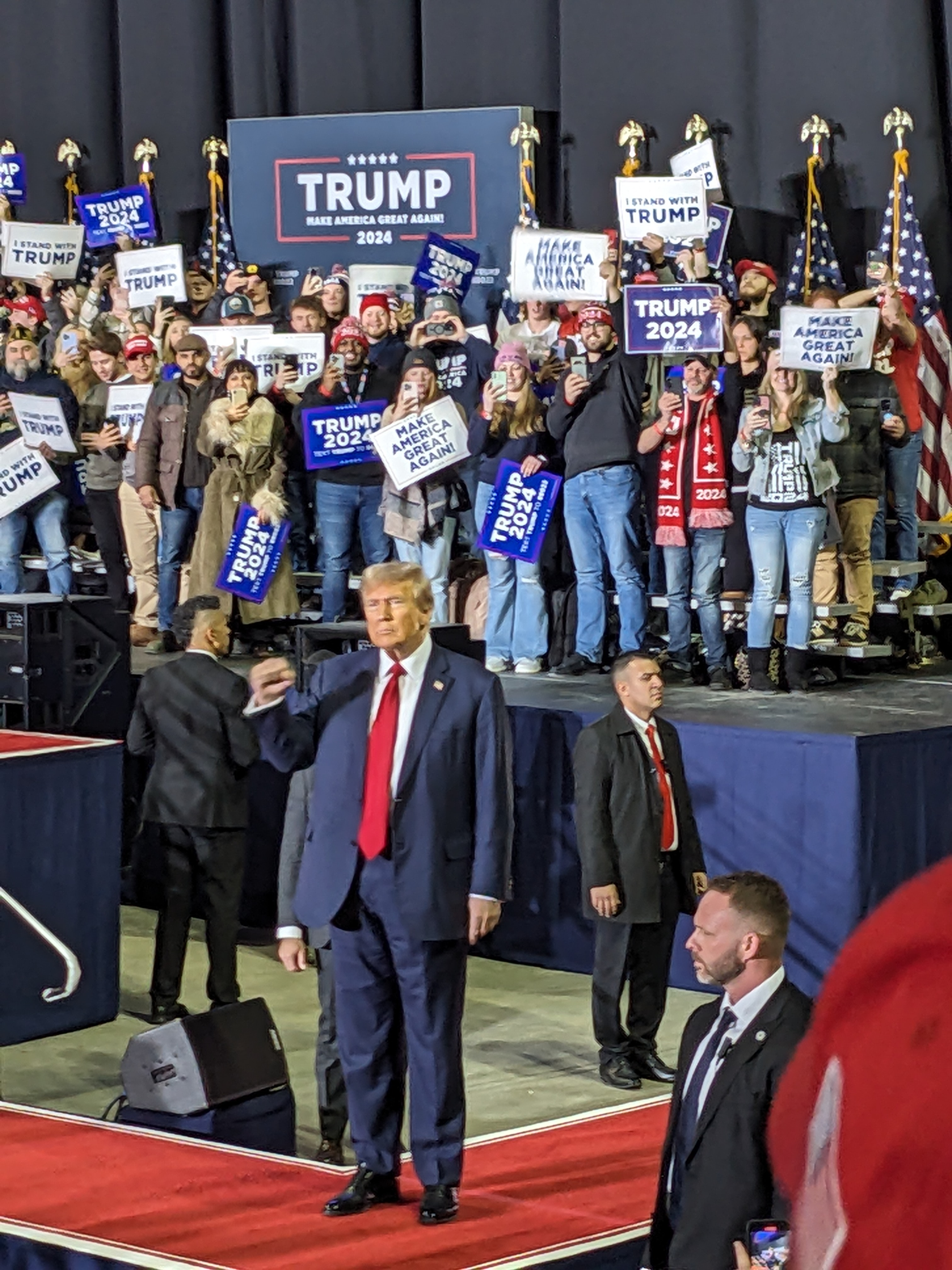
Trump auf einer Wahlkampfveranstaltung im Januar 2024

Im November 2022 kündigte Trump seine erneute Kandidatur für die Präsidentschaftswahl in den Vereinigten Staaten 2024 an. Im Rahmen des Wahlkampfs nahm Trump als erster (ehemaliger) Präsident in der Geschichte der USA am March for Life teil und diente sich damit den nach Schätzung bis zu 70 Millionen strenggläubigen evangelikalen Wählern, die Abtreibungsgegner sind, an, obwohl er sich in der Vergangenheit wiederholt für das Recht auf Abtreibung ausgesprochen hatte. Die vier Strafverfahren gegen Trump sind aus Sicht vieler amerikanischer Christen kein Makel, sondern ein Zeichen dafür, dass Trump ein Gottesgesandter sei, der sich den angeblichen „Mächten des Bösen“ (in Personifikation der Regierung Biden, die sich für eine Legalisierung von Schwangerschaftsabbrüchen einsetzt) entgegenstellt. Trump, der in Interviews keine einzige Bibelstelle zitieren konnte, griff diesen Glauben auf, indem er in Zusammenarbeit mit Lee Greenwood begann, Bibeln zu verkaufen, und ein KI-Bild von sich im Internet teilte, das ihn auf einer Anklagebank zeigt, während Jesus neben ihm sitzt und ihm beisteht.

### Unterstützer
Wesentlicher Unterstützer eines republikanischen Präsidentschaftskandidaten bei den Wahlen 2024 ist die Heritage Foundation, hinter der 80 Thinktanks und Lobbygruppen stehen. Unter dem Project 2025 sieht die Heritage Foundation die Umgestaltung der US-amerikanischen Ministerien im Falle eines Sieges der Republikaner vor. «Project 2025» ist auf die umfassende Verkleinerung der Administration ausgerichtet; zudem steht es dem Freihandel, der Unterstützung des Ukraine-Krieges oder der transatlantischen Partnerschaft distanziert gegenüber. Überwölbt wird es von der Feindschaft gegenüber dem die Weltmacht anstrebenden China sowie der Abneigung gegen internationale Organisationen wie die Uno oder die Europäische Union.
Diane Hendricks hat im Zeitraum 2023–2024 fünf Millionen US-Dollar an die Lobbygruppe Make America Great Again gespendet; größter Einzelspender an diese Gruppe ist jedoch mit Stand Juli 2024 Timothy Mellon mit 76,5 Millionen US-Dollar. Im Mai 2024, während des gegen Trump laufenden Prozesses wegen Fälschung von Geschäftsunterlagen, verbuchte Trump Spendeneinnahmen in Höhe von 141 Millionen US-Dollar, die sich aus mehr als zwei Millionen Einzelspenden zusammensetzten.
Unterstützt wird Trump vom früheren Astronauten Buzz Aldrin, dem früheren NFL-Quarterback Brett Favre, Dana White, Mel Gibson, Dennis Quaid, Roseanne Barr, den Musikern Kid Rock, Amber Rose, Jason Aldean und Azealia Banks, dem Psychologen „Dr.Phil“ Phil McGraw, Elon Musk und Steve Wynn. Zu seinen Großspendern gehören Bill Ackman, Marc Andreessen, Linda McMahon, Diane Hendricks, Miriam Adelson, Kelcy Warren, Richard Uihlein, Kelly Loeffler, Bernard Marcus, Andrew Beal, Cameron und Tyler Winklevoss, Roger Penske sowie der Boxpromoter Don King und die NASCAR-Fahrerin Danica Patrick.

### Verfahren gegen seine Wählbarkeit laut 14. Zusatzartikel zur Verfassung
Der 14. Zusatzartikel zur Verfassung der Vereinigten Staaten (14th Amendment) wurde nach dem Ende des Amerikanischen Bürgerkriegs verabschiedet. Er regelt neben den Bürgerrechtsklauseln im dritten Abschnitt den Umgang mit verfassungsbrüchigen Amtsträgern. Er verbietet ehemaligen und aktiven Amtsträgern, die einen Eid auf die Verfassung der Vereinigten Staaten leisteten, ein Amt auszuüben, nachdem sie an einem gegen die Vereinigten Staaten oder ihre Institutionen gerichteten Aufstand oder einer entsprechenden Revolte teilnahmen. Dies sollte jenen, die im Bürgerkrieg auf Seiten der Konföderierten gegen die Vereinigten Staaten gekämpft hatten, die Amtsausübung verbieten. Da sie zuvor einen Eid auf die Verfassung abgelegt hatten, galten sie als eidbrüchige Verräter. Seitdem wurde der Zusatzartikel dreimal angewendet.
Gegner der erneuten Kandidatur Trumps bei der Präsidentschaftswahl 2024, die sich in der Organisation Free Speech for People zusammenschlossen, versuchten aufgrund dieses Verfassungszusatzes Trumps dritte Kandidatur zu verhindern. Sie reichten in mehreren Bundesstaaten Petitionen ein, um seine Nominierung zu verhindern. Absehbar war, dass dieser Prozess vor dem Obersten Gerichtshof der USA verhandelt werden würde. Dieses ist von Konservativen dominiert, doch wurde auch von Seiten einiger konservativer streng originalistisch denkender Juristen der Federalist Society argumentiert, dass schon ein Urteil eines einfachen Richters Trumps erneute Kandidatur verhindern könne.
Am 19. Dezember 2023 urteilte der Colorado Supreme Court, dass sich Trump an einem Aufstand beteiligt hatte, was auch ohne strafrechtliche Verurteilung bewiesen sei. Damit könne er in Colorado kein Kandidat werden. Die Entscheidung werde erst Januar 2024 rechtskräftig, um Trump Zeit zu geben, beim Obersten Gerichtshof der USA Berufung einzulegen. Mitte Dezember 2023 waren in Alaska, Arizona, Michigan, Nevada, New Jersey, New Mexico, New York, Oregon, South Carolina, Texas, Vermont, Virginia, West Virginia, Wisconsin und Wyoming Verfahren gegen Trumps Wählbarkeit anhängig.
Trump sowie die Republikanische Partei in Colorado zogen gegen das Urteil aus Colorado vor den Obersten Gerichtshof der USA, der am 4. März 2024 alle Klagen abwies und Trump zu den Vorwahlen zuließ.

### Offizieller Kandidat der Republikaner
Trump wurde am 15. Juli 2024 auf der Republican National Convention zum offiziellen Kandidaten der Republikanischen Partei bei der US-Präsidentschaftswahl 2024 ernannt und der frühere Trump-Kritiker JD Vance als Trumps Running Mate vorgestellt. Sein Wahlprogramm nannte er Agenda 47, weil er nach seiner Wahl der 47. Präsident der Vereinigten Staaten ist.

### Attentatsversuche 2024

#### Attentatsversuch am 13. Juli 2024

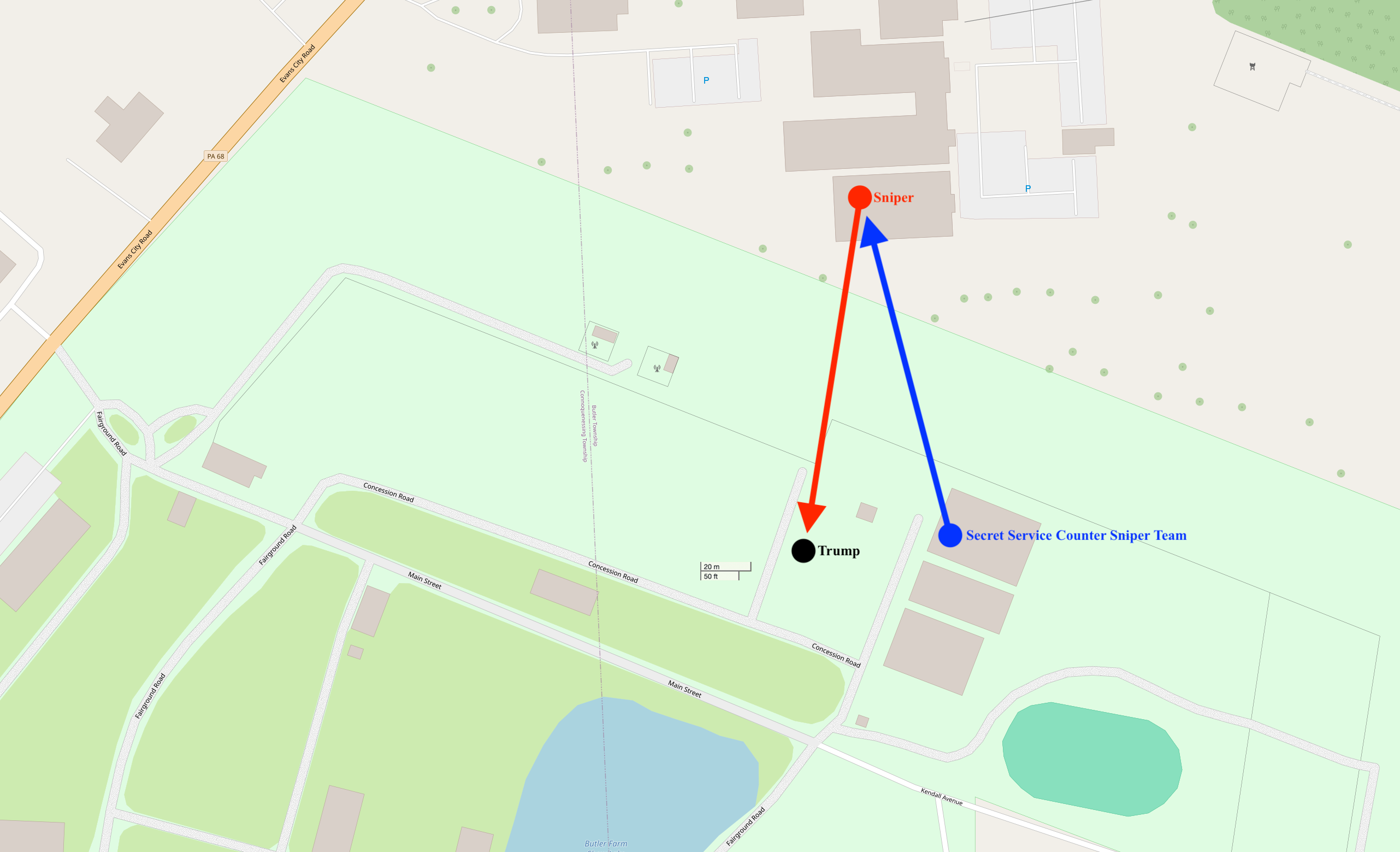
Attentat auf Donald Trump; Skizze: Tatort mit Standort der Beteiligten und Schussfeldern

Am 13. Juli 2024 um 18:11 Uhr Ortszeit (UTC–4) kam es während einer Wahlkampfveranstaltung in Butler (Pennsylvania), zu einem Attentat auf Donald Trump durch Thomas Matthew Crooks. Trump überlebte den Schusswaffenanschlag mit Verletzungen am rechten Ohr. Eine andere Person wurde vom Täter getötet, mindestens zwei weitere Personen wurden schwer verletzt. Der Täter wurde vom Secret Service erschossen.

#### Attentatsversuch am 15. September 2024
Bei dem Attentatsversuch am 15. September 2024 auf Trumps Golfplatz in Florida blieb Trump unverletzt. Der Secret Service griff ein, bevor Schüsse auf den früheren Präsidenten abgegeben werden konnten. Ein Verdächtiger entkam zunächst, er wurde auf der nahen Autobahn gestellt und festgenommen.

### Versuch der Einflussnahme auf das Wahlrecht
Im September 2024 scheiterte der Versuch Trumps, das Wahlrecht des Bundesstaats Nebraska durch Wiedereinführung des 1992 abgeschafften Winner-take-all-Prinzips zu ändern und so auf die Zusammensetzung des 538-köpfigen Electoral College entscheidend Einfluss zu nehmen. Im April 2024 war der bis dahin demokratische Abgeordnete Mike McDonnell zu den Republikanern übergelaufen. Entgegen der Anstrengungen Trumps weigerte sich dieser mit der Begründung »Es erschien mir einfach nicht fair«, die Wahlregeln kurz vor den Präsidentschaftswahlen zu ändern.

## Wahlsieg 2024 und Präsidentschaftsübergang

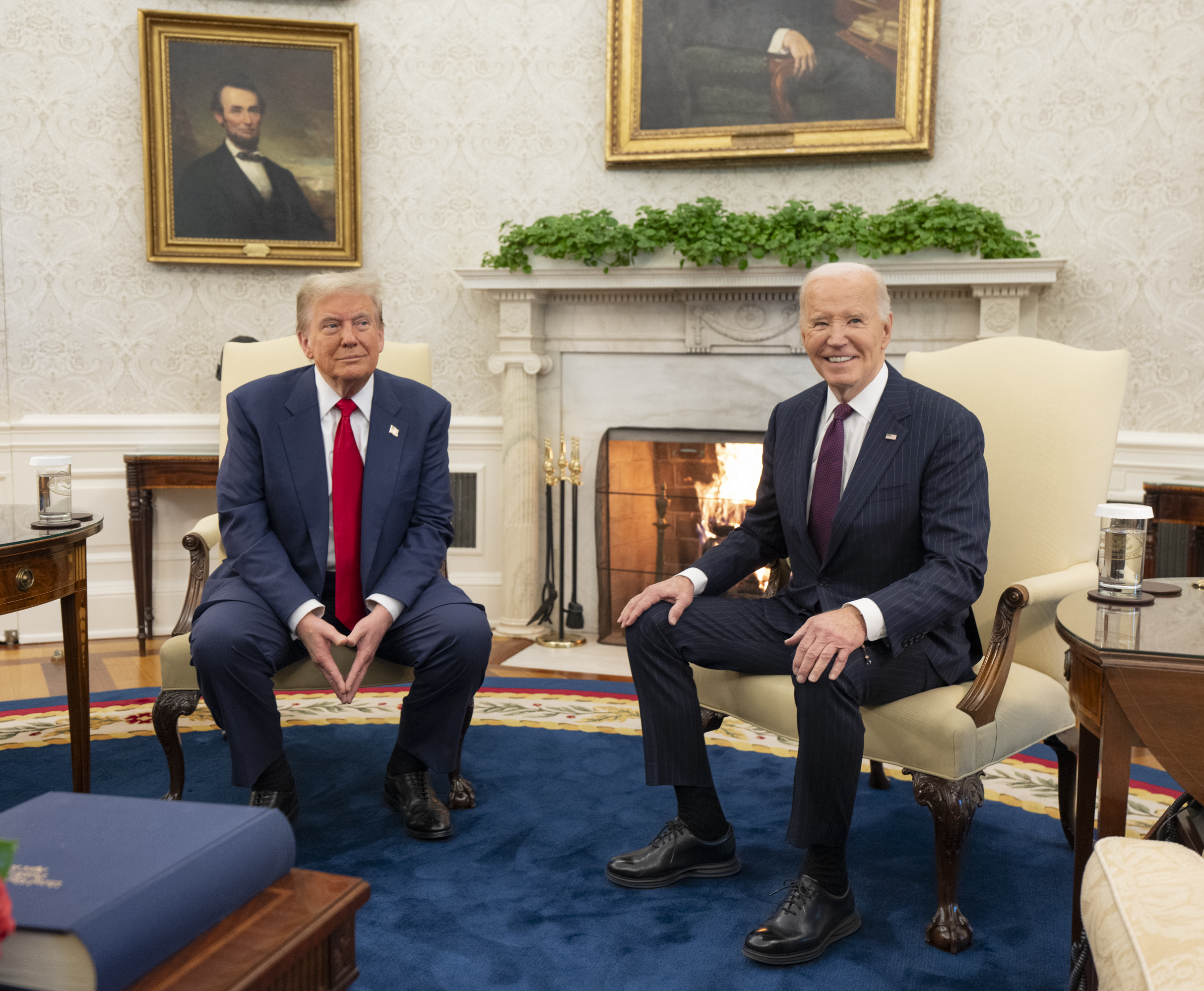
Präsidentschaftsübergang: Trump als President-elect und US-Präsident Joe Biden bei einem Treffen im Weißen Haus im November 2024 nach den US-Wahlen.

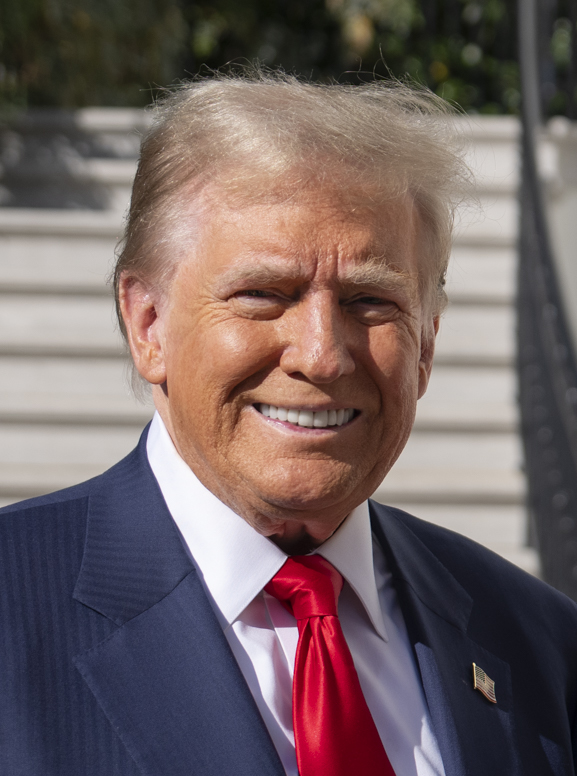
Trump im November 2024, nach der gewonnenen Wahl

Nach Trumps Sieg bei der Präsidentschaftswahl 2024 und dem damit verbundenen Präsidentschaftsübergang hat das republikanische Parteiestablishment auf die Zusammenstellung von Trumps zweiter Regierung praktisch keinen Einfluss. Laut Politico sind es stattdessen Trumps langjährige Beraterinnen Susan Wiles und Linda McMahon, Trumps ältester Sohn Donald Trump Jr., Trumps Running Mate bzw. der designierte Vizepräsident JD Vance, die ehemalige demokratische Kongressabgeordnete Tulsi Gabbard, der Multiunternehmer Elon Musk, der Finanzunternehmer Howard Lutnick und der frühere Demokrat Robert F. Kennedy Jr. Das Trump-Lager hatte wiederum keinen Einfluss auf die parteiinterne Wahl des Mehrheitsführers im Senat; so fiel der von ihnen favorisierte Kandidat Rick Scott bereits im ersten Wahlgang aus dem Rennen; gewählt wurde mit John Thune ein Republikaner, der zuvor sowohl als Trump-Kritiker als auch als sein Unterstützer aufgefallen war.
Weil die republikanische Partei bei den Senatswahlen die absolute Mehrheit erlangte und bei den Wahlen zum Repräsentantenhaus diese behielt, setzt sich der Kongress mindestens bis zum Jahr 2027 aus einer republikanischen Mehrheit zusammen, mit der Trump in seiner zweiten Amtszeit die US-amerikanische Politik leiten, gestalten und verantworten kann. Lediglich bei Änderungen der Verfassung wäre er bzw. seine Regierung auf eine Zweidrittelmehrheit und damit auf Stimmen aus der Demokratischen Partei angewiesen.
Im November 2024 schlug Trump Marco Rubio als Außenminister, Mike Waltz als Nationalen Sicherheitsberater, Susie Wiles als Stabschefin im Weißen Haus, Pete Hegseth als Verteidigungsminister und Linda McMahon als Bildungsministerin sowie den Fernseharzt Mehmet Oz als Chef der Gesundheitseinrichtungen Medicare und Medicaid und Sean Duffy als Verkehrsminister vor. Zudem nominierte Trump den Hedgefonds-Manager und Investor Scott Bessent als Finanzminister. Nachdem der von ihm als Justizminister vorgeschlagene Matt Gaetz wegen Vorwürfen sexuellen Fehlverhaltens und illegalen Drogenkonsums auf eine Kandidatur verzichtet hatte, benannte Trump die ehemalige Staatsanwältin Pam Bondi für dieses Amt. Russell Vought soll der neue Haushaltsdirektor werden; des Weiteren ist Lori Chavez-DeRemer als Arbeitsministerin und Janette Nesheiwat als Sanitätsinspekteurin der Vereinigten Staaten vorgesehen. Mit Massad Boulos machte Trump den Schwiegervater seiner Tochter Tiffany Trump zu seinem Berater für den Nahen Osten. Anfang Dezember 2024 äußerte Trump, dass er entgegen vorheriger Ankündigungen an Jerome Powell als Chef der Federal Reserve voraussichtlich festhalten wolle.
Im Dezember 2024 bot Trump an, die US-amerikanische Unterstützung für die Ukraine in Form von Waffenlieferungen aufrechtzuerhalten, wenn die mit den USA verbündeten europäischen Staaten ihr Verteidigungsbudget auf 5 % ihres jeweiligen Bruttoinlandsprodukts anheben.
Im Zeitraum zwischen Wahl und Amtsbeginn machte Trump expansionistische Aussagen bezüglich des Panamakanals, Grönland und Kanada; er empörte sich über die Durchfahrtgebühren des Kanals und drohte für den Fall, dass diese nicht gesenkt werden, mit militärischen oder ökonomischen Konsequenzen.
Er erklärte außerdem, dass es im Interesse der nationalen und ökonomischen Sicherheit der USA sei, Kontrolle über das zum Königreich Dänemark gehörige Grönland zu erlangen, und schloss dabei die Anwendung von militärischen oder ökonomischen Mitteln nicht aus. Anfang Januar 2025 reiste Trumps Sohn, Donald Trump Jr., nach Grönland. Trump hatte bereits während seiner ersten Amtszeit Interesse am Kauf Grönlands bekundet, war jedoch von den grönländischen und dänischen Behörden zurückgewiesen worden.
Ende November 2024 hatte Trump angekündigt, Importe aus Kanada mit einem Zollsatz von 25 Prozent zu belegen. Bei einem Treffen mit dem kanadischen Premier Justin Trudeau sagte Trump: „Wenn Kanada mit den USA fusionieren würde, gäbe es keine Zölle, die Steuern würden deutlich sinken und sie wären vollständig sicher vor der Bedrohung durch russische und chinesische Schiffe, die sie ständig umgeben“. Wenn Kanada die erhöhten Zölle nicht verkraften könne, solle es 51. US-Bundesstaat werden, so Trump. Nach dem Treffen mit Trudeau sagte Trump, er habe gemeinsam mit einem Gouverneur zu Abend gegessen („Gouverneur“ ist in den USA die Amtsbezeichnung für die Regierungschefs der einzelnen Bundesstaaten). Trudeau selbst sowie Ontarios Premier Doug Ford lehnten Trumps Ansinnen entschieden ab. Nach einer Umfrage des Instituts Léger vom Dezember 2024 befürworteten lediglich 13 Prozent der befragten Kanadier einen Beitritt zu den USA, 82 Prozent lehnten ihn ab.

## Zweite Präsidentschaft

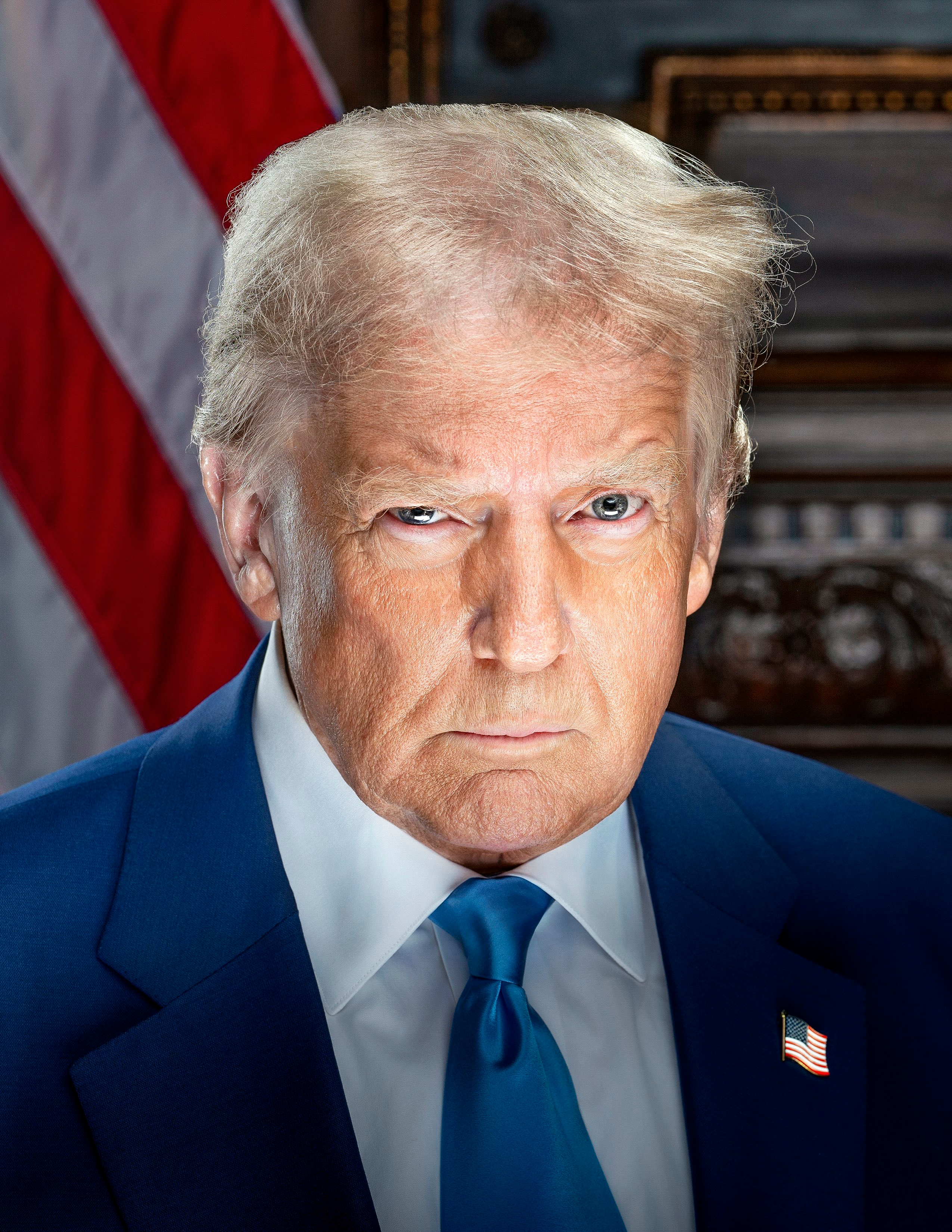
Donald Trump auf dem offiziellen Porträtfoto zur Amtseinführung 2025

Trump ist neben Grover Cleveland bisher der zweite Präsident, dessen Amtszeiten nicht direkt aufeinander folgten. Seine zweite Präsidentschaft begann mit seiner zweiten Amtseinführung am 20. Januar 2025 und endet voraussichtlich am 20. Januar 2029 mit der Amtseinführung seines Nachfolgers. Parallel dazu wurde sein zweites Kabinett vereidigt.

## Rezeption

### Verhältnis zu den Medien

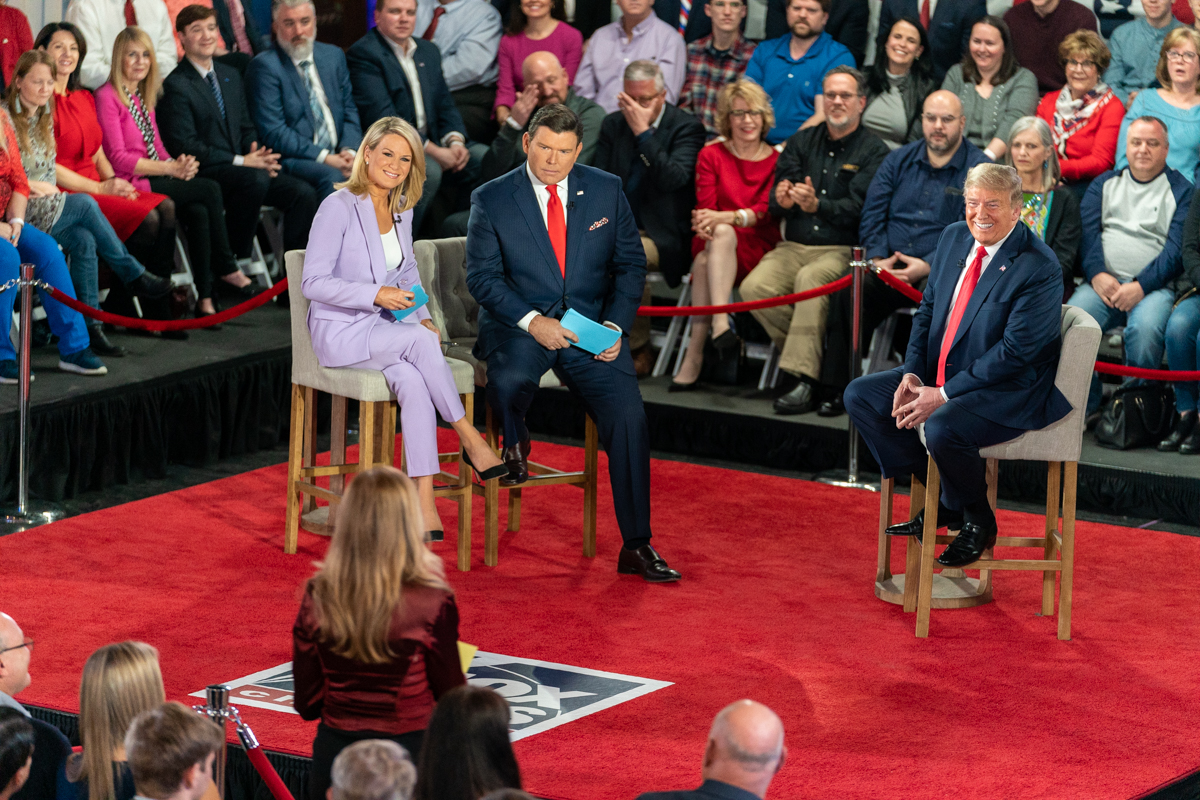
Trump bei einem Interview mit dem Fox News Channel (März 2020)

Zahlreiche Wahlforscher und Nachrichtenmedien waren vom Wahlsieg Trumps zum Präsidenten der Vereinigten Staaten im Jahr 2016 überrascht. Viele eher linke Medien hatten vor der Wahl vor allem kritisch über ihn berichtet, während Hillary Clinton allgemein höhere Siegchancen zugerechnet worden waren. Trump war wegen seiner weithin als rassistisch und sexistisch bezeichneten Äußerungen mitunter als unwählbar betrachtet worden. Der Journalismus-Professor Jeff Jarvis bezeichnete Trump als „ein Produkt der US-Medien“ und machte sie wegen ihrer ausgiebigen Berichterstattung mitverantwortlich für dessen Erfolg. Viele Journalisten hätten „die Bürger aus den Augen verloren“ und eine Kluft entstehen lassen. Der Medienwissenschaftler Bernhard Pörksen verweist im Verhältnis von Trump zu Fox News Channel auf Langzeitrecherchen von The New Yorker und der New York Times, wonach beide Seiten einander Hinweise auf vermeintliche Skandale und angebliche Verschwörungen unter anderem zwecks Diffamierung von Gegnern zuspielen. Trump kommentiere einzelne Sendungen in Echtzeit auf Twitter; seine über 87 Millionen Follower wirkten als Quotentreiber für Fox News.
Der Historiker und Journalist Tim Stanley sieht den Wahlerfolg Trumps vor allem in seiner im Vergleich zu Clinton größeren Präsenz in den Social Media wie Facebook, Instagram und vor allem Twitter begründet, zumal die Mehrheit der Bürger aus diesen hauptsächlich ihre Informationen beziehe. Dies nutzte er, um die Fernseh-Berichterstattung über ihn in den von ihm verachteten Mainstream-Medien zu manipulieren. Prägend für sein offensives Auftreten gegen kritische Presse war der Anwalt und Rechtsberater von Joe McCarthy, Roy Cohn, den er 1973 kennenlernte. Dieser war es auch, durch den Trump im Jahr 1979 Roger Stone kennenlernte, der wiederum seitdem gelegentlich, unter anderem als Lobbyist, für Trump arbeitete, später Berater der Trump-Präsidentschaftskampagne wurde und von Präsident Trump begnadigt wurde, nachdem er zu 40 Monaten Haft verurteilt worden war, weil er im Zuge der FBI-Sonderermittlungen zu Trumps Wahlkampf als Zeuge unter anderem falsch ausgesagt hatte.

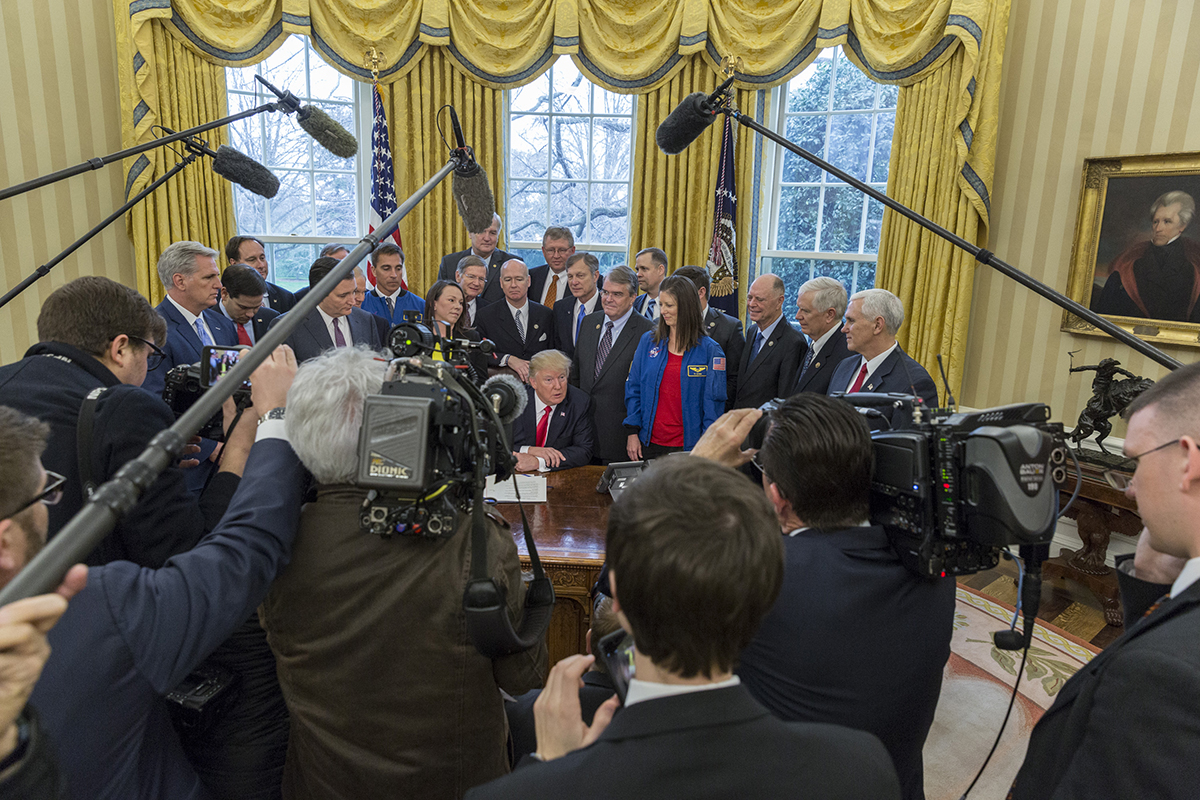
Trump im Gespräch mit der Presse, März 2017

Viele Kommentatoren sorgen sich um die Meinungs- und Pressefreiheit während Trumps Präsidentschaft; so sagte der Pulitzer-Preisträger David Maraniss im November 2016, Trump habe „einen Hass freigesetzt, der sich nun teilweise auf den Straßen zeigt, und das ist extrem gefährlich.“ Trump forderte unter anderem, das Prinzip des Quellenschutzes im Journalismus aufzuheben. Er bezeichnete Journalisten und bestimmte Medien vielfach als „korrupt“ oder „verlogen“; sie seien die „eigentliche Opposition“ und „Feinde“ seiner Regierung und des Volkes („enemy of the people“). Trump verhielt sich bei Pressekonferenzen mehrfach ausfällig und ließ kritische Medien teilweise ausschließen. Er griff einige Journalisten persönlich an, die kritisch berichtet oder gefragt hatten, im Präsidentschaftswahlkampf etwa Megyn Kelly (siehe Sexismusvorwürfe) und Serge F. Kovaleski, über dessen Körperbehinderung sich Trump durch Nachäffen lustig gemacht hatte. Ende Juni 2017 tweetete Trump vulgär gegen Mika Brzezinski und Joe Scarborough, die in ihrer MSNBC-Sendung Morning Joe Kritik an Trump geäußert hatten. Sie erklärten, ein enger Berater Trumps habe ihnen einen schädigenden Zeitungsartikel angedroht, wenn sie sich nicht bei Trump entschuldigen würden. Trump ließ das dementieren. Zudem forderte Trump, dass die Bundesbehörden die New York Times und die Washington Post abbestellen. Manche sehen in Trumps polarisierender Politik eine Chance zum Erstarken der Demokratie. So gewann die New York Times von Herbst 2016 bis Februar 2017 über 275.000 Abonnenten dazu; auch die Washington Post und der New Yorker gewannen Abonnenten und stellten Personal unter anderem für Recherche ein.
Ein Tweet am 31. Mai 2017 kurz nach Mitternacht über die „constant negative press covfefe“ sorgte für weltweite Aufmerksamkeit und Spott und wurde sechs Stunden später gelöscht; vermutlich ist die Zeichenfolge „covfefe“, die zum Internetphänomen wurde, ein Schreibfehler für „coverage“ („ständige negative Presseberichterstattung“). Einige Medien berichteten, dass Trump häufig unberaten twittere, während er nachts allein Fernsehen schaue, und dabei Sprachregelungen des Weißen Hauses untergrabe, was auch rechtliche Konsequenzen haben kann, da sich Trump in seinen Tweets ungefiltert zu Themen äußert, die Gegenstand von Ermittlungen sind. Trump warf den Mainstream-Medien am 6. Juni 2017 in einem Tweet vor, seine Nutzung von Social Media verhindern zu wollen, da sie es „hassen“ würden, dass er „die aufrichtige und ungefilterte Botschaft“ überbringe. Trump veröffentlichte im Juli 2017 ein Video, in dem er Vince McMahon wiederholt ins von einem CNN-Logo überblendete Gesicht schlägt, das ursprünglich aus einer Wrestling-Storyline Trumps von 2007 stammt. CNN bezeichnete dies als Aufforderung zur Gewalt. Der republikanische Senator Ben Sasse warnte Trump daraufhin, nicht Misstrauen als Waffe einzusetzen („to weaponize distrust“), was die verfassungsmäßig verbriefte Meinungsfreiheit gefährde. Ende September 2017 waren in einer Quinnipiac-Umfrage 69 zu 29 Prozent der Amerikaner der Ansicht, Trump solle mit dem Twittern aufhören.
Eine Studie der Harvard Kennedy School ergab, dass Trump in den ersten 100 Tagen Gegenstand von 41 Prozent aller Nachrichtenberichte im nationalen Fernsehen gewesen war, dreimal mehr als jeder Präsident zuvor, von denen 80 Prozent negativ ausgefallen waren (52 Prozent beim konservativen Nachrichtensender Fox News, 93 Prozent bei CNN und NBC und 98 Prozent bei der ARD, die wie viele andere ausländische Medien besonders häufig die Frage der Amtsfähigkeit Trumps aufwarf). Im Jahr 2017 dominierte Trump die über 2,8 Milliarden politischen Tweets aus den USA extrem; er war an allen außer 17 Tagen des Jahres das wichtigste Thema, zudem in jeder Woche bei jeder Nutzergruppe (konservative und linke Aktivisten sowie Washingtoner Eliten). Trump kam demnach 2017 in über 901 Millionen Tweets vor, in mehr als doppelt so vielen wie 2016 und zehnmal so vielen wie Obama in seinem letzten Amtsjahr. Der Journalist David Frum wies im Dezember 2017 darauf hin, dass der konservative Mainstream sich mit Trump arrangiert habe. So vertraten von den 21 konservativen Kommentatoren des National Review, die Anfang 2016 Never Trump (niemals Trump) gefordert hatten, nur noch sechs öffentlich diese Meinung (darunter Jennifer Rubin, William Kristol und John Podhoretz), während sich fast ebenso viele zu öffentlichen Unterstützern Trumps gewandelt hatten. Das zunächst skeptische Herausgebergremium des Wall Street Journal äußert sich demnach zunehmend positiv. Laut einer Umfrage im Februar 2018 sagten 54 Prozent der Amerikaner (84 Prozent der Demokraten, etwa 20 Prozent der Republikaner), die Mainstream-Medien würden ihrer Einschätzung nach Trump fair behandeln, während 59 Prozent Trumps Umgang mit den Medien unfair fanden.
Darüber erzürnt, dass Twitter seine per Tweet aufgestellten Behauptungen vom 26. Mai 2020 einem Faktencheck unterzog, verfügte Trump per Dekret, den Schutz sozialer Netzwerke wie Twitter und Facebook vor Strafverfolgung zu beenden und die Befugnis der Netzwerke, durch Nutzer veröffentlichte Inhalte zu moderieren, zu beschneiden. Wenig später kennzeichnete Twitter einen auf den Ausnahmezustand in Minneapolis bezogenen Tweet Donald Trumps als gewaltverherrlichend.
Nachdem Trumps ehemaliger Lieblingssender Fox News im Verlauf der US-Präsidentschaftswahl 2020 bei Trump in Ungnade gefallen war, weil er die Wahlergebnisse gesendet hatte, ohne sich die Wahlfälschungsvorwürfe von Trump zu eigen zu machen, wandte sich Trump von ihm ab und favorisiert seitdem One America News Network.
Nachdem das Repräsentantenhaus Ende 2020 ein Gesetzespaket für den Verteidigungshaushalt beschlossen hatte, legte Trump dagegen ein Veto ein. Dieses Veto wurde vom US-Senat im Januar 2021 mit der nötigen Zweidrittelmehrheit abgewiesen. Damit wurde erstmals gegen ein Veto Trumps entschieden. Am Gesetzespaket, das auch Gesetze außerhalb der Verteidigungspolitik enthält, kritisierte Trump unter anderem, dass dieses Gesetzespaket nicht die als »Section 230« bekannten Regelung abschafft bzw. ändert. Diese Regelung sieht zum einen vor, dass Online-Plattformen gegen Beiträge von Nutzern vorgehen können und zum anderen Online-Plattformen nicht für die Beiträge der Nutzern haftbar gemacht werden können.
Nach dem Sturm auf das Kapitol in Washington am 6. Januar 2021 deaktivierte Meta Platforms (vormals Facebook Inc.) Trumps Zugriff auf seine Benutzerkonten bei Facebook und Instagram. Ursprünglich für 24 Stunden angedacht, verlängerte Meta Platforms die Kontensperre, mit der Ankündigung, diese bis zur Amtseinführung von Joe Biden beizubehalten. Am 8. Januar 2021 teilte Twitter mit, dass das Twitter-Benutzerkonto von Trump (@realdonaldtrump) aufgrund des Risikos einer weiteren Anstiftung zu Gewalt dauerhaft gesperrt worden sei. Nachdem Elon Musk Aktionär von Twitter geworden war, gab er an, den Ausschluss Trumps auf Twitter rückgängig machen zu wollen. Im November 2022 ließ Musk als neuer Twitter-Besitzer eine 24-Stunden-Umfrage unter den Nutzern durchführen, an der rund 15 Millionen Nutzer teilnahmen, von denen sich eine knappe Mehrheit von 51,8 Prozent für die Entsperrung des Kontos Trumps aussprach. Bei knapp 238 Millionen Twitter-Nutzern täglich entspricht diese Mehrheit allerdings lediglich knapp 3,3 Prozent aller Twitter-Nutzer. Einige Minuten nach der Freischaltung brachte es das Profil bereits auf mehr als eine Million Nutzer. Trump selbst hatte kurz vor Umfrageende bekräftigt, nicht zu Twitter zurückzukommen, sondern auf seiner Plattform Truth Social bleiben zu wollen; dennoch empfahl er seinen Anhängern dort, an der Umfrage teilzunehmen.

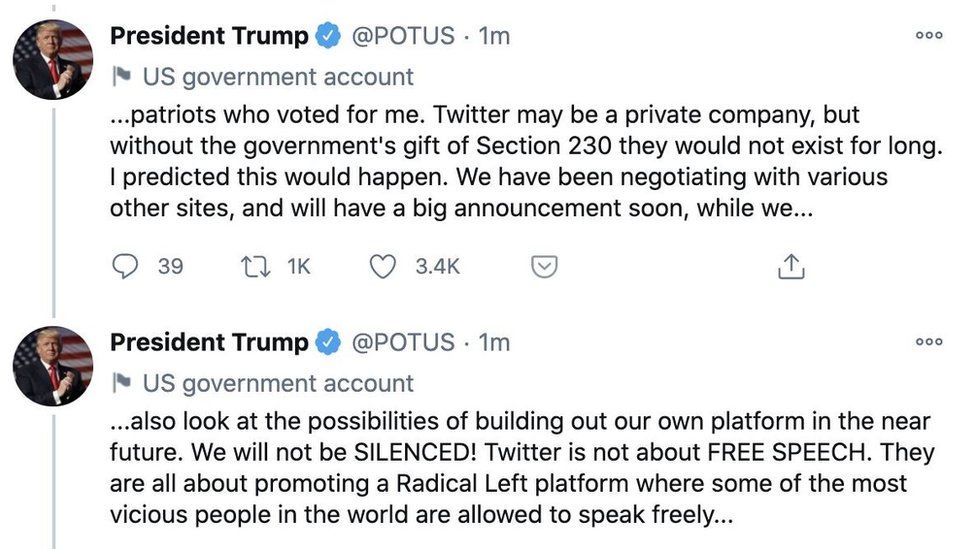
Zwei Tweets vom 8. Januar, die von Twitter zeitnah gelöscht wurden

Ende Januar 2023 teilte der Facebook-Konzern Meta mit, Trumps Sperre auf Facebook und Instagram aufzuheben, da eine unbefristete Sperre nicht von den Regeln des Netzwerks gedeckt sei. Eine Gefahr für die öffentliche Sicherheit, wie sie im Januar 2021 bestanden habe, sei nicht mehr gegeben. Trump müsse sich aber an die Regeln der Plattform halten. Trump schrieb auf seiner Plattform daraufhin, dass Facebook „Milliarden von Dollar an Wert verloren“ habe, „seitdem es euren Lieblingspräsidenten – mich – ‚deplattformiert‘ hat. […] So etwas sollte einem amtierenden Präsidenten nie wieder passieren, oder sonst irgendwem, der keine Strafe verdient hat“. Bürgerrechtsgruppen kritisierten die Entscheidung; diese sei „ein Desaster“ und sende das Signal an andere Personen, dass sie die Regeln ohne anhaltende Konsequenzen brechen könnten.
Ende August 2023 wurde Trump auf der Plattform X (vormals Twitter) wieder aktiv; er postete das Polizeifoto, das von ihm anlässlich seiner erkennungsdienstlichen Behandlung im Bezirksgefängnis Fulton County in Atlanta/Georgia wegen des Vorwurfs der Wahlbeeinflussung aufgenommen worden war, und schrieb darunter: „Wahleinmischung! Niemals aufgeben!“ Bereits kurz zuvor hatte Trump dem Moderator Tucker Carlson auf X ein Interview gegeben.
Im Zuge der Präsidentschaftswahl 2024 lehnte Trump – anders als Kamala Harris – die Teilnahme an der traditionellen als CBS-Wahlsondersendung »60 Minutes« ab. CBS lädt zu jeder Wahl die Präsidentschaftskandidaten zu getrennten Interviews ein, welche dann in einer Sendung kurz vor der Wahl nacheinander ausgestrahlt werden. Vor der Wahl 2020 interviewte die Korrespondentin Lesley Stahl Trump in »60 Minutes«; dieser brach die Teilnahme nach 45 Minuten vorzeitig ab.

### Anhänger als Teil einer „schweigenden Mehrheit“
Der Publizist Ward Baker hielt den Kandidaten Trump im Dezember 2015 deshalb für „so populär, weil ihn die Wähler als authentisch, unabhängig, direkt und stark ansehen – und weil sie glauben, dass er nicht von Interessensgruppen gekauft werden kann“. Nach der Einschätzung des Politikberaters Frank Luntz zeichnen sich Trumps Sympathisanten nicht durch ihre Treue zu konservativen Grundsätzen, sondern vor allem durch ihre Wut über den aktuellen Zustand der US-Politik aus. Trump spreche Menschen mit unterschiedlichsten Werthaltungen und aus allen sozialen Schichten an, weil er „ihre Sprache spreche“ und als „Anti-Politiker“ das unpopuläre politische Establishment angreife. Er positioniere sich – ähnlich wie Ende der 1960er-Jahre Richard Nixon – als Kandidat einer „schweigenden Mehrheit“.
Der Politikwissenschaftlerin Natascha Strobl zufolge inszeniert sich Trump sowohl als „Anti-Establishment-Figur“ wie „als Heilsbringer und Künder eines neuen Zeitalters“. Sie verweist auch auf Trumps religiöse Rhetorik. Er ließ sich mit dem König Kyros vergleichen, der laut Bibel zur Rückkehr des jüdischen Volkes aus dem babylonischen Exil beigetragen hat, umgab sich mit evangelikalen Predigern und sprach bei Wahlkampfreden 2020 davon, man werde „einen weiteren gewaltigen Sieg erringen – für Glaube und Familie, Gott und das Land, Fahne und Freiheit“.
Etwa ein Drittel der Anhänger Trumps überwand laut Umfrage- und Wählerbefragungsdaten vom Februar 2016 während der parteiinternen Vorwahl die bisherigen Spaltungen der republikanischen Wählerschaft und war in hoher Kohärenz durch „religiöse, soziale und rassische Intoleranz“ vereint.
Trump umwarb, wie die Washington Post analysierte, seit Jahren ein rechtes Politiksegment, das sich inzwischen zu einem Gegen-Establishment („fringe establishment“) verfestigt und große mediale Präsenz als Gegenöffentlichkeit gewonnen habe; Trump habe verbrannte Erde bei den Etablierten hinterlassen.
Eine Umfrage des Thinktanks Chicago Council nach dem ersten halben Jahr der Präsidentschaft Trumps ergab, dass die Ansichten seiner Kernanhängerschaft sich nicht geändert hatten, während in der Wählerschaft insgesamt die America-First-Politik, insbesondere Außenhandels-Protektionismus und die Ablehnung von Einwanderern, unbeliebter geworden war, überproportional bei Anhängern der Republikaner insgesamt.
Bei der Präsidentschaftswahl 2016 führte Trump in exit polls am höchsten – mit 50 % zu 46 % für Clinton – in der Einkommensgruppe zwischen 50.000 und 99.000 $ pro Jahr. Die niedrigste Einkommensgruppe, unter 50.000 $ unterstützte demgegenüber mit dem größten Abstand Hillary Clinton, sie erhielt hier 53 % Zuspruch gegenüber 46 % für Trump. Bei der Präsidentschaftswahl 2020 führte Trump demgegenüber am stärksten in der Jahreseinkommensgruppe zwischen 100.000 und 199.000 $, die darunter liegenden Einkommen tendierten wieder mehr zu den Demokraten.

### Sprache und Stil
Trumps charakteristischer Stil und seine Sprache sind vielfach analysiert worden. Performative Inszenierungen, häufig melodramatischer Art, standen für den entertainment-erfahrenen Trump im Vordergrund, auch vor politischen Inhalten – etwa bei den häufigen, choreographierten Fotos der Unterzeichnung von Erlassen im Oval Office. Der Journalist Michael D’Antonio urteilte, Trump sei „so beschäftigt mit seiner Performance, dass nichts, was er über sich sagt, als aufrichtig bezeichnet werden kann“. Trumps Art des Handschlags mit internationalen Politikern – häufig außerordentlich lang und intensiv, während er etwa Angela Merkel im Oval Office nicht die Hand reichte – ist als Dominanzgeste gedeutet worden.

#### Satzbau und Wortschatz
Trump nutzte bei Reden kurze, klar strukturierte Sätze mit wenigsilbigen Wörtern, von denen die wichtigsten oft am Ende stehen, und häufig Imperative – wie bei dem Slogan „Make America Great Again“, der bereits im Wahlkampf Ronald Reagans verwendet worden war. Grammatik und Vokabular seiner Wahlkampfreden waren laut Indizes auch Elfjährigen verständlich, die Sprache vieler politischer Konkurrenten und früherer Präsidenten war bzw. ist deutlich komplexer. Bis in die 1990er-Jahre verwendete Trump deutlich komplexere Satzstrukturen und Vokabeln. Seine Aussagen 2015/16 waren laut einer computerlinguistischen Studie stärker von einem femininen Sprachregister geprägt (Hilfsverben, Ichbezug, emotionale, dynamische Ansprache) als die aller Kandidaten in Präsidentschaftswahlkämpfen seit 2004, auch als die seiner Gegenkandidatin Hillary Clinton.

#### Konfrontativer und „unpolitischer“ Stil
Trumps Stil gilt als konfrontativ. Die New York Times erstellte von Januar 2016 bis Mai 2019 eine Liste von 598 Personen, Orten und Gegenständen, die Trump seit Juni 2015 auf Twitter beschimpft oder beleidigt hat. Markus Feldenkirchen urteilte 2015, Trump mache fast alles anders als herkömmliche Politiker; er benenne gnadenlos alles, was im politischen System der USA faul sei. Trump bemühte sich im Wahlkampf nicht um Einschränkungen oder Abschwächungen, auch nicht gegenüber bestimmten Wählergruppen. Er verwendete dabei oft provokative, tabuverletzende Äußerungen, ließ Verschwörungstheorien und Außenseiterthesen anklingen und erregte so immer wieder Aufmerksamkeit. In seiner Rhetorik von „Starken“ und „Schwachen“ machte er politische Kontrahenten verächtlich, etwa durch Anspielungen zu Familienmitgliedern und Spottnamen wie „Crooked Hillary“ (Gauner-Hillary) oder „little Marco“; den Vietnam-Veteranen John McCain bezeichnete er als keinen echten Helden, weil er sich habe gefangen nehmen lassen. Damit erzeuge er bei den Anhängern das Gefühl persönlicher Nähe in einer Kampfgemeinschaft gegen die Etablierten. Wie bei Silvio Berlusconi kämen dazu bei Trump der großsprecherische Mythos vom selbstgemachten Aufstieg zum Milliardär, die zur Schau gestellte machohafte Virilität und die virtuose Beherrschung der Medien.
Konfrontiert mit kritischen Fragen setze Trump – anders als übliche Politiker, die in Abstraktion ausweichen – sein komödiantisches Talent ein und bleibe bei seiner einfachen Sprache, womit er Distanz vom politischen Geschäft signalisiere. Er weiche bei Fragen zu Inhalten und Positionen häufig auf Anekdoten oder auf Personen aus seinem persönlichen Umfeld aus, anstatt sich auf Details festzulegen.
Auf einer seiner Wahlkampfveranstaltungen erklärte Trump 2016, er könne auch „präsidial sein“; dann jedoch „wären nur etwa 20 Prozent von euch hier, weil das todlangweilig wäre“.

#### Rhetorik
Die US-Rhetorikprofessorin Jennifer Mercieca (Texas A&M University) untersucht seit 2015 Trumps Rhetorik und Sprachgebrauch. Trump nutze gezielt sprachliche Muster, die schon antike Redner kannten und verwendeten. Er übertreibt und polarisiert; er beschimpft politische Gegner (ad hominem), droht (Argumentum ad baculum) und entpersonifiziert sie. Häufig verwendet er Paralipsen (zum Beispiel „Ich sage nicht …“, „ich sage nur …“) und stellt Vorwürfe so in den Raum, dass man ihn nicht verantwortlich machen kann (Whataboutism). Am Beispiel von Trumps zentraler Wahlkampfforderung 2016 nach dem Bau einer Mauer zwischen den USA und Mexiko illustrierte die Politikwissenschaftlerin Natascha Strobl dessen Hundepfeifen-Politik: Unabhängig von dem Nutzen, der Möglichkeit oder der moralischen, ökonomischen, ökologischen oder politischen Vertretbarkeit dieses Projekts rufe der Schlachtruf „Build the wall!“ immer wieder „rassistische Rauschgefühle“ hervor.
Die New York Times analysierte Trumps Reden im Oktober 2024 neu. Die Reden wurden im Durchschnitt von 2016 bis 2024 fast doppelt so lang und die Anzahl negativ konnotierter Worte nahm nochmals zu. Er war nie ein brillanter Redner aber die Verständlichkeit nahm laut seiner ehemaligen stellvertretenden Pressesprecherin Sarah Matthews ab. Trump spreche noch zusammenhangloser.

#### Wahrheitsgehalt von Trumps Aussagen – Zitate
Trump wird ein postfaktischer Politikstil (englisch „post-truth politics“) zugeschrieben: Der Anteil seiner politischen Äußerungen, die objektiv falsch sind, lag laut Untersuchungen von Websites wie Politifact im Herbst 2017 bei etwa 70 % (Obama: 26 %); New York Times und Washington Post führen jeweils Datenbanken mit falschen Aussagen Trumps im Amt, die im Sommer 2017 die Tausend überschritten. Bis zur Halbzeitwahl im November 2018 waren es über 6.400 Falschaussagen, deren Frequenz Trump im Laufe der Zeit immer weiter steigerte – mit über 1.400 in den sieben Wochen vor der Wahl. Insgesamt zählte die Washington Post in seiner vierjährigen Amtszeit 30.573 falsche oder irreführende Behauptungen, rund die Hälfte davon in seinem letzten Amtsjahr. Machte er in seinem ersten Jahr als Präsident etwa sechs falsche oder irreführende Behauptungen pro Tag, waren es in seinem zweiten Jahr bereits 16, in seinem dritten Jahr 22 und in seinem letzten Jahr 39.
Im Dezember 2018 führte die Faktencheck-Abteilung der Washington Post eine neue Kategorie ein, den bottomless Pinocchio für Aussagen, deren Unwahrheit nachgewiesen wurde und die ein Politiker trotzdem mindestens zwanzigmal wiederholte. Bis dahin erfüllte Trump als einziger Politiker überhaupt diese Kriterien, während die meisten anderen Politiker nachgewiesene Lügen nicht wiederholten. Bis Dezember 2018 hatte Trump in vierzehn Fällen eine bottomless Pinocchio-Wertung erhalten, darunter für die 123-mal wiederholte Falschaussage, seine Steuersenkung sei die größte der Geschichte, oder für die 86-mal wiederholte Behauptung, der Bau der Grenzmauer nach Mexiko habe bereits begonnen. Die Süddeutsche Zeitung warf angesichts der Tatsache, dass diese wiederholten Lügen Trump bei seinen Anhängern nicht schadeten, die Frage auf, ob das Instrument des Faktenchecks überhaupt sinnvoll ist.
Harry G. Frankfurt bezeichnete Trump 2016 als Bullshitter, der anders als ein Lügner gar kein Verhältnis mehr zu Wahrheit und Wirklichkeit habe, sondern einfach irgendwelche Behauptungen in die Welt setze.
Die Sozialwissenschaftlerin Bella DePaulo äußerte 2017 nach Studien zum Lügen, Trump lüge nicht nur häufiger als jeder andere Untersuchte, sondern das Verhältnis seiner Lügen, um selbst besser dazustehen, zu „freundlichen“ kleinen Lügen – üblicherweise bei zwei zu eins – liege bei Trump bei über sechs zu eins. Zudem sei der Anteil seiner Lügen, die andere verletzten, mit 50 % ungewöhnlich hoch (üblich: 1 bis 2 %). In zwei Umfragen im Herbst 2017 äußerten weniger als 40 % der befragten Amerikaner, Trumps Aussagen Glauben zu schenken.
Der republikanische Senator Jeff Flake sagte am 17. Januar 2018 in einer Rede vor dem US-Senat: „Im Jahr 2017 wurde die Wahrheit – die objektive, empirische, nachweisliche Wahrheit – mehr missbraucht und in Mitleidenschaft gezogen als jemals zuvor in der Geschichte unseres Landes, verantwortet von der mächtigsten Persönlichkeit innerhalb unserer Regierung“. Das ständige Wiederholen von Unwahrheiten unterhöhle das Vertrauen in wichtige Institutionen und bringe die Öffentlichkeit dazu, diesen nicht mehr zu glauben. Dies habe zerstörerische Effekte auf die Demokratie.
Die Politikwissenschaftler Nancy L. Rosenblum und Russell Muirhead haben Trump 2019 als Beispiel für „new conspiracism“ genannt, eine neue Form von Verschwörungsglauben. Dieser verzichtet anders als klassische Verschwörungstheorien gänzlich auf Belege und Indizien und stützt sich allein auf insinuierende Fragen und bloße Behauptungen, die oft wiederholt werden. Typischerweise leite Trump solche Behauptungen mit der Phrase ein, eine Menge Leute würde das sagen. Im Vorwahlkampf 2016 etwa verbreitete er belegfrei die Verdächtigung, der Vater seines Konkurrenten Ted Cruz hätte Kontakt zum Kennedy-Attentäter Lee Harvey Oswald gehabt: Auch wenn das nicht völlig zutreffe, sei dennoch etwas dran. Seit seinem Amtsantritt habe Trump beinahe täglich solche Verschwörungsbehauptungen über Fake News, angebliche manipulierte Wahlen oder einen Putsch des Justizministeriums verbreitet.
In einer Rede an die Nation am Unabhängigkeitstag der USA im Juli 2019 behauptete Trump, die US-Amerikaner hätten im Jahr 1775, während des amerikanischen Unabhängigkeitskriegs, Flughäfen eingenommen.
In einem Tweet vom 26. Mai 2020 versuchte Trump zu erklären, warum die kalifornische Briefwahl zur US-amerikanischen Präsidentschaftswahl 2020 zu einem Wahlbetrug führen würde. Twitter markierte diesen Tweet nach einem Faktencheck als irreführend. (Siehe dazu: Kontroverse um Briefwahl – Behinderung der US-Bundespost)

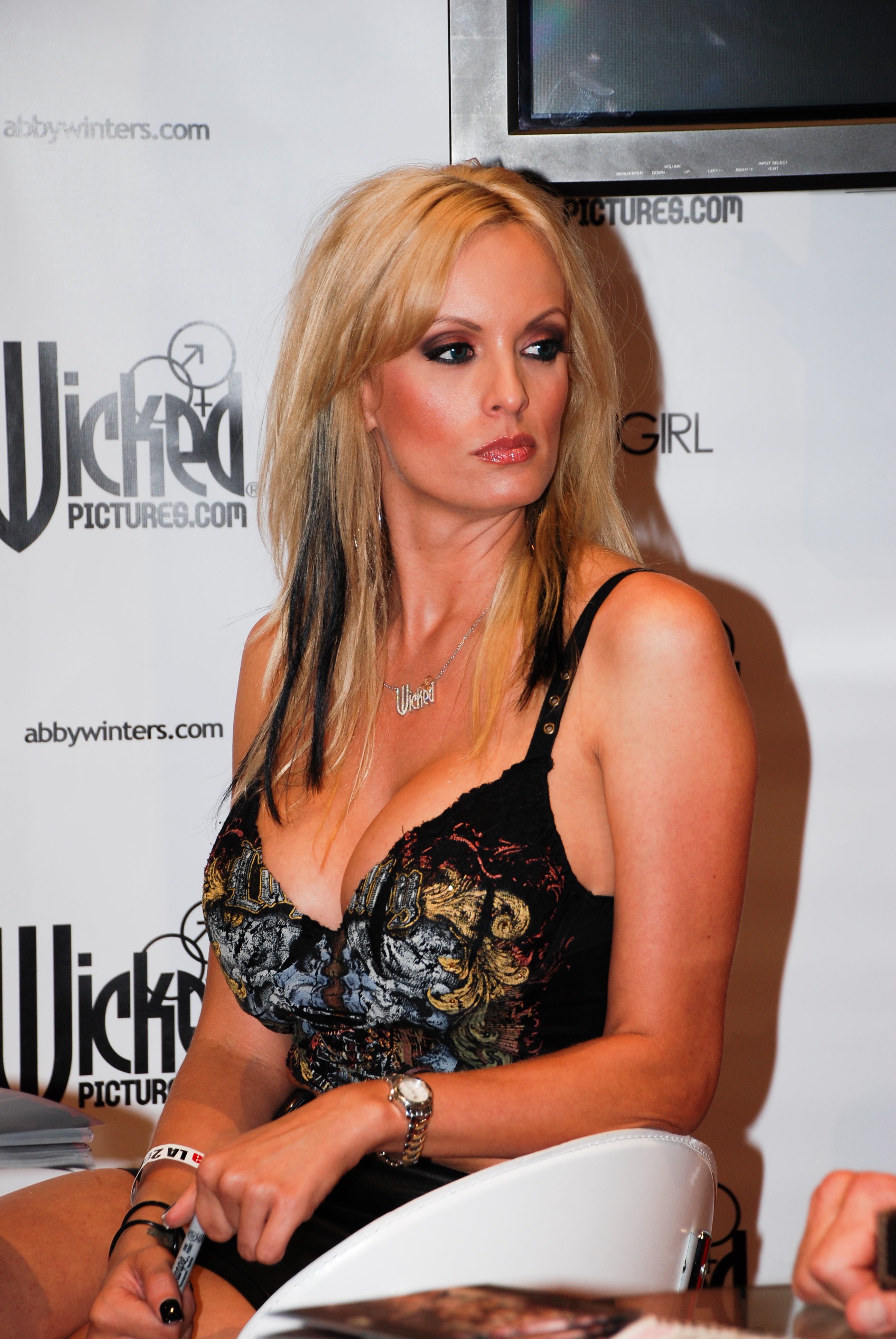
Stormy Daniels, 2009

Nach seinem Schuldspruch wegen Verfälschung von Geschäftsunterlagen – Grund war die Verschleierung von Schweigegeldzahlungen an Stormy Daniels – sagte Trump, die Amerikaner würden heute in einem „faschistischen Staat“ leben, aufbauend auf die unbegründete Verschwörungstheorie, Joe Biden habe seine Strafverfolgung veranlasst.
Während der ersten Wahldebatte mit Kamala Harris am 10. September 2024 griff Trump in den sozialen Medien kursierende – von Laura Loomer verbreitete – Gerüchte auf, Migranten würden Haustiere der Bewohner von Springfield verzehren. Der Vorwurf wurde von Elon Musk, Ted Cruz und Trumps Vizepräsidentschaftskandidat JD Vance aufgegriffen. Ein Sprecher der Stadt Springfield (Ohio) sagte, es seien der Stadt keine glaubwürdigen Vorwürfe über Migranten bekannt, die Haustiere verletzten. Dennoch verbreitete Trump die Behauptungen weiter. Am Tag nach dem TV-Duell Trumps gegen Harris gingen mehrere Bombendrohungen gegen öffentliche Gebäude in Springfield ein. Wenig später wurde Trumps Fake News global verbreitet und persifliert, unter anderem mit dem Song Eating the Cats ft. Donald Trump von The Kiffness. Eine Gruppe von in Springfield ansässigen Haitianern hat gegen die wiederholte „They are eating the cats, they are eating the dogs“-Verleumdung in Ohio eine Bürgerklage (citizen criminal charges) gegen Trump erhoben.

#### Strategien und Kalkül
Die FAZ bezeichnete 2017 leere Drohungen und leere Versprechen als Kennzeichen seines Krisenmanagements. Trumps Verhandlungsführung ist mit der eines Geiselnehmers verglichen worden: Trump drohe, bestimmte Programme zu beenden, um die Gegenseite zu Zugeständnissen zu bewegen. Er verhandle auf distributive Weise, es gehe ihm also unter einer Nullsummenannahme darum, sich vollständig durchzusetzen (Win-lose-Situation) – während Politik üblicherweise auf integrativem Verhandeln beruht, in der alle Seiten sich auf einen komplexen Interessenausgleich einigen (Win-win-Situation). Während distributives Verhandeln auf Bluffen, Drohen und Lügen zurückgreift, geht der integrative Ansatz von Vertrauensbildung, Verständnis für das Gegenüber und Kenntnis der Fakten aus. Trump, so der Journalist Josh Marshall, sei nur eine besonders extreme Form des distributiven Verhandelns gewohnt, die für dauerhafte Arrangements ungeeignet sei. Trumps Verhalten ist als Strategie gedeutet worden, seine Gegner stets im Unklaren zu lassen und immer wieder nicht nur die Positionen, sondern auch den Ort der Auseinandersetzung zu verändern („constantly shifting battlefield“). In seinem Verhalten handelt Trump zudem konsequent entsprechend seinen beiden Haupt-Devisen: „Always get even“ („Räche Dich immer“), und „Hit back harder than you were hit“ („Schlag härter zurück, als man Dich geschlagen hat“). Der Trump gegenüber kritische Senator Bob Corker lobte diesen im Januar 2018 für diese Unberechenbarkeit, da sie den Vereinigten Staaten eine gute internationale Verhandlungsposition einbringe. Trumps Biograph Timothy L. O’Brien ist dagegen der Ansicht, dass Trumps Handlungsmotivation stets entweder Selbsterhaltung oder Selbstüberhöhung sei: Zu strategischem Denken sei er nicht fähig. Dabei sehen manche Kommentatoren die Gefahr, Trumps Verhalten zu überanalysieren. Die Zeit beschrieb 2017 eine „hermeneutische Not“ der Kommentatoren wegen der „sich ständig überbietenden Performance“ Trumps, dem mit den üblichen Deutungskategorien nicht beizukommen sei: Trump habe den Bürgern den Luxus einer stabilen Demokratie genommen, sich nicht ständig mit Politik beschäftigen zu müssen, und sorge daher für Stress. Dieser Umstand lässt sich entgegen der These, Trump sei zu strategischem Handeln nicht fähig, als Umsetzung der bereits im antiken Griechenland erfolgreichen Chaosstrategie interpretieren. Er setzt dabei auf das Bemühen der Medien, mit seinen politischen Fauxpas sowie persönlichen Skandalen auf dem Laufenden zu bleiben, sodass er ungehindert von öffentlichem Widerstand handlungsfähig bleibt, da die Öffentlichkeit schon wieder völlig mit der Bewältigung und Analyse der nächsten, von ihm ausgelösten Krise beschäftigt ist. Durch Variation der Frequenz, mit der er zum Fokus im öffentlichen Interesse wird, und des Ausmaßes der notwendigen Berichterstattung, um die Situation zu erfassen, sorgt er für einen konstanten Notstand, ein Hintergrundrauschen, in dem die wirklich kontroversen Entscheidungen untergehen.

### Einordnung in die amerikanische Politikgeschichte

#### Polarisierung zwischen Demokraten und Republikanern
Der deutsche Politikwissenschaftler Torben Lütjen sieht die Präsidentschaft Trumps als Resultat der zunehmenden Polarisierung zwischen Demokraten und Republikanern, die begann, als die Demokraten bei der Präsidentschaftswahl 1964 wegen ihrer Annäherung an die Bürgerrechtsbewegung die konservativen Südstaaten (Solid South) an den radikal libertären Republikaner Barry Goldwater verloren. Dafür gewannen sie die liberalen Hochburgen der Republikaner im Nordosten, wodurch die regionalen Spannungen innerhalb der Parteien sanken, während die Unterschiede zwischen ihnen wuchsen. Bei der Präsidentschaftswahl 1968 gelang es Richard Nixon, die bis dahin traditionell demokratische weiße Arbeiterschaft zu spalten und mehrheitlich ins konservative Lager zu ziehen. Sein Rechtspopulismus ersetzte sozioökonomische durch soziokulturelle Konfliktlinien und setzte bereits auf dieselben Gegner wie Trump – durch Antiintellektualismus sowie die Medien und eine liberale Elite als Feindbilder.
Einige Stimmen sehen im Erfolg von Trump und Sanders als Teil einer Anti-Establishment-Bewegung das Ende des bisherigen Parteiensystems, das als das fünfte oder sechste seiner Art in der Geschichte der Vereinigten Staaten angesehen wird. Trump wird dabei als Endpunkt eines republikanischen Prozesses angesehen, der mit Wut und Extremismus Wähler mobilisiere, ohne belastbare Zukunftsvisionen anzubieten, mit Akteuren wie Fox News und der Tea-Party-Bewegung. Laut Robert Kagan wurden die Anhänger der Republikaner während Obamas Präsidentschaft dazu ermutigt, den Staat und seine Institutionen als etwas anzusehen, das überwunden werden müsse, was den Erfolg des Außenseiters Trump erkläre.
Die Politikwissenschaftler Steven Levitsky und Daniel Ziblatt (2018) bezeichneten Trump als „serial norm breaker“. Aber mit den Normbrüchen habe man schon Jahrzehnte früher angefangen. Sie erinnern an den Aufstieg Newt Gingrichs in der GOP, der ihr eine erheblich aggressivere Rhetorik eingeimpft habe. Gingrich und seine Verbündeten hätten die Polarisierung an der Parteibasis zwar nicht geschaffen, seien aber die Ersten gewesen, die sie ausnutzten und einen Politikstil der Kriegsführung („politics as warfare“) etablierten. Unter Präsident George W. Bush hätten sich die Auseinandersetzungen zwischen Republikanern und Demokraten nur verschärft. Aber während Bush den Patriotismus der Demokraten nicht in Frage gestellt habe, sei im Präsidentschaftswahlkampf 2008 die parteipolitische Intoleranz der rechten Medien wie Fox News von führenden Republikanern aufgegriffen worden, nicht vom Kandidaten John McCain, aber unter anderem von seiner Kandidatin für das Amt der Vizepräsidentin, Sarah Palin, die Barack Obama als „Terroristen“ bezeichnete. In Obamas Amtszeit erlebten Extremismus und parteipolitische Kriegsführung weiteren Aufschwung und manifestierten sich in der Tea-Party-Bewegung. Dass sich Trump als „Birther“ profilierte und Obamas Staatsbürgerschaft wiederholt prominent in Frage stellte, machte ihn in der Tea-Party-Bewegung beliebt und stellt ihn in die Tradition von politischen Extremisten wie Henry Ford, Father Coughlin und der John Birch Society, die allerdings nie die Spitze der Republikanischen Partei zu beeinflussen vermochten.

#### Nativismus und autokratische Tendenzen
Der Politikwissenschaftler Joseph Lowndes hält Donald Trumps Nativismus für den Schlüssel zu dessen Wahlerfolg 2016. Zwar habe Fremdenfeindlichkeit in der Republikanischen Partei spätestens seit dem Aufstieg der Tea-Party-Bewegung 2009 zugenommen, aber nicht deren Politik bestimmt. Trump habe die rassistische Furcht vor einer „Invasion“ durch Einwanderer mit allgemeinem Rechtspopulismus verschmolzen, der sich auf Abstiegsängste der Mittelschicht und Arbeiterklasse, politische Ohnmachtsgefühle, Angst vor Deindustrialisierung und abnehmende Selbstachtung weißer Männer beziehe. Lowndes sieht Trump in der Tradition Pat Buchanans und dessen Bewerbung um die Präsidentschaftskandidatur der Republikaner 1992. Seitdem verbreite der amerikanische Rechtspopulismus die Rhetorik, dass reiche Eliten im Bunde mit armen Schwarzen und nicht weißen Einwanderern den hart arbeitenden weißen Amerikanern Arbeitsplätze und Aufstiegschancen wegnähmen. Zu den neuen Elementen gehört dabei die Vorstellung, dass die Weißen in den USA bis 2050 zur Minderheit würden. Beeinflusst wurde Trump etwa von der Autorin und Fernsehkommentatorin Ann Coulter, die in ihrem Buch Adios America. The Left’s Plan to Turn America into a Third World Hellhole (2015) die Errichtung einer Grenzmauer, ein Einwanderungsmoratorium und die Deportation von Einwanderern ohne Papiere forderte. Im Wahlkampf 2016 wurde Trump von rechtsextremen Ideologen der sogenannten Alt-Right wie Steve Bannon unterstützt, einem selbsterklärten Populisten, der Ausländer- und Islamfeindlichkeit mit der Erzählung verknüpft, „globalistische“ Eliten würden mit Einwanderung die weißen Mittel- und Arbeiterschichten angreifen. Zu Mitarbeitern wurden Nativisten wie Kris Kobach und Stephen Miller. Nachdem er als Präsident bereits rassistische nativistische Politik umgesetzt hatte, habe sich Trump im Wahlkampf 2020 noch einmal radikalisiert und die extremsten Vorstellungen des rechtsextremen Nativismus propagiert. So sieht Lowndes in einer Wahlkampfrede vom Oktober 2019 die Theorie des „Großen Austausches“ vertreten und eine rassistische Verschwörungstheorie im Stile von Jean Raspails Roman Das Heerlager der Heiligen verbreitet.
Der Historiker Klaus Larres sieht bei einer ganzen Reihe von Trumps politischen Entscheidungen autokratische Tendenzen. Trump habe eindeutig gegen die Emoulument clause der amerikanischen Verfassung verstoßen, die Bereicherung und Vorteilsnahme im Amt verbietet, und gegen die Washingtoner Nepotismus-Regeln verstoßen. Vor allem aber seien Trumps Angriffe auf die Justiz und Versuche der Strafvereitelung beunruhigend gewesen. Die Unabhängigkeit der Justiz, die Integrität der Wahlen, die rechtlichen Vorkehrungen gegen Korruption, die Rechtsstaatlichkeit und die freie und unabhängige Presse seien ernsthaften Angriffen ausgesetzt gewesen und erheblich geschwächt worden. Trump sei offensichtlich davon überzeugt, dass die USA von einem Mann regiert werden sollten, nämlich ihm selbst, und zwar so lange, wie er wolle. Dies erkläre auch seine Bewunderung für ausländische Diktatoren und Autokraten und seine schwierigen Beziehungen zu vielen demokratisch gewählten Politikern des Westens. Trumps Unterstützung weißer Suprematisten verdeutliche seine Geringschätzung der Demokratie. Der Kulminationspunkt seiner autokratischen Präsidentschaft sei am 6. Januar 2021 schließlich seine Aufforderung an seine Unterstützer gewesen, die Ergebnisse der Präsidentschaftswahl 2020 umzustürzen. Allein Trumps Unfähigkeit und das organisatorische Chaos seiner Administration hätten während Trumps Präsidentschaft die Entwicklung der USA zu einer vollständigen Autokratie verhindert.

#### Faschismus

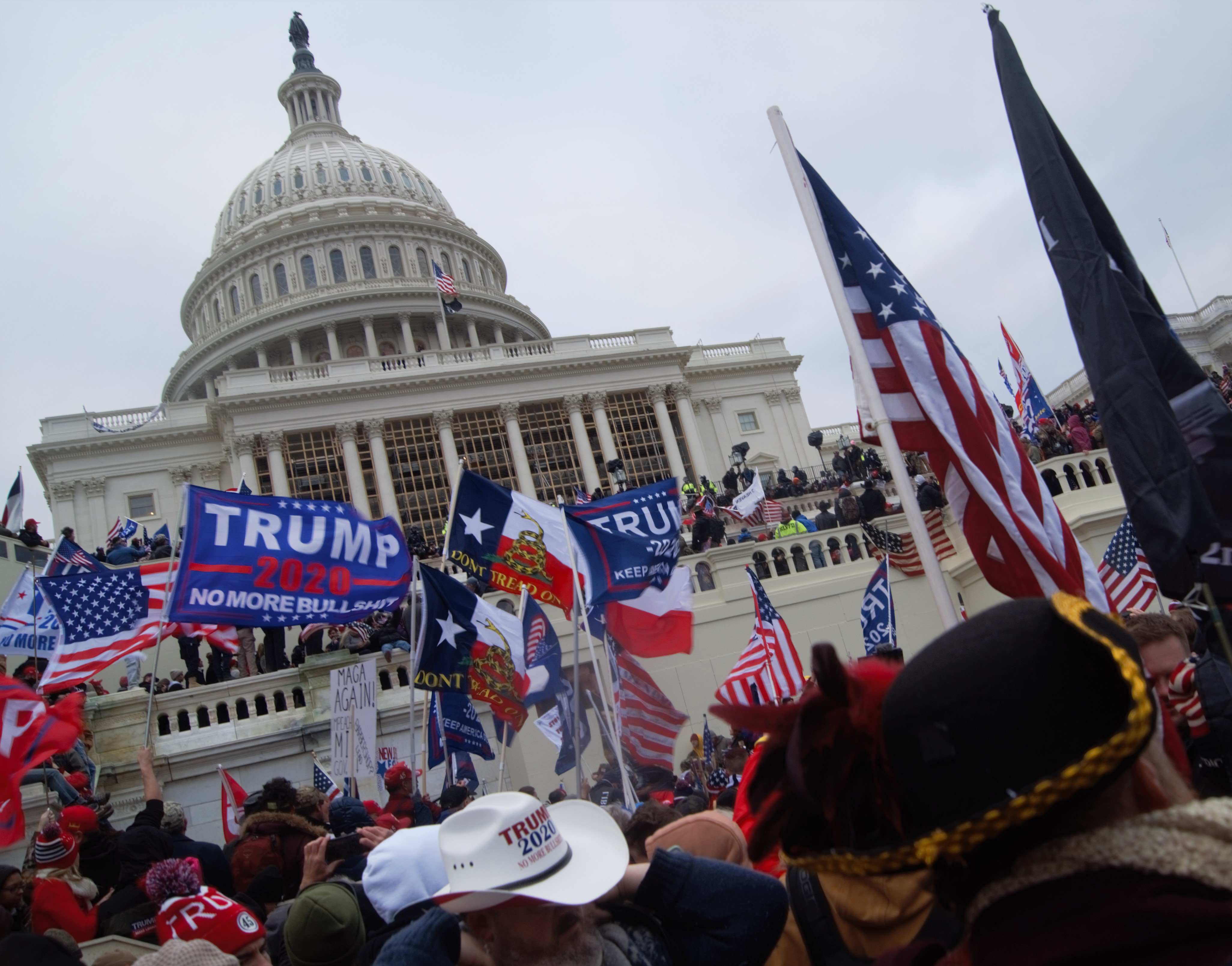
Der Sturm auf das Kapitol in Washington 2021

Diskutiert wird in diesem Zusammenhang, inwiefern die amerikanische Demokratie einer „faschistischen“ Bedrohung ausgesetzt ist. Auf der einen Seite sehen manche Wissenschaftler und Journalisten aus dem linken Spektrum in Trump einen Faschisten. Ruth Ben-Ghiat und Timothy Snyder haben auf Ähnlichkeiten Trumps mit Mussolini und Hitler verwiesen. Für manche verkörpert Trump aber auch die spezifisch amerikanische Form eines faschistischen Demagogen. Sarah Chuchwell hat an die Traditionen des amerikanischen Faschismus wie die America-First-Bewegung der frühen 1940er-Jahre erinnert. Jason Stanley hat eine Traditionslinie von Trump zum Ku-Klux-Klan (KKK) gezogen, für Stanley die erste faschistische Organisation in den USA. Andere sehen in Trump selbst zwar keinen Faschisten, werten aber die Unterstützung, die er von Rechtsextremisten erhält, als Transformation der Republikaner in eine, in den Worten Paul Krugmans, Partei der Faschisten, eine Transformation, die freilich schon Jahrzehnte vor Trump begonnen habe. Trump habe in jedem Fall die demokratischen Normen und Institutionen der Vereinigten Staaten so geschwächt, dass sie anfällig für eine faschistische Machtübernahme geworden seien. Diese Befürchtungen kulminierten im Sturm auf das Kapitol am 6. Januar 2021. Diese Ereignisse führten zu Vergleichen mit der Dolchstoßlegende, dem Hitlerputsch und der politischen Verfolgung nach dem Reichstagsbrand am 27. Februar 1933. Auch moderate Konservative aus der „Never Trump“-Bewegung wie Max Boot und George Conway haben Trump mit Mussolini und Hitler verglichen und damit den europäischen Einfluss betont, nicht zuletzt, um den amerikanischen Konservatismus in Schutz zu nehmen. Solche Vergleiche haben mitunter mehr rhetorische Funktion als analytische Tiefe.
Auf der anderen Seite wurde die Charakterisierung Trumps als Faschist von Wissenschaftlern, Journalisten und Politikern infrage gestellt. Auch wenn Trump mit Nationalismus, Minderheitenfeindlichkeit, Demagogie, autokratischen Zügen und einem Hang zu Verschwörungstheorien typisch faschistische Züge aufweise, gingen ihm doch wesentliche Charakteristika des Faschismus ab, namentlich eine einheitliche Ideologie und ein strukturiertes Programm. Seine Wirtschafts- und Sozialpolitik sei mit dem Schwerpunkt auf einen freien Markt und Deregulierung ebenso wenig typisch faschistisch gewesen wie seine nicht expansive Außenpolitik. Während Richard J. Evans in Trump auch nach dem 6. Januar 2021 keinen Faschisten erblicken will, glauben David French und Barbara F. Walter eher an eine sezessionistische Bewegung und einen Bürgerkrieg als an die Errichtung eines einheitlichen faschistischen Staates in den Vereinigten Staaten. Der amerikanische Politikwissenschaftler Omar G. Encarnación sieht in Trumps Politik eher den Caudillismo lateinamerikanischer Prägung gegeben als europäischen Faschismus. Der Historiker Jeffrey Herf stellte in einem Vergleich Trumps mit Hitler und Mussolini neben Unterschieden auch eine wichtige Gemeinsamkeit fest: Der Sozialdarwinismus, die „Idee, dass das Überleben des Stärkeren dasjenige Gesetz ist und sein sollte, welches die Beziehungen in der Gesellschaft und zwischen den Staaten regelt“, sei „eine wichtige Quelle des Faschismus und des Nazismus“ gewesen. In dieser Tradition sieht er „Trumps Verachtung für ‚Verlierer‘ und seine Selbstbeschreibung als ‚Gewinner‘“. „Für die Faschisten, die Nazis und für Trump“ seien „Sieg und Niederlage nicht nur das Ergebnis zufälliger Umstände, sondern auch ein moralisches Urteil“. Spätestens seit dem Sturm auf das Kapitol hätten sich „Trump und der Trumpismus zu einer spezifisch amerikanischen Form des Faschismus entwickelt“.
Im konservativen Spektrum, etwa beim Wall Street Journal oder dem National Review, gilt Trump eher als traditioneller Konservativer, der vielleicht etwas ruppig vorgehe. Aber auch Kritiker von der Linken wie Dylan Riley, Corey Robin und Samuel Moyn argumentieren, dass Trump viele Vorläufer in der amerikanischen Geschichte habe. Sie definieren den Trumpismus als eine Form der Oligarchie, die Herrschaft einer politischen Minderheit, die es in den USA schon vor dem Faschismus gegeben habe. Hitlervergleiche würden die historische Bedeutung von Individuen überbetonen und tiefer liegenden Ursachen wie soziale und ökonomische Ungleichheit überdecken. Kritiker, die in Trump einen klassischen Demagogen sehen, beschreiben seine Herrschaft als Ochlokratie, eine Herrschaft des populistischen Mobs. Von den Nativisten, über die Populisten, den KKK, und Demagogen wie William Jennings Bryan, Huey Long und Joseph McCarthy habe es in Krisenzeiten immer wieder paranoide Bewegungen gegeben, wie sie jetzt Trump darstelle. Trumpismus wurde auch als Kleptokratie beschrieben, die der Mafia ähnele oder Diktaturen in Zentralasien nach dem Zusammenbruch der Sowjetunion. In dieser Sicht ähnele Trump weniger Hitler oder Mussolini als vielmehr Vladimir Putin und Silvio Berlusconi. Der Trumpismus wurde auch als Theokratie begriffen. Auch wenn Trump selber keine Autorität als religiöser Führer aufweise, habe er doch auf die Aufhebung der Trennung von Staat und Kirchen hingearbeitet, um evangelikale Wähler für sich zu gewinnen. Schließlich wird die Charakterisierung Trumps als Faschist auch aus rhetorischen Gründen zurückgewiesen. Auf der einen Seite drohe sich Godwins Gesetz der Nazivergleiche zu bestätigen, auf der anderen Seite würde man Hitler verharmlosen, wenn man ihn als eine Art Trump darstelle.
Unter Historikern gilt Trump als einer der schlechtesten Präsidenten der Vereinigten Staaten: Im Presidential Historians Survey des Fernsehsenders C-SPAN belegte er im Jahr 2021 den 41. Rang unter 44 bewerteten Präsidenten, im Presidential Greatness Project Expert Survey wurde er 2024 von 150 zur US-Politik forschenden Politikwissenschaftlern, Soziologen und Historikern beider politischer Lager als schlechtester Präsident der US-Geschichte bewertet.

### Internationale Einordnung
Vor seiner ersten Präsidentschaftskandidatur 2016 räumten deutschsprachige Medien Trump sehr geringe Chancen ein. Trumps Erfolg wurde mit rechtspopulistischen Parteien in Europa in Verbindung gebracht. Die New York Times etwa sah Trumps Kampagne auf den Spuren der vor allem Arbeiter ansprechenden Parteien wie der britischen UKIP, die die christliche Identität und ökonomische Integrität als durch Zuwanderung bedroht betrachteten. Teile der Bevölkerung sähen sich als Zurückgelassene im kulturellen Wandel und wegen Arbeitsplatzabwanderung in der globalisierten Wirtschaft als Modernisierungsverlierer, wogegen diese Bewegungen einen „Wohlfahrtschauvinismus“ propagierten, also die Verteidigung des Sozialstaats nur für die Einheimischen. Nach Trumps Wahlsieg kam die Befürchtung auf, er könne eine „nationalistische Internationale“ mit autoritären und rechtsgerichteten Bewegungen weltweit bilden – etwa mit Nigel Farage im Vereinigten Königreich, Marine Le Pen in Frankreich und Wladimir Putin in Russland – und sich so gegen die bisher stabile liberale Ordnung der westlichen Staaten stellen. Das wurde im Frühjahr 2017 durch Trumps zunehmend interventionistische und anti-russische Außen- und Sicherheitspolitik jedoch unwahrscheinlicher. Der Historiker Volker Weiß schrieb 2025, Trump sei „Putin in der hypermaskulinen Gangster-Attitüde verbunden“ und teile „wie das Gros seiner Wählerinnen und Wähler dessen antiliberale Ressentiments“. Viele von ihnen sähen in Putins „Eigenschaften den ‚Schlüssel für das Überleben der Weißen‘“. Laut dem Historiker Thomas Zimmer (März 2025) haben sich die USA unter Trumps zweiter Präsidentschaft „entschieden, in ein antagonistisches Verhältnis zu der Ukraine und den europäischen Demokratien zu treten“. Es gebe eine „Hinwendung zu Putin, zu den autokratischen Regimen“ und eine „Abkehr von der liberalen Weltordnung“. Der frühere Präsident des deutschen Bundesverfassungsgerichts Andreas Voßkuhle sah die USA unter Trump im April 2025 in einer „ernsthaften, großen Verfassungskrise“. Man erlebe den Aufbau autoritärer Strukturen; es handele sich immer mehr um eine sogenannte „Wahldiktatur“, weil am Anfang ein Votum der Wähler stand und keine Revolution mit Waffen.

### In Kunst und Popkultur
Als die Comics über den Superhelden Superman im Jahr 1986 nach fast 50 Jahren in einer generalüberholten und modernisierten Form neu gestartet wurden, wurde Supermans Erzfeind Lex Luthor, der bis dahin ein traditioneller verrückter Wissenschaftler gewesen war, in der neuen Version des Stoffes als mächtiger Milliardär und Unternehmer präsentiert, der hinter einer ehrbaren Fassade dunklen Geschäften nachgeht und der heimliche Herrscher von Supermans Heimatstadt Metropolis ist: Die beiden Hauptvorbilder für diese Interpretation der Figur waren Donald Trump und Ted Turner als von der Öffentlichkeit besonders stark beachtete Business-Titanen des Amerikas der 1980er-Jahre. Ähnlich wie Trump mit seinem Trump Tower hauste der moderne Luthor in einem Wolkenkratzer, dem L-förmigen Lexcorp Tower, von dem aus er seine Intrigen gegen Superman dirigiert, und wie Trump hat er die Gewohnheit, alle seine Firmen, Produkte und Besitztümer mit seinem Namen zu schmücken. 1989 wurde die fiktive Lebensgeschichte dieses neuen Luthors im Detail in der Sonderausgabe Lex Luthor: The Unauthorized Biography erzählt, deren Titelblatt eine persiflierende Nachahmung von Trumps Erfolgsbuch Art of the Deal von 1987 ist. In der Story Lex 2000 aus dem Jahr 2000 gelang es der „korrupten Geschäftsmann“-Version von Supermans ewigem Antipoden, am Ende einer populistischen Kampagne zum Präsidenten der fiktiven Vereinigten Staaten der Superman-Comics gewählt zu werden – sechzehn Jahre bevor dies Trump als der realen Person, die als Inspiration für sie diente, in der realen Welt gelang.
Donald Trump hatte insbesondere in den 1990er-Jahren zahlreiche Cameoauftritte im US-amerikanischen Film und Fernsehen, unter anderem in Kevin – Allein in New York, im Prinz von Bel-Air, in The Job, Suddenly Susan, Sex and the City, Drew Carey Show, Ein Chef zum Verlieben, Chaos City, Die Nanny, The Associate, The Little Rascals, Zoolander, Eddie und WWE-Show.
Die Zeichentrickserie Die Simpsons entwickelte in der im Jahr 2000 ausgestrahlten Folge Barts Blick in die Zukunft (Staffel 11) die Idee, dass Lisa Simpson im Jahr 2030 erste US-Präsidentin und Nachfolgerin Donald Trumps sei, als Satire auf Trumps erster Präsidentschaftskandidatur 1999/2000. 2015 wurde die Rede Trumps zur Erklärung der Präsidentschaftskandidatur ebenfalls von den Simpsons aufgegriffen.
Nach seinem erfolgreichen Einstieg als Entertainer mit The Apprentice wurde 2005 der Fernsehfilm Trump Unauthorized (deutsch: Donald Trumps große Show) mit Louis Ferreira in der Hauptrolle ausgestrahlt, der auf Büchern seiner Biografin Gwenda Blair beruht.
In dem Actionfilm Romeo Must Die aus dem Jahre 2000 vergleicht ein afroamerikanischer Musikclub-Besitzer, verkörpert von Schauspieler und Rap-Musiker DMX, einen kriminellen dunkelhäutigen Clan-Boss, der in Bezug auf die Aufteilung der Immobilien in einem Hafenviertel einen gewalttätigen Mafia-Krieg gegen eine chinesische Gangsterbande führt, mit Trump. Während sich der Musikclub-Besitzer mit der Tochter des afroamerikanischen Clan-Chefs unterhält, der zudem den Musikclub übernehmen will, erklärt der Musikclub-Betreiber: „Dein Paps ist rumgerannt wie Donald Trump und hat sich jedes Grundstück im Hafenviertel unter den Nagel gerissen. Und jetzt will er auch noch Clubbesitzer werden.“
Im Februar 2011 veröffentlichte der Rapper Mac Miller den Song Donald Trump, zu dem es ein Musikvideo gibt. Im März 2016 veröffentlichten die Rapper YG und Nipsey Hussle den Protestsong FDT (Fuck Donald Trump), der aufgrund seines anstößigen Textes Ermittlungen des Secret Service zur Folge hatte. Im Oktober 2016 startete ein von Dave Eggers ins Leben gerufenes Musikprojekt namens 30 Days, 30 Songs mit dem Ziel, bis zum Tag der Präsidentschaftswahl täglich ein Lied für ein „Trump-freies Amerika“ zu veröffentlichen. Mit der Wahl Trumps wurde das Projekt unter dem Motto 1,000 Days, 1,000 Songs auf die Dauer seiner Amtszeit ausgeweitet. Eine ähnliche Playlist wurde vom Independent-Label Secretly Canadian unter dem Namen Our First 100 Days herausgegeben. Im Oktober 2016 tauchte in New York City ein Wahrsageautomat mit einer Trump-Puppe als Prophet auf, The all seeing Trump (deutsch „Der allsehende Trump“). Es handelte sich um eine bewegliche Kunstinstallation. Der allsehende Trump hatte eine einwanderungsfeindliche Haltung und einen düsteren Ausblick in die Zukunft. Drückte man auf einen Knopf, ließ er finstere Vorhersagen verlauten und spuckte eine misfortune card (deutsch Unglücks-Karte) aus. Bei der Golden-Globe-Verleihung Mitte Januar 2017 gab die Schauspielerin Meryl Streep statt einer Dankesrede eine Stellungnahme zu Donald Trump ab: „Respektlosigkeit lädt zu Respektlosigkeit ein, Gewalt animiert zu Gewalt.“ Sie fügte hinzu: „Wenn die Mächtigen ihre Position benutzen, um andere zu tyrannisieren, dann verlieren wir alle.“ Trump bezeichnete daraufhin Streep in einem Tweet als eine „der überbewertetsten Schauspielerinnen in Hollywood“ und „Dienerin“ von Hillary Clinton.
Ende Januar 2017 stoppte der Verhüllungskünstler Christo (Verhüllter Reichstag) sein Projekt „Over the River“, die streckenweise Überspannung des Arkansas River im US-Bundesstaat Colorado mit silbrigen Gewebebahnen, nach 20 Jahren Vorbereitung: „Hier ist die US-Bundesregierung unser Vermieter. Sie besitzt das Land. Ich kann kein Projekt machen, das diesem Vermieter zugutekommt.“
Joan Baez bezog sich in ihrem Anfang April 2017 veröffentlichten Song Nasty Man („Garstiger Mann“) auf Trumps Beschimpfung seiner Gegenkandidatin Hillary Clinton während des letzten TV-Duells im Wahlkampf als „nasty woman“.
Im Februar 2025 äußerte Trump zum wiederholten Male seine Auffassung, dass ihm der Friedensnobelpreis zustehe: «Sie werden mir nie den Friedensnobelpreis geben, ich verdiene ihn, aber sie werden ihn mir niemals geben.» stellte er im Gespräch mit Benjamin Netanjahu fest.
Nach dem Tod von Papst Franziskus kolportierte er auf die Frage von Reportern, wen er beim anstehenden Konklave gerne als nächsten Papst sähe, scherzhaft, er würde gern selber Papst werden. Ca. eine Woche nach seiner Teilnahme an der Beisetzung von Papst Franziskus postete Trump über Truth Social ein wohl von künstlicher Intelligenz erstelltes Bild von sich in Papst-Kleidung.
Zwei Dokumentarfilme, You’ve Been Trumped (2011) und A Dangerous Game (2014), zeichneten den Kampf lokaler Initiativen gegen von Trump geplante Golfplätze nach. Am 18. Oktober 2016 veröffentlichte der Filmemacher Michael Moore die bissige Politik-Dokumentation Michael Moore in TrumpLand. 2018 folgte die Dokumentation Fahrenheit 11/9, in der sich Moore mit der Präsidentschaft von Trump beschäftigt. In seinem Roman Golden House (2017) persifliert Salman Rushdie Trump in der Figur des Comic-Schurken Joker. Zur Präsidentschaftswahl in den Vereinigten Staaten 2020 veröffentlichte Roy Zimmerman eine Parodie des Songs The Lion Sleeps Tonight namens The Liar Tweets Tonight auf YouTube.
Frisur („Comb-Over“)

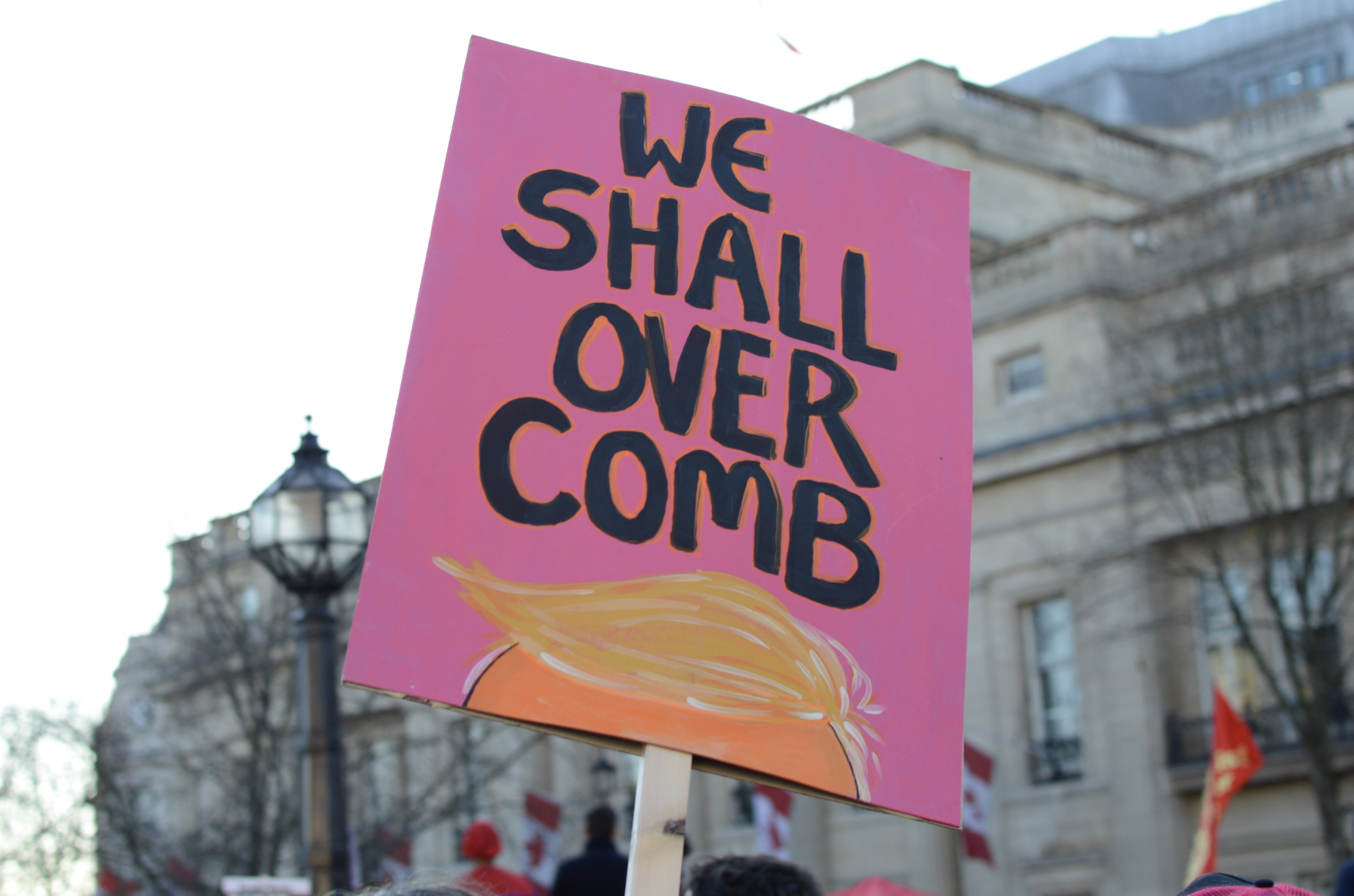
Schild „We Shall Over Comb“ (eine Anspielung auf We Shall Overcome, 2017)

Trumps Frisur, ein sogenannter Comb-Over, bei dem lange Haarsträhnen über kahle Stellen auf dem Kopf gekämmt werden, wurde häufig popkulturell rezipiert. Die britische Boulevardzeitung Daily Mail veröffentlichte 2008 eine Beschreibung des „gravity-defying Donald Trump combover“ („der Schwerkraft trotzender Donald-Trump-Comb-Over“), der laut Schema vier Kämmrichtungen kombiniert. Die Time veröffentlichte 2011 ein Schema der Frisur, das drei Kämmrichtungen kombiniert. Das Portal BuzzFeed veröffentlichte 2013 einen Artikel mit der Überschrift „The 23 Most Important Comb-Overs of Congress“ („Die 23 wichtigsten Comb-Overs im Kongress“). Darin wird die Frisur des Abgeordneten Steve Chabot mit Trumps „,Round the World‘ technique“ („einmal-um-die-Welt-Technik“) verglichen. Das Magazin Vanity Fair veröffentlichte eine „Illustrierte Geschichte“ seiner Frisur. 2015 erschien eine Videosequenz der Simpsons unter dem Titel Trumptastic Voyage, in dem Homer Simpson durch Trumps Frisur schwebt, die er als „gravity-defying combover“ bezeichnet. Während des Wahlkampfs schrieb der Musiker Jello Biafra ein Stück mit dem Titel Satan’s Combover (Der Comb-Over des Satans). Zahlreiche Medien schrieben über Trumps Kämmtechnik und zeigten Bilder, auf denen seine Frisur vom Wind in Unordnung gebracht wird. Der kanadische Entomologe Vazrick Nazari benannte 2017 die Mottenart Neopalpa donaldtrumpi nach Trump aufgrund der Ähnlichkeit der gelblich-weißen Schuppen auf dem Kopf erwachsener Männchen mit Trumps Frisur. Bei Demonstrationen waren Plakate mit dem Slogan „We Shall Overcomb“ zu sehen, der auf den Protestsong We Shall Overcome („Wir werden es überwinden“) anspielt. In seinem 2017 erschienenen Enthüllungsbuch Fire and Fury zitiert der Journalist Michael Wolff Trumps Tochter Ivanka mit einer ausführlichen Schilderung von dessen Frisiervorgang:
Sie erklärte den Vorgang oft ihren Freunden: ein total kahler Oberkopf – seit einem Eingriff zur Kopfhaut-Reduktion eine klar abgegrenzte Insel – vorn und an den Seiten umgeben von einem pelzigen Haarkranz. Von dort werden alle Haarspitzen hochgekämmt und in der Mitte zusammengeführt, dann wird alles zurückgekämmt und mit Haarspray fixiert.

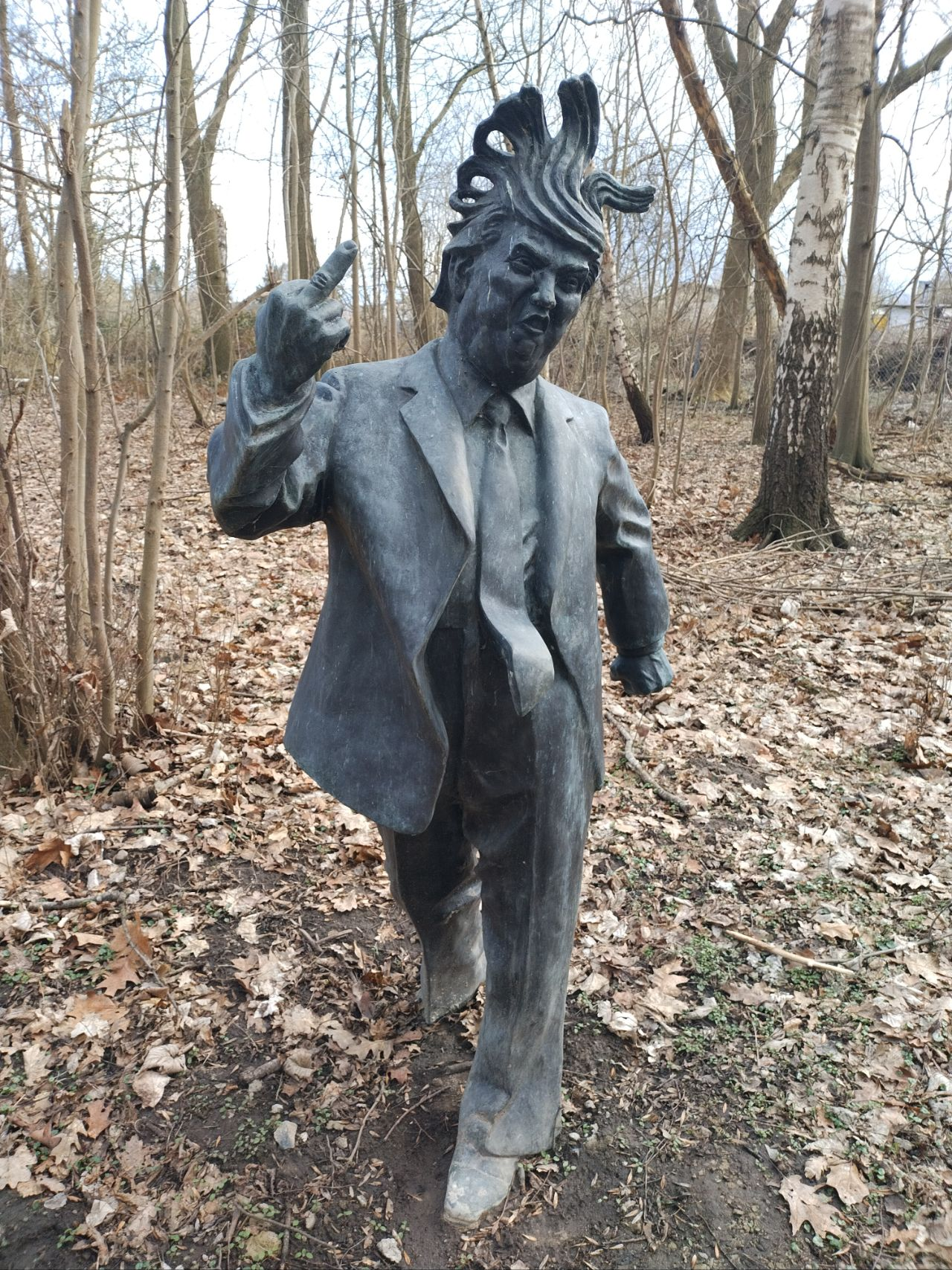
Trump-Statue mit Haaren im Wind auf dem Lehrpfad der unholdigen Personen

Trump demonstrierte 2018 auf einer Wahlkampfveranstaltung, wie er eine kahle Stelle am Hinterkopf verdeckt. 2019 produzierte der schwedische Uhrenhersteller Triwa eine Armbanduhr mit einer Karikatur von Trumps Kopf, deren Zeiger die Form von Haarsträhnen haben. In der Family Guy-Episode Trump Guy (2019) bekommt Peter Griffin als Trumps Pressesprecher die Aufgabe, Räume auf elektrostatische Aufladung zu überprüfen, bevor sie Trump betritt. Als er Trump nach dem Öffnen einer Tür die Hand gibt, stehen dessen Haare vom Kopf ab. In der britischen satirischen Puppenserie Spitting Image wird seit 2020 die Frisur von Donald Trump als eigene Figur mit Gesicht dargestellt, die den kahlen Kopf der Trump-Puppe verlässt. Während des Wahlkampfs 2020 veröffentlichte die New York Times Details aus Trumps Steuererklärung, aus denen Ausgaben von 70.000 US-Dollar für Haarpflege während seiner früheren Tätigkeit als Moderator der Sendung The Apprentice hervorgingen.

## Ehrungen und Auszeichnungen

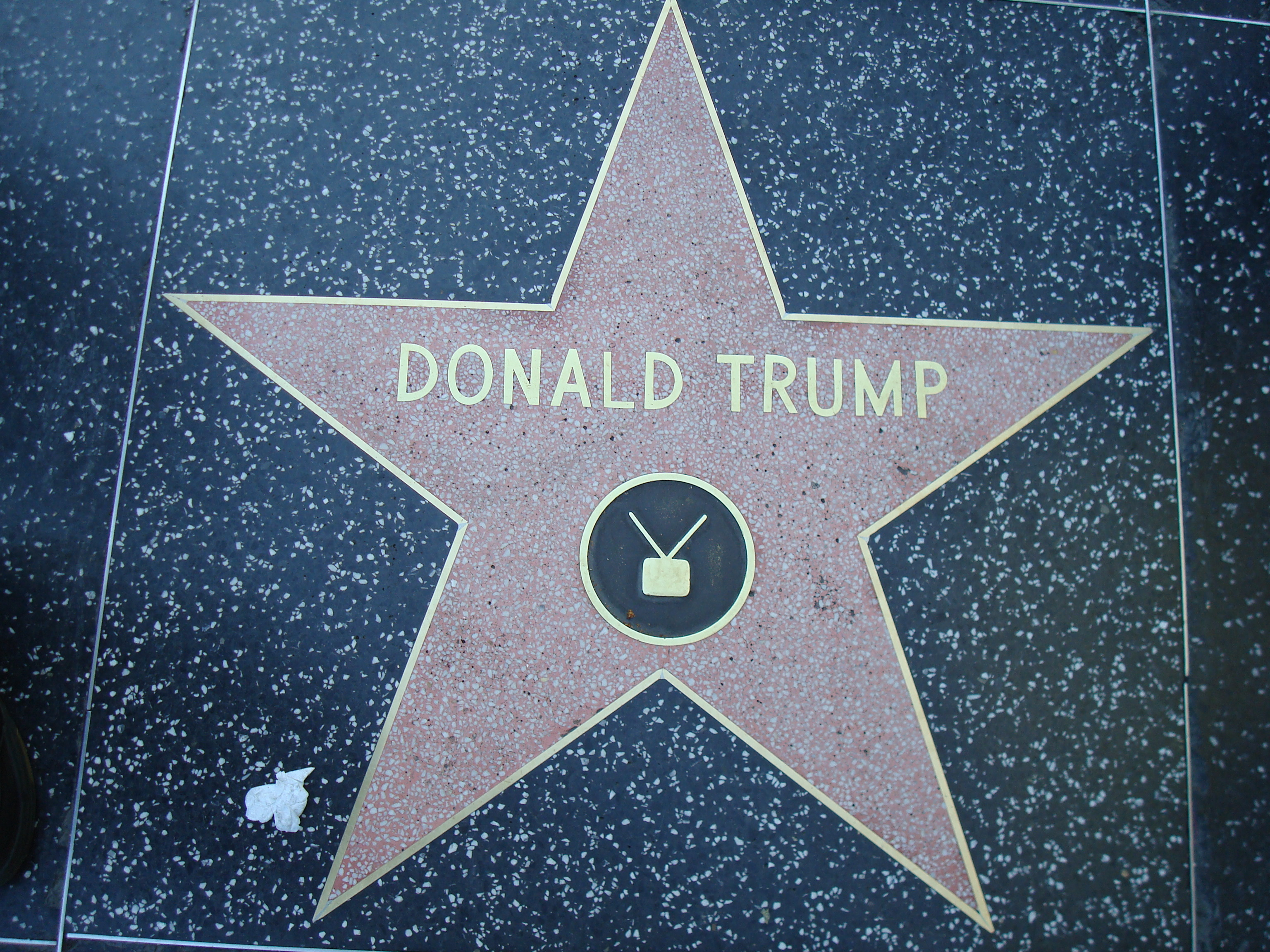
Trumps Stern auf dem Hollywood Walk of Fame

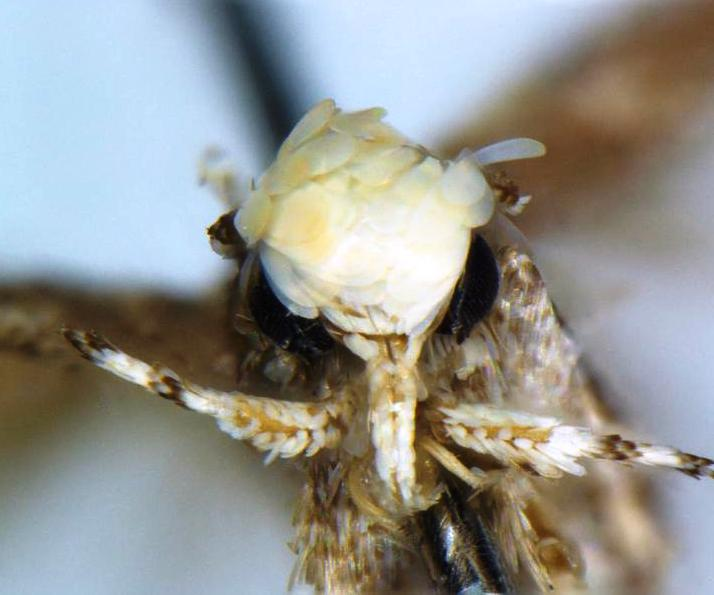
Nahaufnahme des Kopfes der Palpenmottenart Neopalpa donaldtrumpi

- 1983: Tree of Life Award des Jüdischen Nationalfonds für Beiträge zu den israelisch-amerikanischen Beziehungen.
- 1986: Ellis Island Medal of Honor[742]
- 1991: Goldene Himbeere, Negativpreis für seine Nebenrolle in Mein Geist will immer nur das Eine …[743]
- 1995: Aufnahme in die Gaming Hall of Fame wegen seiner Spielcasinos[744]
- 2007: Stern auf dem Hollywood Walk of Fame[745]
  - Muhammad Ali Entrepreneur Award[746]
- 2010: Ehrendoktorwürde der Robert Gordon University,[747] Widerruf durch die Verleiher 2015[748]
  - New York Ride of Fame[749]
- 2012: Ehrendoktorwürde der Liberty University[750]
- 2013: Aufnahme in die Hall of Fame der Wrestling-Promotion World Wrestling Entertainment[751]
- 2015: The-Algemeiner-Liberty-Award für Beiträge zu den israelisch-amerikanischen Beziehungen[752]
  - New Jersey Boxing Hall of Fame[753]
  - „Ehrenbürgerschaft“ (Key to the City) von Doral, Florida[754]
- 2016: Time – Person of the Year[755]
  - Financial Times – Person of the Year
  - Namensgeber für die fossile Seeigelart Tetragramma donaldtrumpi.[756]
- 2017: Namensgeber für die in Kalifornien, Arizona und Mexiko beheimatete Palpenmottenart Neopalpa donaldtrumpi[757]
  - König-Abdulaziz-al-Saud-Orden, der höchste Orden Saudi-Arabiens für ausländische Regierungschefs[758]
- 2018: vorgesehener Namensgeber für Dermophis donaldtrumpi, eine wurmartige Amphibienart[759]
- 2019: zweifache Auszeichnung mit der Goldenen Himbeere für seine Nebenrollen in Death of a Nation und Fahrenheit 11/9 als er selbst[760]
- 2024: Time – Person of the Year[761]

## Veröffentlichungen (Auswahl)
- mit Tony Schwartz: Trump. Die Kunst des Erfolgs. Heyne, München 1988, ISBN 3-453-04005-8 (Original: Trump: The Art of the Deal. Random House, 1987, ISBN 978-0-345-47917-4).
  - Neuausgabe: Tony Schwartz (Ghostwriter für Trump): So werden Sie erfolgreich: Strategien für den Weg nach oben. Redline, München 2008, ISBN 978-3-636-01597-6.
  - Neuauflage: Tony Schwartz (Ghostwriter für Trump): Trump: The Art of the Deal. Plassen Buchverlage, Kulmbach 2017, ISBN 978-3-86470-479-6.
- mit Meredith McIver: Gib niemals auf! Wie ich meine größten Herausforderungen in meine größten Triumphe verwandelte. Übersetzt von Isabel Lamberty-Klaas. Redline, München 2008, ISBN 978-3-636-01596-9 (Original: Never Give Up: How I Turned My Biggest Challenges into Success. Wiley, 2008, ISBN 978-0-470-19084-5).
- mit Bill Zanker: Nicht kleckern, klotzen! Der Wegweiser zum Erfolg aus der Feder eines Milliardärs. Börsenmedien, Kulmbach 2008, ISBN 978-3-938350-73-7 (Original: Think Big and Kick Ass in Business and Life. Harper, 2007).
- mit Meredith McIver: Wie man reich wird. Übersetzt von Horst Fugger. FinanzBuch, München 2004, ISBN 3-89879-080-0 (Original: Trump: How to Get Rich. Ballantine, 2004, ISBN 978-0-345-48103-0).
- GREAT AGAIN! – Wie ich Amerika retten werde. Plassen Buchverlage, Kulmbach 2017, ISBN 978-3-86470-384-3 (Crippled America: How to Make America Great Again. Threshold Editions, New York 2015, ISBN 978-1-5011-3796-9).

## Dokumentarfilme und Filmbiografien
- What's The Deal? 83 Min. Ein Film von Jesse Kornbluth. USA 1991.[762]
- Michael Moore in TrumpLand. 73 Min. Ein Film von Michael Moore. USA 2016.[763]
- Donald Trump – Der lange Arm des Milliardärs. 55 Min. Ein Film von Anthony Baxter. Österreich 2016.[764]
- Die Trumps – Aus der Pfalz ins Weiße Haus. 48 Min. Ein Film von Paul Berczeller. Vereinigtes Königreich 2017.[765]
- Trump: An American Dream. 4 Folgen (Titelnamen: Manhattan, Der Spieler, Citizen Trump, Politik), 222 Min. Vereinigtes Königreich 2017.[766]
- Fahrenheit 11/9. 128 Min. Ein Film von Michael Moore. USA 2018.[767]
- Erzfreunde – Trump und Putin. 89 Min. Ein Film von Claire Walding. Deutschland 2019.[768]
- Die Trump-Dynastie – Der Weg zur Macht. 3 Folgen (Titelnamen: In die Wiege gelegt, Hoher Einsatz, Die Trump-Show), 258 Min. USA 2019.[769][770]
- Trumps schmutziger Deal – Der Präsident und die Ukraine-Affäre. 58 Min. Ein Film von Jacques Charmelot und Francois Chayé. Frankreich 2020.[771]
- Donald Trump – Der unterschätzte Präsident. 45 Min. Ein Film von Carsten Oblaender und Florian Huber. Deutschland 2020.[772]
- Das gespaltene Amerika: Trump: America first! (= Frontline. Staffel 38, Folge 3). 106 Min. Ein Film von Michael Kirk. USA 2020.[773]
- Im Wahn – Trump und die Amerikanische Katastrophe. 90 Min. Ein Film von Stephan Lamby und Klaus Brinkbäumer. Deutschland 2020.[774]
- Amerika hat die Wahl: Trump gegen Biden. 110 Min. Ein Film von Michael Kirk und Mike Wiser. USA 2020.[775]
- Trump und das FBI – Eine amerikanische Affäre. 90 Min. Ein Film von David Carr-Brown und Fabrizio Calvi. Frankreich/Deutschland 2020.[776]
- Trumps Erbe – Das zerrissene Amerika. 45 Min. Ein Film von Carsten Obländer. Deutschland 2021.[777]
- Trump – der wütende Kandidat. 45 Min. Ein Film von Carsten Oblaender und Alexander Landsberger. Deutschland 2024.[778]
- Trump und der Weg zur Diktatur? 45 Min. Ein Film von Marie-Laure Widmer Baggiolini und Françoise Weilhammer. Schweiz 2024.[779]
- The Apprentice – The Trump Story. 120 Min. Ein Film von Ali Abbasi. USA/Kanada 2024.
- Amerika hat die Wahl: Harris gegen Trump. 112 Min. Ein Film von Michael Kirk und Mike Wiser. USA 2024.[780]
- Donald Trump – Mythos, Macht & Manipulation. 2 Folgen. Ein Film von Dan Reed. USA 2024.[781]
- Donald Trump – Schicksalsjahre eines Präsidenten. 3 Folgen. Ein Film von Claire Walding. Deutschland 2025.[782][783]